# Ukraina
Ukraina (ukrainska: Україна/Ukrajina, uttal: [ʊkrɐˈjinɐ] ( lyssna)) är ett land i Östeuropa. Det gränsar till Rumänien, Moldavien, Ungern, Slovakien, Polen, Belarus och Ryssland. I söder har landet kust mot Svarta havet.
Till ytan är Ukraina det näst största landet i Europa, efter Ryssland. Detta gäller när Frankrikes, Danmarks och Turkiets utomeuropeiska områden inte räknas med. Det är också det största landet som är helt och hållet beläget i Europa. Området har varit bebott i minst 44 000 år, och har föreslagits som platsen för både tämjandet av hästen och indoeuropéernas urhem.
Under medeltiden var området centrum för östslavisk kultur, genom den stora staten Kievrus (Kievriket). När denna stat upplöstes på 1200-talet blev området ofta uppdelat mellan grannländer och föremål för maktkamp. Kosackkulturen fick en viss storhetstid under Hetmanatet (1649–1775), med begränsad autonomi, men blev aldrig en självständig nation. En tydligare nationell enhet uppstod först med den kortvariga Ukrainska folkrepubliken (1918–1921) och därefter genom den sovjetiska delrepubliken under 1900-talet. Kärnkraftsolyckan i Tjernobyl 1986 väckte folkligt missnöje mot det sovjetiska styret och inspirerade olika rörelser för större politisk frihet, medborgerliga rättigheter och miljöskydd.
Ukraina utropade sig som självständig stat den 24 augusti 1991. Detta skedde efter ett misslyckat kuppförsök mot Gorbatjovs reformer i Sovjetunionen. Ukrainas kommunistiska parti förbjöds samma månad. Den 1 december 1991 hölls en folkomröstning där en överväldigande majoritet från hela landet stödde självständigheten. Sovjetunionens upplösning blev formell den 31 december 1991, efter att Ukraina, Ryssland och Belarus den 8 december samma år enats om att bilda Oberoende staters samvälde (OSS).
Stora delar av Ukraina består av bördig jordbruksmark. År 2011 var landet världens tredje största spannmålsexportör. Tillverkningsindustrin är välutvecklad, särskilt inom flyg- och verktygssektorn. Landet är indelat i 24 oblast (provinser), den autonoma republiken Krim och två städer med särskild status: Kiev (huvudstad och största stad) och Sevastopol (som fram till 2014 var uthyrd till Rysslands svartahavsflotta enligt ett avtal som skulle gälla till 2042). Ukraina har ett statsskick med både president och premiärminister. Regeringen kompletteras av ett lagstiftande parlament (Verchovna Rada) och ett självständigt rättsväsende. Sedan Sovjetunionens fall har landet haft en av Europas största försvarsmakter, med 209 000 soldater i aktiv tjänst år 2021.
Ukraina har omkring 46 miljoner invånare. Vid folkräkningen 2001 var 78 procent etniska ukrainare, medan ryssar utgjorde cirka 17 procent. Andra minoriteter inkluderar belarusier, ungrare och rumäner. Det officiella språket är ukrainska, som skrivs med en variant av det kyrilliska alfabetet. Ryska är också utbrett och används i stor omfattning i massmedia. Den dominerande religionen är östligt ortodox kristendom, som haft stort inflytande på landets arkitektur, litteratur och musik.
Sedan självständigheten har Ukrainas inrikespolitik präglats av motsättningar mellan väst- och östorienterade krafter. Utbredd korruption har försvårat reformer inom det ekonomiska systemet. Motsättningarna kulminerade i den orangea revolutionen 2004 och i Euromajdan 2014, då massprotester från oppositionen ledde till stora politiska förändringar. När den proryske presidenten avsattes efter Euromajdan svarade Ryska federationen med att ockupera och annektera Krim, delvis med hjälp av lokala proryska grupper. I Donetsk och Luhansk län stödde Ryssland proryska styrkor, även militärt, vilket ledde till den fortfarande pågående konflikten i östra Ukraina. Dessa aggressioner har lett till omfattande sanktioner, både mellan Europeiska unionen och USA gentemot Ryssland, och mellan Ukraina och Ryssland.
Under 2021 och början av 2022 ökade Ryssland trycket på Ukraina. Bland annat erkändes de så kallade folkrepublikerna Donetsk och Lugansk, och ryska trupper skickades till området.
Den 24 februari 2022 inledde Ryssland en fullskalig invasion av Ukraina. Invasionen har mötts av kraftiga internationella reaktioner.

## Etymologi
Namnet Ukraina var under senare delen av 1500-talet en beteckning för området väster om floden Dnepr. Rent etymologiskt betyder ordet "gränsland", och har blivit mer och mer politiserat i takt med ökande spänningar.
Området kallades som oftast vid denna tid för Lillryssland. Det var det namn som Storfurstendömet Litauen hade på 1300- och 1400-talet. Delar av Storfurstendömet Litauen blev senare en del av Tsarryssland och Kejsardömet Rysslands territorium Lillryssland. Vid den tiden tog storfurstendömena varsin metropolit (huvudstadsbiskop) men var ändå besläktade, eftersom båda till stor del låg i det område som tidigare tillhört Rus (idag av historiker benämnt Kievriket). Benämningen skilde Lillryssland från Storryssland, det vill säga Moskvariket (Storfurstendömet Moskva), det som senare blev Ryssland. 

## Historia

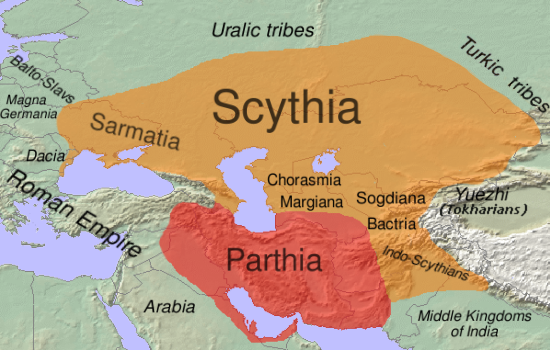
Sarmaternas utbredningar cirka år 100.

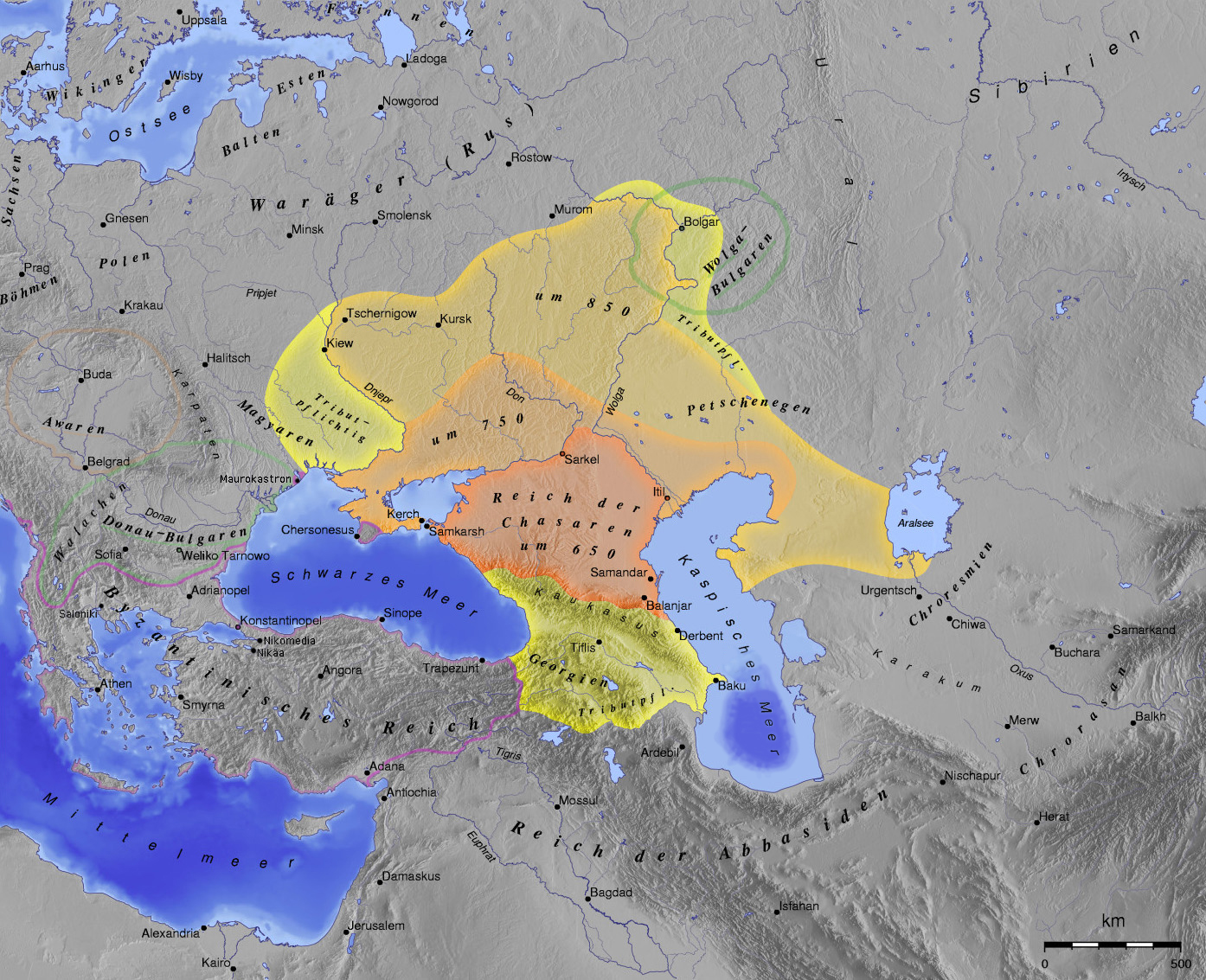
Ukraina låg i Khazarernas rike mellan år 488 och 800.

Kievriket, 1054-1132.

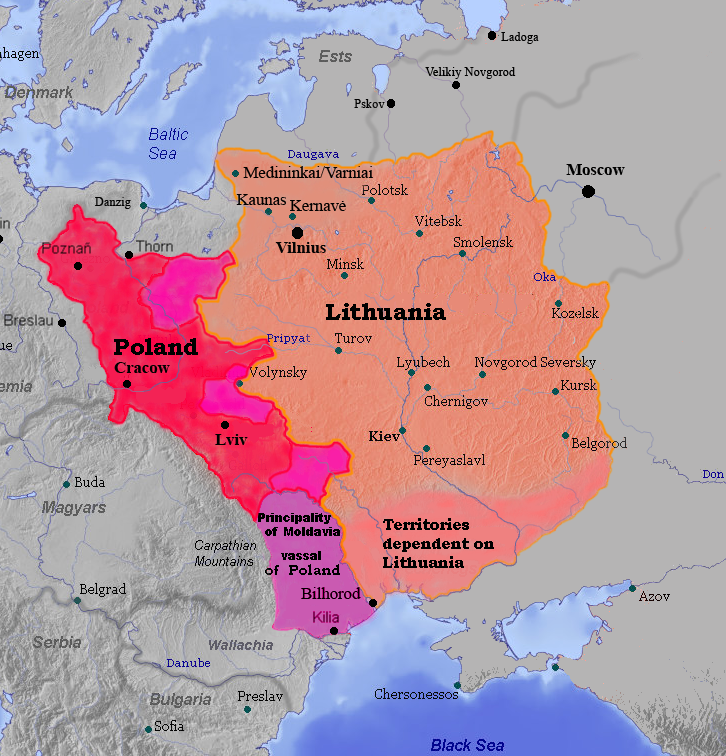
Polsk-litauiska samväldet, 1387.

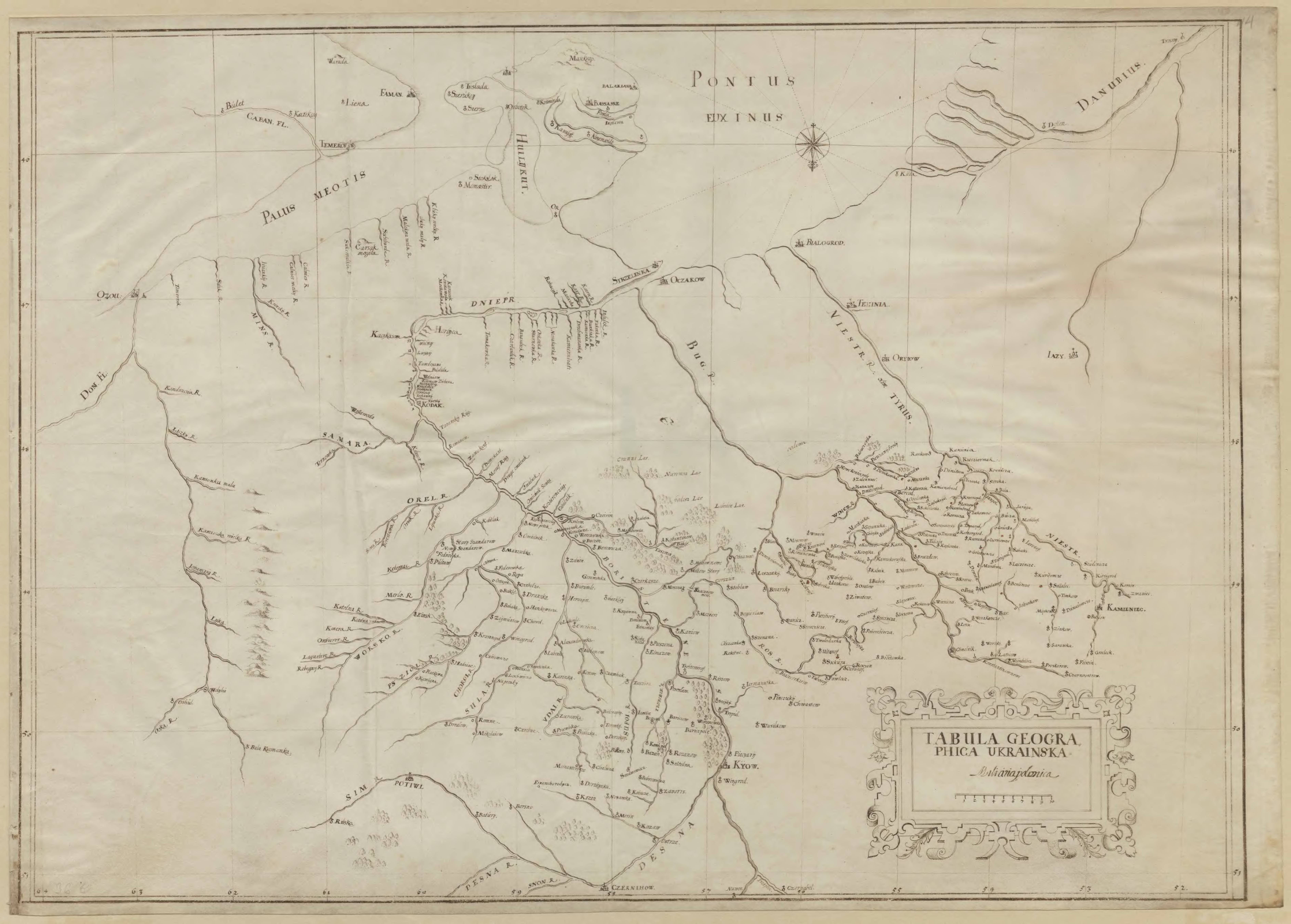
Tidig karta, daterad till mellan 1634 och 1639, över Ukraina.

### Förhistorien ochKievrus
Jamnakulturen hade sitt utbredningsområdet i dagens Ryssland, Ukraina och Rumänien på den Pontisk-kaspiska stäppen mellan 3 500 och 2 200 f.Kr. Den var övervägande nomadisk, men i närheten av floder och invid ett fåtal befästa städer förekom även åkerbruk.
Arkeologer har funnit rester av en gammal civilisation av iranskspråkiga skyter i dagens Ukraina och vid Rumäniens kust mot Svarta havet. Den förmodas ha funnits omkring 800 f.Kr.
Under Romarrikets tid stod större delen av dagens Ukraina utanför riket då romerska rikets nordöstra gräns gick vid nuvarande Rumäniens nordgräns. Ukraina beboddes av sarmater (ett folkslag med huvudsakligen iranskt ursprung), och en del av sarmaternas rike kallades Skytien. Sarmaterna korsade ofta gränsen och krigade. Mellan år 488 och 800 var större delen av dagens Ukraina behärskat av turkfolket khazarerna. Rus (idag kallat Kievrus eller Kievriket) uppstod på 800-talet och kristnades år 988. Kievriket lades dock under 1200-talet i ruiner av de framstormande mongolerna.

### Under polsk-litauisk dominans
Kievrus delades cirka 1240 i tre delar: i väst mellan Storfurstendömet Litauen (som även hade dagens Belarus som maktbas) och senare Polsk-litauiska samväldet, som då dominerade västligaste delen av dagens Ukraina, och i öst av mongolerna. Till en början åtnjöt de ukrainska delarna religiös och politisk frihet. Efter hand började polska herremän lägga under sig ukrainska landområden och försöka tvinga befolkningen att övergå från den grekisk ortodoxa tron, som man haft sedan 988, till katolicismen.
På grund av ett växande antal konflikter med tatarer och osmaner från Krimkhanatet, uppstod spontant beväpnade grupper benämnda kosacker. Kosack betyder fri man, eller nomad, på turkiska språk. Zaporogkosackerna var de mest kända av dessa grupper. De ledde flera uppror på 1600-talet mot såväl tatarer och osmaner som polacker och andra.

### Polen, kosacker och Ryssland
År 1648 inleddes ett nytt uppror som skakade Polen i grunden. Vid fördraget i Perejaslav år 1654 slöt man förbund med ryska tsaren Aleksej Michajlovitj i Moskva. Hetman Bohdan Chmelnytskyj ville undgå polskt förtryck och valde då det grekisk-ortodoxa Moskva som bundsförvant. I rysk, och inte minst sovjetisk, historieskrivning talas ofta om att Ukraina och Ryssland i och med detta avtal återförenades, medan dagens ukrainska historieskrivning gör gällande att länderna aldrig hade varit förenade förut.[källa behövs]
Under det stora nordiska kriget invaderade Sverige området, men den svenska armén, som tagit hjälp av kosackhetmanen Ivan Mazepa, besegrades år 1709 i slaget vid Poltava. Från slutet av 1700-talet, under Katarina II:s dagar, krossades kosackerna fullständigt och de etniskt ukrainska områdena kom då helt under Kejsardömet Ryssland. I juni år 1775 omringades zaporogkosackernas Sitj av Katarina II:s styrkor. I slaget blev kosacklägret jämnat med marken och kosackerna dödades eller fördes bort i fångenskap. Kosackernas ledare, kosjovyj (härläger-chef) Petro Kalnysjevskyj, internerades i klostret på Solovetskijöarna. Han tillbringade 25 år i fångenskap, fram till sin död 1803. Den jord kosackerna hade ägt delades ut till ryska adelsmän eller till utländska nybyggare av främst tysk börd men också av serbiskt, bulgariskt och ungerskt ursprung. Även en grupp svenskar kom den 1 maj 1782 att bilda en bosättning vid Dnjeprs västra strand norr om Cherson. Byn kom att kallas Gammalsvenskby, och där kan vissa än idag tala svenska och viss undervisning sker på svenska.[källa behövs]

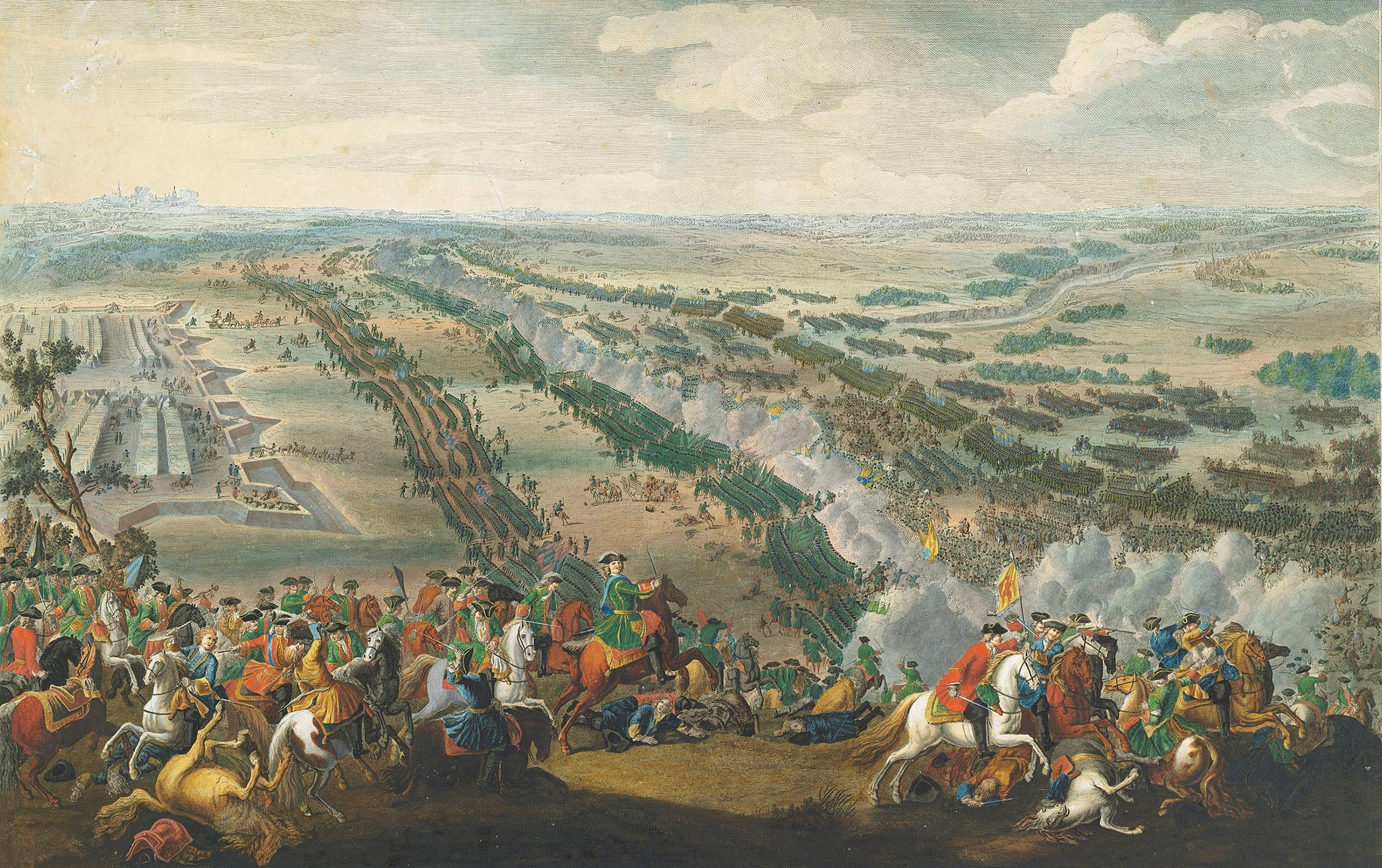
Slaget vid Poltava.

En grupp på 5 000 zaporogkosacker flydde[när?] över den osmanska gränsen, som då var belägen vid det nuvarande Moldavien. De stannade i staden Bilhorod ovanför Dnestrs delta och sände därifrån en diplomatisk mission till den osmanske sultanen med en anhållan om att få bli osmanska undersåtar, något som beviljades dem. Sultanen lät dem bygga det Nya Sitj på ett antal öar i Donaudeltat. Nya Sitj växte snabbt och på bara ett år hade kosackhären ökat från 5 000 man till 7 000 man, tack vare flyktingar från Katarina den II:s Ryssland och från de polskstyrda delarna av de etniskt ukrainska områdena på floden Dneprs högra strand. Den ryska regeringen i Moskva ogillade utvecklingen och försökte stävja den genom att utlysa amnesti för flyktingarna och utöva diplomatiska påtryckningar på osmanerna. Man lät också styrkor av ryska donkosacker, de så kallade Nekrasovkosackerna, som i början av 1700-talet bosatt sig bortom Donau, anfalla Nya Sitj.

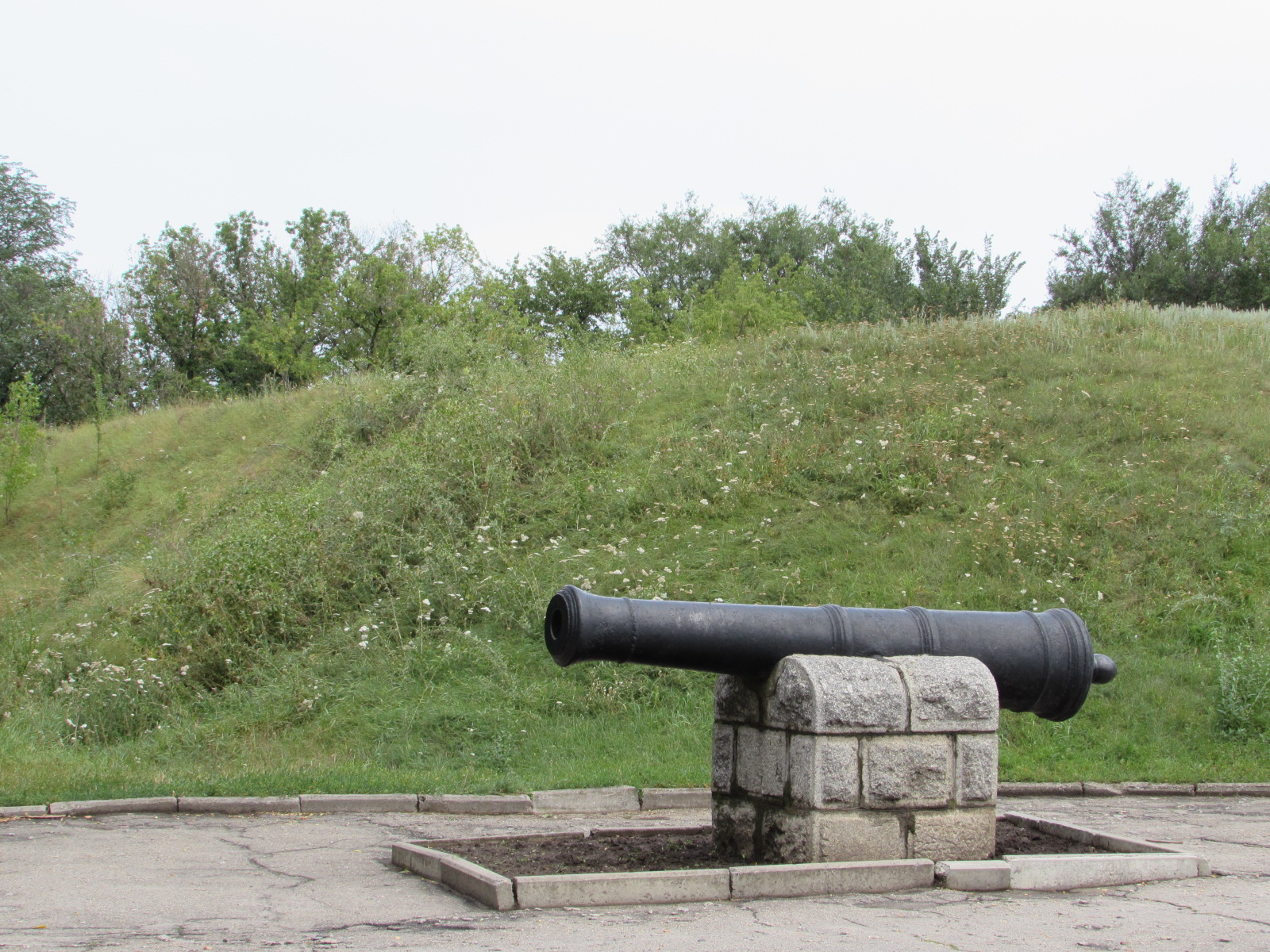
Kanoner vid ingången till fästningen Hl. Elizabeth i staden Kropyvnytskyj

Fästningen Hl. Elisabet, som då var högkvarter för den ryska kejserliga armén i Ukraina och från vilken armén som likviderade Sichregementet gav sig ut på fälttåg 1775, omvandlades till staden Jelizavetgrad i slutet av 1700-talet, liksom andra liknande försvarspunkter - Kherson, Nikolaev och Odessa.

### Den ukrainska nationalismen på 1800- och 1900-talet
På samma sätt som på många andra platser i Europa inleddes under 1800-talet en allt starkare nationell rörelse mot ukrainsk självständighet. Denna rörelse var starkt influerad västerifrån, från Polen men också från spillrorna av det allt snabbare sönderfallande Österrike-Ungern. Flera slaviska folk, som tjecker, slovaker och serber krävde vid samma tid sin självständighet. De ukrainska nationalisterna, som hade sin bas i västra Ukraina, har en besvärande historia i relationen till judar på grund av att ett stort antal judar mördades av ukrainska nationalister under pogromer i början av 1900-talet och under andra världskriget.[källa behövs]

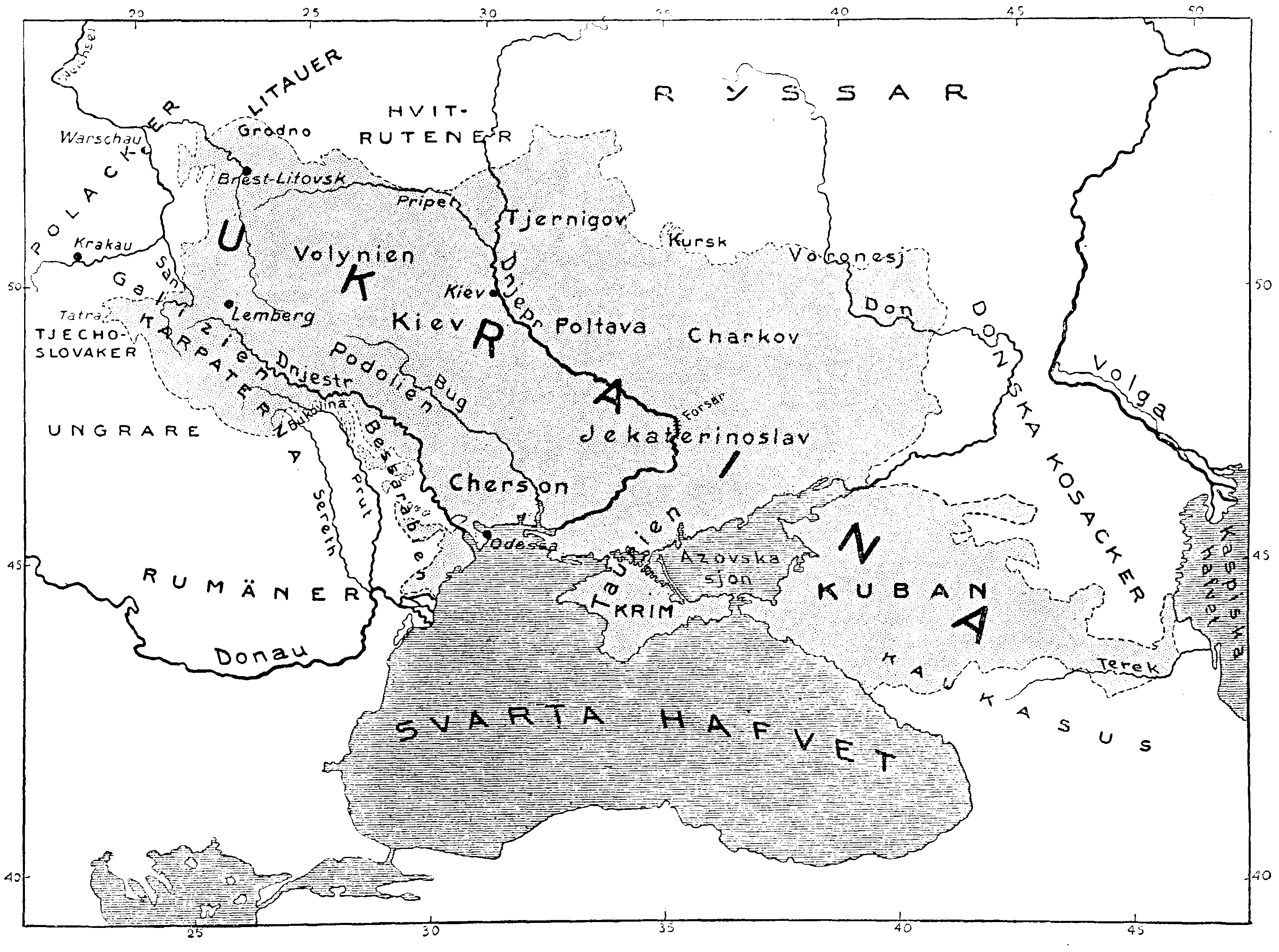
Karta från 1920 över ukrainarnas dåvarande bosättningsområde i östra Europa. Kartan visar områden där ukrainsktalande då var i majoritet.

### Ryska revolutionen och landets uppdelning
Under ryska revolutionen bildades Folkrepubliken Ukraina den 17 mars 1917. De ukrainska partierna och icke-statliga organisationerna upprättade den centrala radan, Ukrainas centrala råd (ukrainska: tsentralna rada). Radan leddes av historikern Mychajlo Hrusjevskyj. I takt med att radans makt växte så blev trycket på den tillfälliga ryska regeringen större och större att erkänna radans auktoritet. I juli 1917 skedde detta och Ukraina blev en självständig del av Ryssland. Efter den bolsjevikiska oktoberrevolutionen 1917 vägrade radan att erkänna det nya styret och utropade Folkrepubliken Ukraina, som skulle ingå i en federation tillsammans med ett framtida, demokratiskt Ryssland. Samtidigt utnämnde bolsjevikerna Ukraina till en sovjetrepublik och utsåg en egen ledning för republiken, som dock ännu inte hade kontroll över det ukrainska territoriet. I januari 1918 började bolsjevikernas trupper att marschera mot Kiev, vilket fick den centrala radan att utropa fullständig självständighet för hela Ukraina den 22 januari.
Som en följd av freden i Brest-Litovsk i mars 1918 tvingades bolsjevikerna att dra tillbaka sina trupper från Ukraina. Rada-regeringen fick stöd av Tyskland och Österrike-Ungern i samband med fredsavtalet. Dessa ansåg dock att radan var för långt åt vänster och i april 1918 genomfördes en tyskstödd statskupp som tog general Pavlo Skoropadskyj till makten som hetman över Ukraina. Den konservativa regeringen innehade makten fram till december 1918, då centralmakternas trupper drogs tillbaka från Ukraina och landet invaderades av bolsjevikiska styrkor. Sovjetrepubliken Ukrainska SSR - som utropats året innan - fick full kontroll över stora delar av det ukrainska territoriet. I slutet av 1918 hade dock ledare i de västra delarna av Ukraina utropat en egen stat: Västra Ukrainas Folkrepublik. Under 1919 togs ett beslut att ena de två republikerna, men det genomfördes aldrig.
Den nya staten Polen hävdade överhöghet över hela Galizien, vilket innebar att den västra republiken kom att uppgå i Polen. Samtidigt rasade inbördeskrig mellan röda, vita och olika anarkistiska arméer i den östra republiken. Tidigt under 1920 hade den röda armén kontroll över stora delar av Ukraina, dock inte Volynien och västra Podolien som ockuperades av Polen. Samtidigt pågick det polsk-sovjetiska kriget. Kriget ledde dock inte till att de olika delarna av Ukraina kunde enas i en stat, utan landet delades upp mellan främst Sovjetunionen och Polen. Norra Bukovyna blev en del av Rumänien och Transkarpatien tillföll Tjeckoslovakien. De nya sovjetiska makthavarna önskade att stärka de ukrainska banden österut och Ukrainska SSR var en av de republiker som 1922 grundade Sovjetunionen. Till huvudstad i Ukrainska SSR utsågs Charkiv och den förblev detta fram till 1934 då Kiev blev ny huvudstad.

### Svältkatastrof och industrialisering

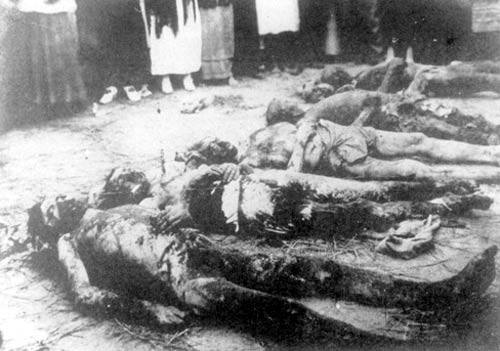
Offer för den röda terrorn organiserad av Lenin, ukrainare dödade av den sovjetiska specialtjänsten Tjeka

Den ukrainska nationaltanken levde vidare under mellankrigstiden, och den ukrainska kulturen upplevde en blomstring under 1920-talet, med bolsjevikernas godkännande. Den relativt toleranta kulturpolitiken medförde att andelen ukrainare i kommunistpartiet ökade stadigt. Till en början hade medlemmarna i kommunistpartiet i Ukraina till största del utgjorts av ryssar och judar, men det ändrades i och med ukrainiseringspolitiken. Andelen ukrainare steg från runt 20% år 1920 till över 50 % mot slutet av 20-talet. Samtidigt ökade det här motståndet från ryska tjänstemän i Ukraina, och även den centrala sovjetregeringen i Moskva såg med misstänksamhet på utvecklingen. Vid slutet av 1920-talet, under Stalin, hårdnade det sovjetiska greppet om Ukraina. Den första femårsplanen som gällde mellan 1928 och 1932 och syftade till Sovjetunionens snabba industrialisering innebar en omfattande kollektivisering av jordbruket och detta mötte hård motstånd hos de många bönder som fanns i Ukraina.Andelen kollektivjordbruk ökade från 9 % i oktober 1929 till 65 % i mars 1930. De jordbrukare som stod emot klassades som kulaker (godtyckligt definierade "rika" bönder). Kulakerna möttes av skenande skatter, höga spannmålskvoter och sedermera konfiskering av sin egendom och slutligen deportering till Sibirien och Kazakstan. De intellektuella möttes också av förnyat politiskt förtryck, jämfört med den mer toleranta politiken under 1920-talet.
Under vintern 1932–1933 dog fyra miljoner människor av den svältkatastrof i Ukraina, som fått namnet Holodomor. Svältkatastrofen drabbade hela Sovjetunionen, men Ukraina drabbades oproportionerligt hårt. Bland historiker råder oenighet om hungersnödens orsaker.

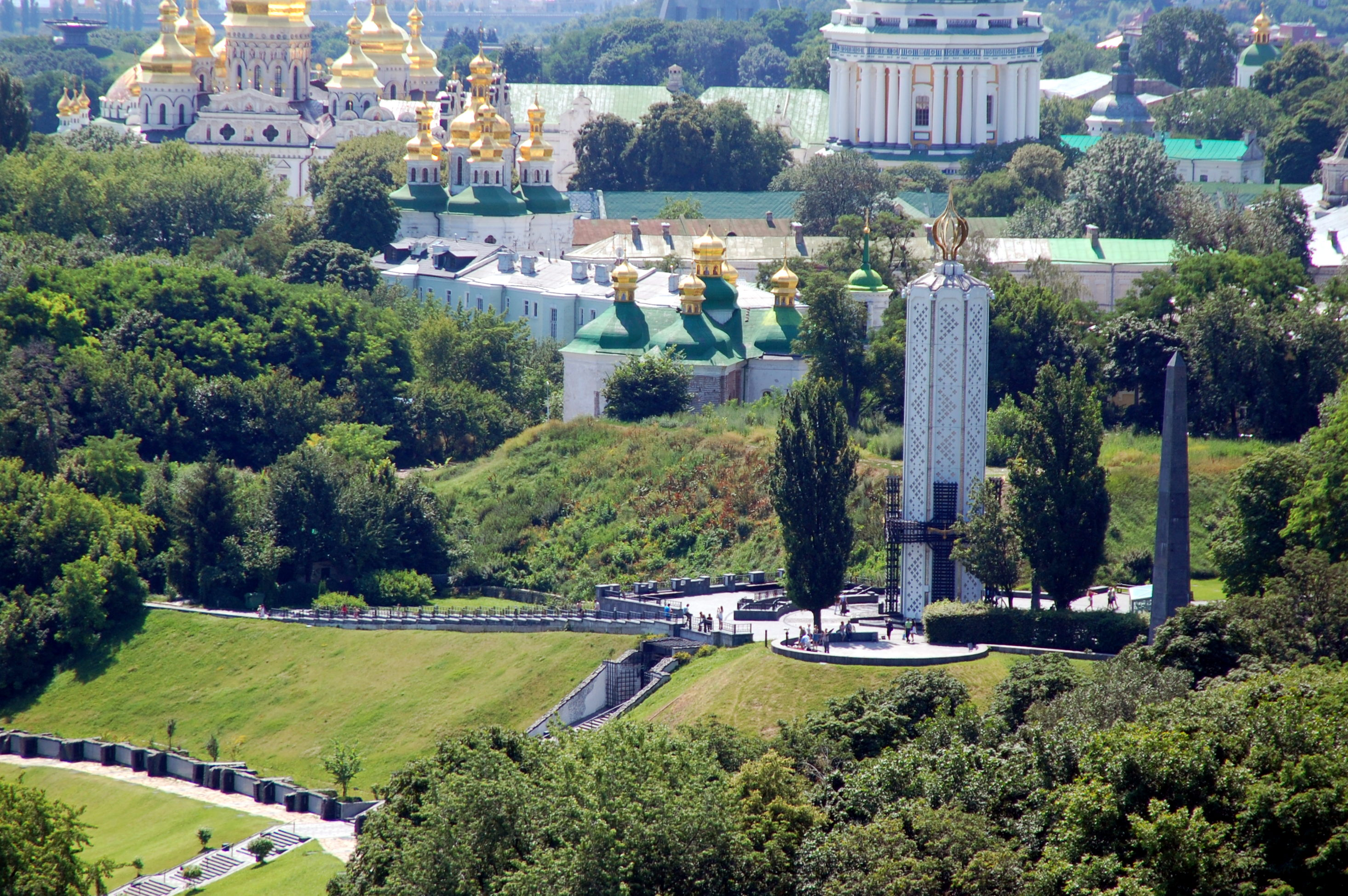
Museum tillägnat Holodomor i Kiev skapat efter Sovjetunionens kollaps

Många historiker anser att Stalin-regimen förorsakade en artificiellt iscensatt svält för att bryta de ukrainska böndernas motstånd mot kollektiviseringen av jordbruket. Denna uppstod genom att de sovjetiska myndigheterna krävde in spannmål och kreatur från Ukrainas bönder enligt mycket höga kvoter som var omöjliga att nå och som inte tog hänsyn till missväxt och växlande skördar. 1932 kom en lag som gjorde stöld av "socialistisk egendom" till ett grovt brott. Det innebar att stöld av t.ex. en säck med vete kunde straffas med döden genom arkebusering. Svälten spred sig explosionsartat under våren 1933, men ingen hjälp kom från Moskva. Under samma tidsperiod exporterades mer än en miljon ton spannmål till länder i väst. Landsbygdsbefolkningen led svårt och kannibalism förekom. I städerna var svälten mindre omfattande – där var man i högre grad bolsjevikiskt russifierad och fick ta del av den mat som myndigheterna beslagtog.
Andra historiker delar inte denna historieskrivning, utan anser att hungersnöden uppstod på grund av oredan i landet i samband med den nya ekonomiska politiken och kollektiviseringen av lantbruket.
En ukrainsk domstol har namngivit Josef Stalin som huvudskyldig till folkmord. Den 23 november 2008 hedrade Ukraina 75-årsminnet av Holodomor, med dåvarande presidenten och premiärministern i spetsen. Flera minnesmärken har rests till minnet av de döda i Holodomor.
Ukrainska SSR utsattes också för massiv förryskning, och många oppositionella kulturpersonligheter, ukrainska nationalister, intellektuella, präster, mullor och rabbiner mördades eller deporterades.[när?] Från mitten på 1930-talet, till följd av Holodomor samt etniska omflyttningar inom Sovjetunionen, kom ryssarna att utgöra en betydande andel av befolkningen i östra Ukraina som också med den ökande industrialiseringen och urbanisering fick ökad rysk inflyttning. 

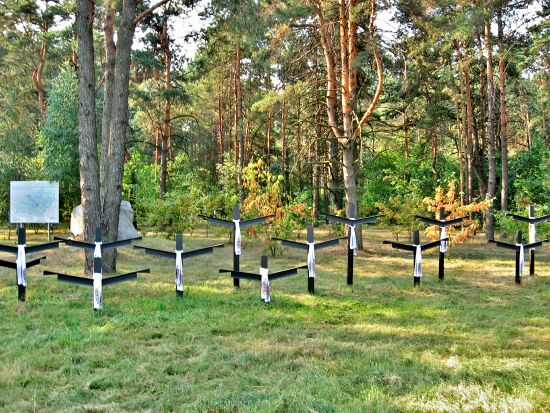
Ett minnesmärke i Bykivnya-skogen nära Kiev, skapat efter Sovjetunionens kollaps på platsen för de vanligaste begravningarna av offer för förtryck

Sovjetunionen gjorde under 1930-talet stora ekonomiska framsteg till följd av den forcerade industrialiseringen: mellan 1928 och 1937 femfaldigades produktionen i landet. Inget annat stort land hade någonsin uppnått en så snabb ekonomisk industriell tillväxt. Grunden för den snabba industrialiseringen var inte minst kollektiviseringen av jordbruket. Denna hade lett  till omfattande lidande och svält i Ukraina, samtidigt som den ur ett kommunistiskt perspektiv var nödvändig för att kunna bygga basen för en tung industri och stark armé. Som en följd av industrialiseringen kunde de breda massorna lära sig att läsa. Industrialiseringen möjliggjorde även införandet av ålderspension, fri hälsovård, fri utbildning, daghem och "rätten till arbete".

### Andra världskriget
Efter Polens fall hösten 1939 införlivades dagens västra ukrainska regionerna med Sovjetunionen. Det område som införlivades motsvarade i stort sett området öster om den så kallade Curzonlinjen som på främst etniska grunder föreslagits som gräns mellan Polen och Sovjetunionen när efterkrigsgränserna skulle fastställas efter 1918; området öster om linjen hade[när?] enligt vissa beräkningar 12 miljoner invånare, varav ungefär tre miljoner var polacker. Det nybildade självständiga Polen ansåg sig av historiska skäl ha rätt till området och erövrade det i det polsk-sovjetiska kriget 1920-1921.
Sovjetmakten utförde 1939–1941 massdeportationer till Sibirien och Sovjetunionens inre delar, något som drabbade etniska ukrainare som betraktades som potentiellt illojala med Sovjetunionen och dess politik. Enligt olika källor kom mellan 320 000 och 1,5 miljoner invånare i västra Ukraina att deporteras. Hur stor del av dessa som var etniska ukrainare är inte känt.
Under inledningen av operation Barbarossa, den tyska invasionen av Sovjetunionen 1941, anföll Nazityskland  de etniskt ukrainska områdena, där de sovjetiska styrkorna bjöd begränsat motstånd och under stor oordning retirerade österut. Läget förvärrades när grannlandet Rumänien förklarade Sovjetunionen krig och ockuperade viktiga hamnstäder vid Svarta havet. Bland annat ockuperades hamnstaden Odessa och området Transnistrien, som hamnade under rumänsk kontroll, och där massakrer på judar följde.Till en början välkomnade många ukrainare – i synnerhet de i väst – de tyska nazitrupperna som "befriare". Detta fick de anledning att ångra. Många ukrainares tyskvänliga attityd var i viss mån följden av de aktioner som under Stalintiden hade utförts mot de ukrainska bönderna  och de flesta etniska ukrainare var vid den här tiden bönder.[källa behövs]

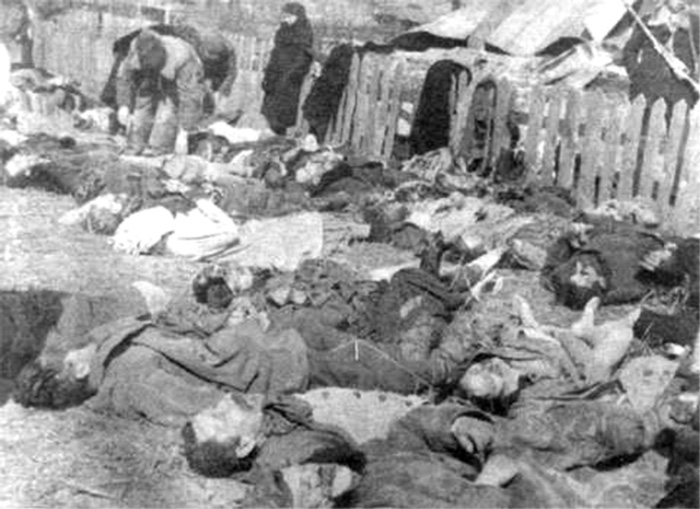
Offer för en massaker som begåtts av nationalistiska ukrainare i Volynien i dåvarande Polen (nu Ukraina) mot icke-ukrainare 1943.

Snart efter invasionen inledde tyskarna och nationalistiska ukrainare (ONU:s militära gren UPA) en period av folkmord, mord och deporteringar av icke-ukrainare som polacker, judar och ryssar. Stepan Banderas fraktion av OUN brände ner hela byar, och dödade 40 000–60 000 polska civila i Volynien, och mellan 25 000 och 30 000–40 000 i östra Galizien..
Den tyska ockupationen av Ukrainska SSR genomfördes på tre månader. Vid slaget om Kiev september 1941 tog tyskarna 450 000 sovjetiska soldater till fånga, samt ett stort antal civila. Det totala antalet fångar uppgick till omkring 660 000 personer. Under slutet av kriget drevs tyskarna tillbaka västerut, och sovjetrepubliken kunde åter etableras på sitt tidigare territorium – nu inkluderat de tidigare polska områdena. De sista västliga delarna, vilka tillhört bland annat Polen, före andra världskriget, togs inte tillbaka av Röda armén förrän år 1944 under operation Bagration.

### Efter andra världskriget
Ukrainska SSR fick medlemskap i Förenta nationerna 26 oktober 1945 och är således en av ursprungsmedlemmarna, även om det i realiteten enbart betydde att Sovjetunionen fick en extra plats. Halvön Krim ingick inte ursprungligen i Ukrainska SSR utan överfördes 1954 dit från Ryska SFSR.. Den relativa levnadsstandarden ökade för delrepublikens invånare under 1950-, 60- och 70-talet. Under denna tid byggdes nya bostadsområden och offentliga byggnader. Även många kulturinstitutioner inrättades. År 1986 inträffade ett stort reaktorhaveri i kärnkraftverket i Tjernobyl (se Tjernobylolyckan).

### Självständighet 1991
Efter Berlinmurens fall 1989 och Gorbatjovs reformer av Sovjetunionen (Perestrojka) anordnades den 17 mars 1991 en folkomröstning om en reformerad Sovjetisk union och i Ukraina röstade 70,2 % av väljarna för en reformerad union. Den 24 augusti 1991, strax efter augustikuppen i Sovjetunionen 1991, deklarerade sig Ukraina som självständig och suverän stat, vilket bekräftades av över 90 procent av landets befolkning vid en folkomröstning den 1 december 1991. Vid det följande årsskiftet upplöstes Sovjetunionen.
Efter Sovjetunionens upplösning blev Ukraina inte bara en självständig suverän stat, utan också en kärnvapennation med världens tredje största kärnvapenarsenal. Tillsammans med USA, Ryssland och Storbritannien undertecknade Ukraina 1994 Budapestuppgörelsen där Ukraina förband sig att överlämna sin kärnvapenarsenal för destruktion i utbyte mot bland annat utfästelser från övriga länder i uppgörelsen att de skulle respektera Ukrainas självständighet och Ukrainas dåvarande gränser, och inte använda vapenmakt mot landet. 1997 undertecknade Ryssland och Ukraina ett fredsfördrag med utfästelser om att respektera varandras självständighet och existerande nationsgränser. 
Ukrainas historia mellan 1992 och 2004 präglades av de båda presidenterna Leonid Kravtjuk och Leonid Kutjma.

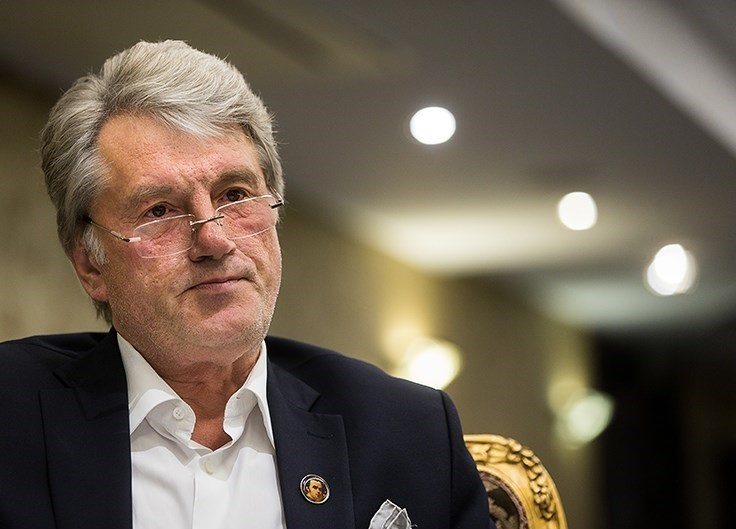
Viktor Jusjtjenko, Ukrainas president mellan 2005 och 2010.

I presidentvalet vintern 2004/2005 segrade den västvänlige Viktor Jusjtjenko över den ryssvänlige Viktor Janukovytj. Detta skedde efter en folklig resning av Jusjtjenko-anhängare i västra och norra Ukraina benämnd orangea revolutionen, sedan Janukovytj beskyllts för valfusk i det föregående valet. Den orangea revolutionen har i sin tur beskyllts av Janukovytj-anhängare för att ha varit styrd från USA.
I det ukrainska parlamentsvalet 26 mars 2006 fick Regionernas parti ledd Viktor Janukovytj drygt 30 % av rösterna och tillsammans med ett antal småpartier majoritet sedan socialisterna bytt sida. Janukovytj utsågs till premiärminister den 3 augusti 2006. President Jusjtjenko och premiärminister Janukovytj var oeniga om det mesta och krisen förvärrades i slutet av april 2007. Janukovytj var premiärminister fram till valet 30 september 2007.[källa behövs]

#### Parlamentsvalet 30 september 2007
I mars 2007 uppstod en konstitutionell kris när president Jusjtjenko upplöste parlamentet och avsåg att hålla nyval den 27 maj 2007. Detta föranledde stora demonstrationer i Kiev, både för och emot beslutet. I parlamentet hade dåvarande premiärministern Janukovytjs allierade majoriteten. Parlamentet kallade då till krismöte och röstade enhälligt ned presidentens beslut, varpå ärendet togs upp i Högsta domstolen. Läget blev akut när Jusjtjenko avsatte riksåklagaren Svjatoslav Piskun med ett dekret, varpå inrikesminister Vasyl Tsusjko satte in Berkutstyrkan för att skydda riksåklagaren och dennes kansli. Vasyl Tsusjko drabbades av en hjärtinfarkt den 30 maj efter att Jusjtjenko hade tillsatt en brottsutredning mot honom. Dagen efter påstod Tsusjko att han hade blivit förgiftad. Han sade sig veta vem som förgiftat honom och varför och att teorin skulle offentliggöras ifall han inte överlevde. Myndigheterna avfärdade uppgifterna som rykten.
Krisen fördjupades ytterligare då runt 2 000 man ur inrikesdepartementets trupper, som även hade stöttat Jusjtjenko under Orangea revolutionen 2004, försökte tåga mot Kiev inför ett krismöte mellan president Jusjtjenko och premiärminister Viktor Janukovytj. Detta skedde på order av befälhavaren Oleksandr Kichtenko, lojal med president Jusjtjenko. Inrikesdepartementets lojalitet var dock splittrad mellan konfliktens huvudpersoner; Jusjtjenko som tog befälet över departementets trupper med ett dekret, medan Janukovytj hade kontroll över polisen och specialstyrkan Berkut. Båda sidor gjorde försonliga uttalanden medan ledarna till sist möttes och efter långvariga förhandlingar kom fram till en kompromiss enligt vilken det blev nyval 30 september 2007. Resultatet av valet blev att Julia Tymosjenko tog över posten som premiärminister.
Parlamentets sammansättning efter valet 2007
- Regionernas parti (175 mandat)
- Julia Tymosjenkos block (156 mandat) (Fäderneslandsförbundet • Reform och ordning • Ukrainas socialdemokratiska parti)
- Vårt Ukraina - Folkets självförvarsblock (72 mandat) (Vårt Ukraina • Framåt Ukraina! • Ukrainas folkrörelse  • Ukrainska folkpartiet • Ukrainska republikanska partiet "Samling" • Kristdemokratiska unionen • Europeiska partiet • PORA • Ukrainska nationalistkongressen • Moderlandets försvarsparti)
- Ukrainas kommunistiska parti (27 mandat)
- Lytvynblocket (20 mandat) (Ukrainska folkpartiet • Ukrainas arbetarparti)

#### Den parlamentariska krisen 2008
Bakgrunden till den parlamentariska krisen var kriget i Sydossetien. President Jusjtjenko tog omedelbart ställning för Georgien och sin nära allierade Micheil Saakasjvili. Premiärminister Julia Tymosjenkos parti Fäderneslandsförbundet, med en tidigare image av västvänlighet, stoppade en parlamentsresolution som var kritisk mot Ryssland. Den proryska oppositionen med Regionernas parti i spetsen hade med stöd av Fäderneslandsförbundet även inskränkt presidentens maktbefogenheter, vilket ledde till regeringskrisen då de två regerande blocken inte längre kunde sitta i samma regering.
President Viktor Jusjtjenko beslutade att upplösa parlamentet och utlysa nyval. Valdatum sattes till den 7 december 2008, men en domstol fryste beslutet efter ett överklagande från Julia Tymosjenkos sida. Enligt yrkandet hade presidenten inte rätt att upplösa parlamentet mindre än ett år efter dess tillträde. Efter domstolens besked lämnade president Viktor Jusjtjenkos parti, Vårt Ukraina, ett eget överklagande. Krisen fick sin lösning 9 december då de båda rivalerna president Viktor Jusjtjenkos Vårt Ukraina - Folkets självförvarsblock och premiärminister Julia Tymosjenkos block enades om att bilda en ny koalitionsregering. Narodna Partija, det ukrainska folkpartiet, ingick också i regeringen och dess ledare Volodymyr Lytvyn blev parlamentets talman.

#### Presidentvalet 2010
Från 2010 var Mykola Azarov premiärminister.
Den 30 mars 2012 förhandlade Ukraina om ett associeringsavtal med Europeiska unionen.

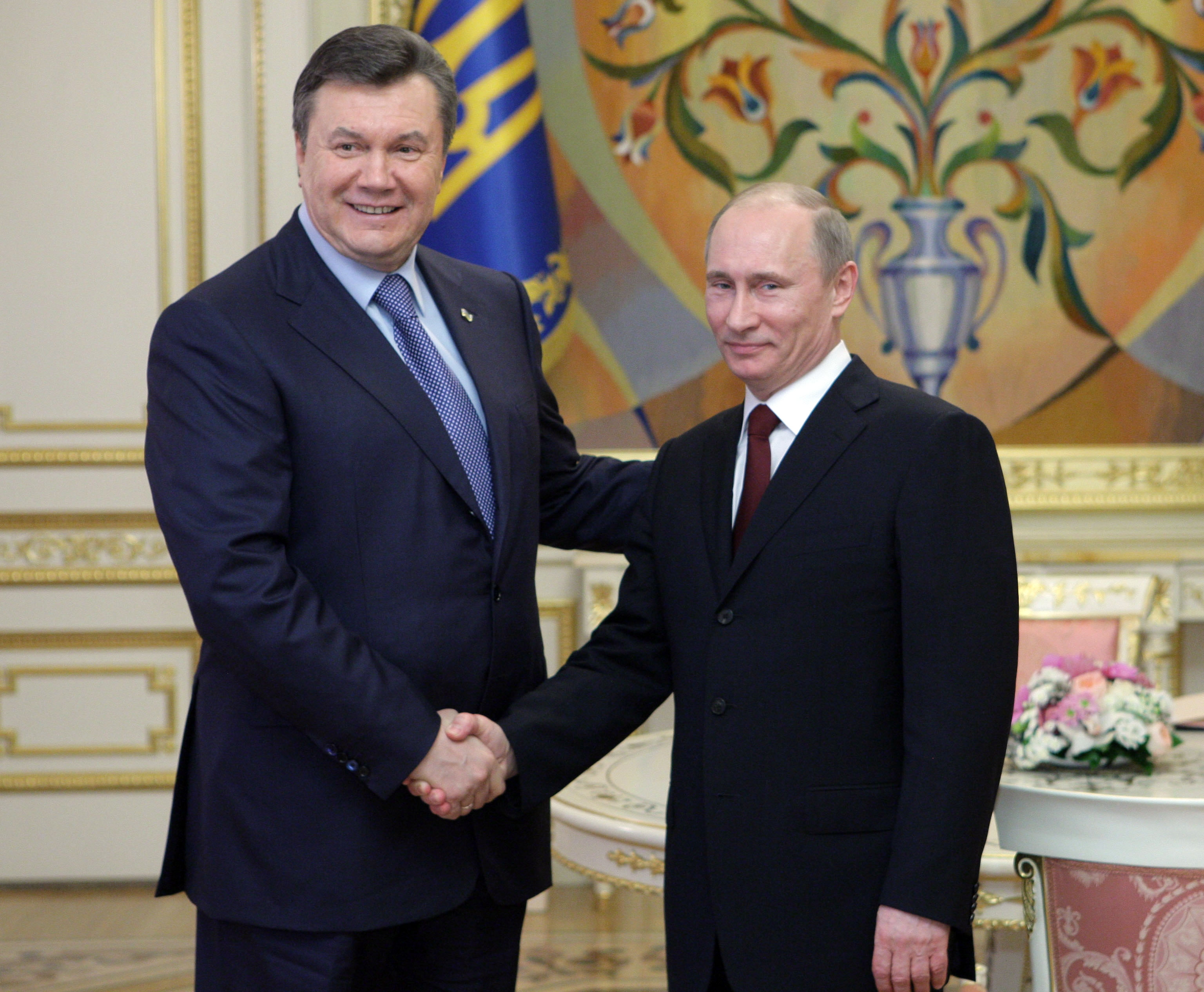
Viktor Janukovitj (vänster) och Vladimir Putin (höger) i Kiev, april 2011.

Den tidigare premiärminister Viktor Janukovytj vann valet. Han fick i andra valomgången 48,95 procent av rösterna mot 45,47 procent för premiärminister Julia Tymosjenko.
Janukovytj övertog presidentposten från Viktor Jusjtjenko den 23 februari 2010. Tymosjenko var fortfarande premiärminister, men med en bräcklig majoritet i parlamentet.
Efter flera veckors arbete lyckades Janukovytj skapa ett parlamentariskt underlag för att avsätta Tymosjenko. Parlamentet antog 3 mars en misstroendeförklaring mot Tymosjenko. Därmed tvingades hon och hennes regering avgå 4 mars. Förslaget om misstroendeförklaring lades fram av Janukovytjs parti Regionernas parti, och 243 av de 450 parlamentsledamöterna röstade ja till förslaget. Tymosjenkos före detta vice premiärminister Oleksandr Turtjynov utnämndes till expeditionsministär tills en ny regering kunde bildas. Janukovytj parti Regionernas parti förhandlade med flera andra partier i parlamentet och fick stöd av kommunisterna, Litvinblocket och flera avhoppare från Jusjtjenkos koalitionspartier. Därför fick Janukovytj en majoritet bakom sig i parlamentet.
Janukovytj namngav under förhandlingarna sina kandidater, och slutligen blev den ryskfödde förre finansministern Mykola Azarov utnämnd till premiärminister den 11 mars. Regionernas parti kom sedan att tvingas regera i koalition.

#### Euromajdan och Krimkrisen

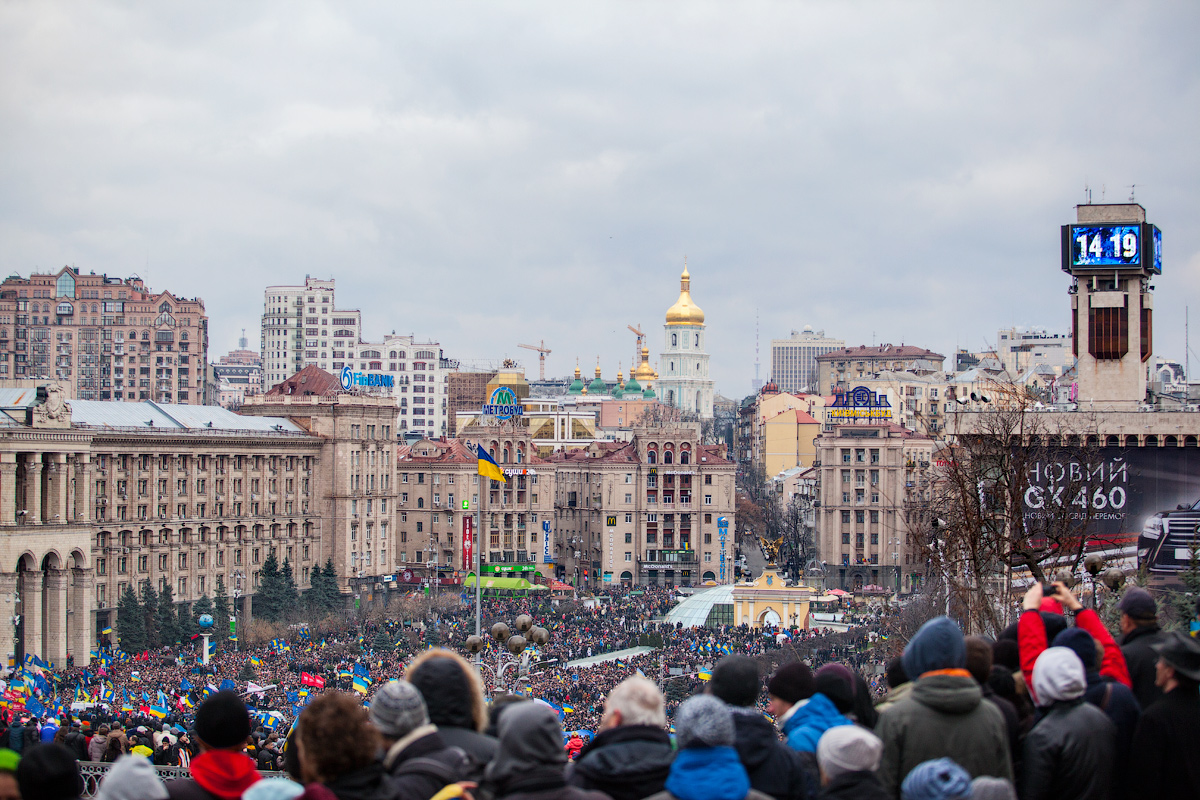
Euromajdan i Kiev.

Euromajdan var en serie protestaktioner som inleddes 21 november 2013, främst på Självständighetstorget och flera officiella byggnader i huvudstaden i Kiev. Protesterna förorsakades av det uteblivna samarbetsavtalet mellan Ukraina och Europeiska unionen vilket från oppositioners sida hade väntats ge ett större oberoende från Ryssland. På söndagarna, 1 och 8 december, samlades några hundratusende demonstranter, övriga dagar några tusen. Natten mellan 10 och 11 december försökte regimen utan framgång rensa området från demonstranter.
Under januari och februari eskalerade konflikten, och målet förändrades successivt från allmänt missnöje till krav på Janukovytj-regimens avgång. Den 21 februari 2014 undertecknades ett avtal mellan den demokratiskt och lagligt valde presidenten Viktor Janukovitj och oppositionens representanter Arsenij Jatsenjuk, Vitalij Klitjko, Oleh Tiahnybok. Avtalet och dess genomförande garanterades genom underskrifterna från tre utrikesministrar från EU, Tysklands Franz-Walter Steinmeier, Frankrikes Fabio Laurent och Polens Radoslaw Sikorski. Avtalet innebar en tidplan för konstitutionella ändringar och att utlysa nyval. Trots ingånget avtal och EU:s garantier genomförde oppositionen den 22 februari 2014 en statskupp. [källa behövs]Beväpnade grupperingar tvingade landets president och regering att lämna landet. De förändrade styrkeförhållanden som då skapades i landets parlament gjorde att ett antal lagar och reformer kunde drivas igenom, Viktor Janukovytj fråntas presidentposten och landet återgick till 2004 års författning (ändrad 2010 under Janukovytj presidenttid).
Därefter skedde motreaktioner från främst rysktalande ukrainare i delar av östra och södra Ukraina. Här hade Janukovytj sin politiska bas, och många av hans anhängare vägrade acceptera den nya regimens legitimitet. En revolt iscensattes mot de folkvalda lokala ledarna. Med hjälp av ryska soldater i anonyma uniformer tog separatister över kontrollen av halvön Krim. I mars 2014 genomfördes en illegal folkomröstning trots protester från den ukrainska regeringen och västmakter. Folkomröstningen påstods visa att en stor majoritet av befolkningen önskade att Krim skulle tillhöra Ryssland. Ryssland annekterade därefter Krim under förevändning av att de erhållit en sådan begäran från Krim.
Samtidigt stärkte Ryska federationen sin militära närvaro på Krim, i strid med gällande avtal. Den ryska svartahavsflottan blockerade i början av mars 2014 Kertjsundet som utgör den enda infarten till Azovska sjön. Rysk militär fortsatte sedan med annektering av ukrainska militäranläggningar på halvön liksom Ukrainska örlogsfartyg. De ryska aktiviteterna på Krim ledde till starka internationella reaktioner, samtidigt som den nya regimen i Kiev i början av mars förberedde Ukrainas tidigare uppskjutna associationsavtal med EU.
Krims parlament deklarerade Krims självständighet 11 mars 2014, som ett led mot den kontroversiella folkomröstningen om Krims framtid. En vecka senare anslöts hela halvön till Ryska federationen. För första gången sedan andra världskriget hade en europeisk stat erövrat och införlivat en del av ett annat land. Omvärlden reagerade starkt på annekteringen. Ryssland anklagades både för att ha brutit mot folkrätten och mot flera internationella avtal.
Ryssland lät uppföra en bro mellan Krim och det ryska fastlandet. Bron försvårade tillfarten till Azovska sjön och innebar hinder för ukrainsk fartygstrafik. I november 2018 blockerade Ryssland Kertjsundet, och besköt ukrainska fartyg. Under en tid införde Ukraina krigslagar i gräns- och havsregioner i landet.

#### Presidentvalet 2014
Petro Porosjenko vann 2014 års presidentval där han fick 54,70% av rösterna vilket innebar en absolut majoritet och därför inget behov av en andra valomgång. Valets tvåa var Julia Tymosjenko med 12,81% av rösterna. Han vann i samtliga valdistrikt där val kunde genomföras, utom i ett i Charkiv oblast där Mychajlo Dobkin fick flest röster.
Ukrainas valkommission beräknade att 55,33 procent av de röstberättigade deltog i valet. I två av landets regioner (Donetsk oblast och Luhansk oblast) kunde endast 20 procent av vallokalerna hålla öppna, på grund av våld och hot om våld från proryska separatister. På Krim kunde valet inte genomföras alls, eftersom halvön annekterats av Ryska federationen.

#### Presidentvalet 2019

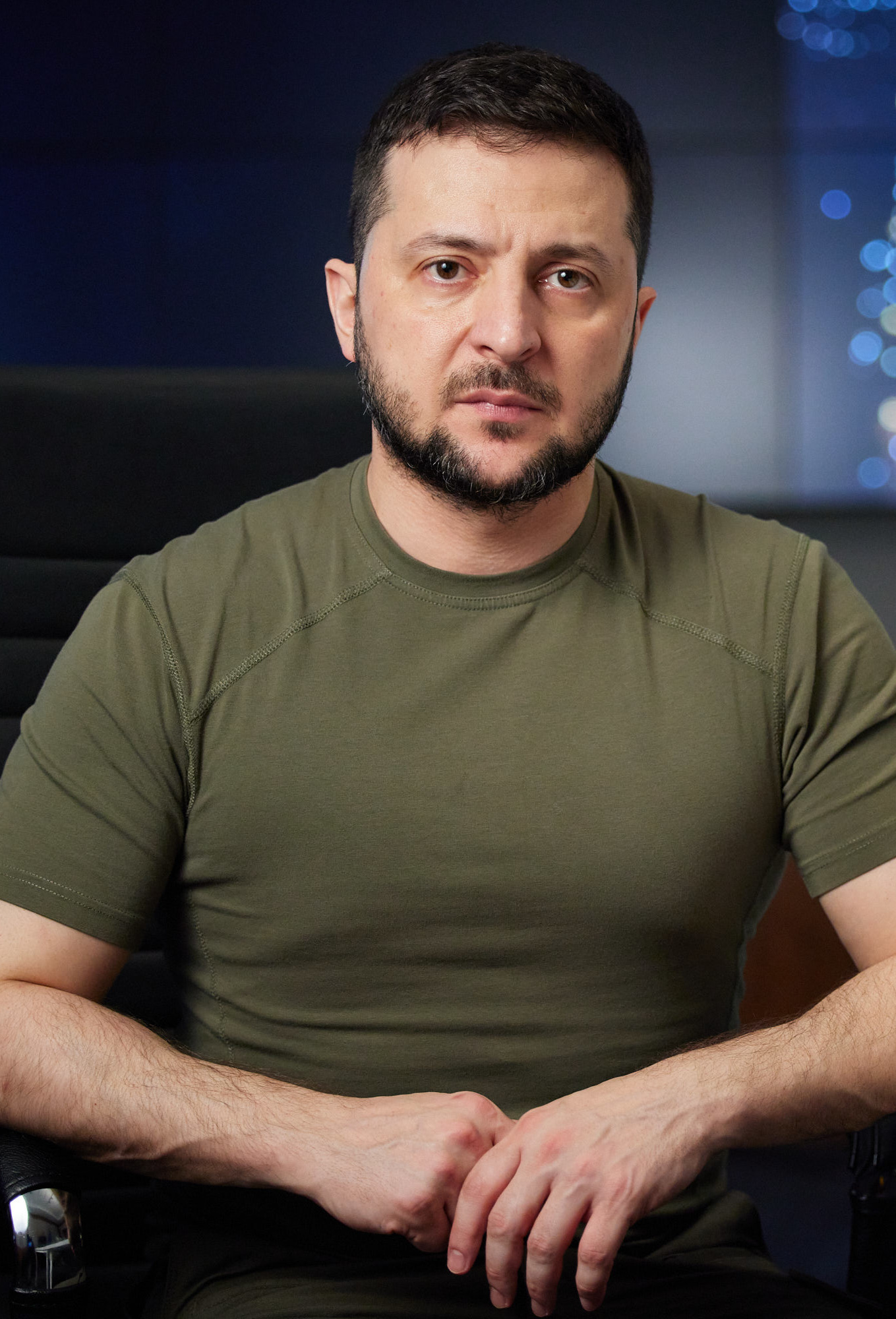
Volodymyr Zelenskyj, 2022

Volodymyr Zelenskyj vann 2019 års presidentval. Han fick ett stöd av drygt 73 procent av väljarna medan den sittande presidenten Petro Porosjenko fick stöd av drygt 24 procent. Zelenskyj blev Ukrainas nye president. Zelenskyj hade dock inte något parti; istället blev hans valrörelse Folkets tjänare ett parti. I juli 2019 vann president Volodymyr Zelenskyis nya parti Folkets tjänare en övertygande seger i partiets första parlamentsval.

### Krisen 2014 och det fortsatta kriget
Under hösten 2013 inleddes oroligheter i landet efter att Ukrainas dåvarande president Janukovytj hade vägrat underteckna ett samarbetsavtal mellan Ukraina och EU som skulle inneburit att landet närmade sig medlemskap i EU och ett större oberoende av Ryssland. Protesterna kom sedermera att inrikta sig mot president Janukovytj ryssvänliga ledarskap, auktoritära lagar i syfte att kväsa demonstrationerna och regimens användning av våld mot demonstranter. Protesterna resulterade i att parlamentet den 22 februari 2014 drev igenom ett antal lagar som innebar att polisen togs bort från Kievs gator, att 2004 års författning återinfördes, oppositionella fångar, inklusive Julia Tymosjenko släpptes fria och att Viktor Janukovytj både avsattes och ställdes inför riksrätt. Janukovytj flydde med hjälp av ryska säkerhetstjänsten FSB undan riksrätt och gick i exil i Ryssland. Parlamentet utlyste nyval till presidentposten 25 maj 2014.

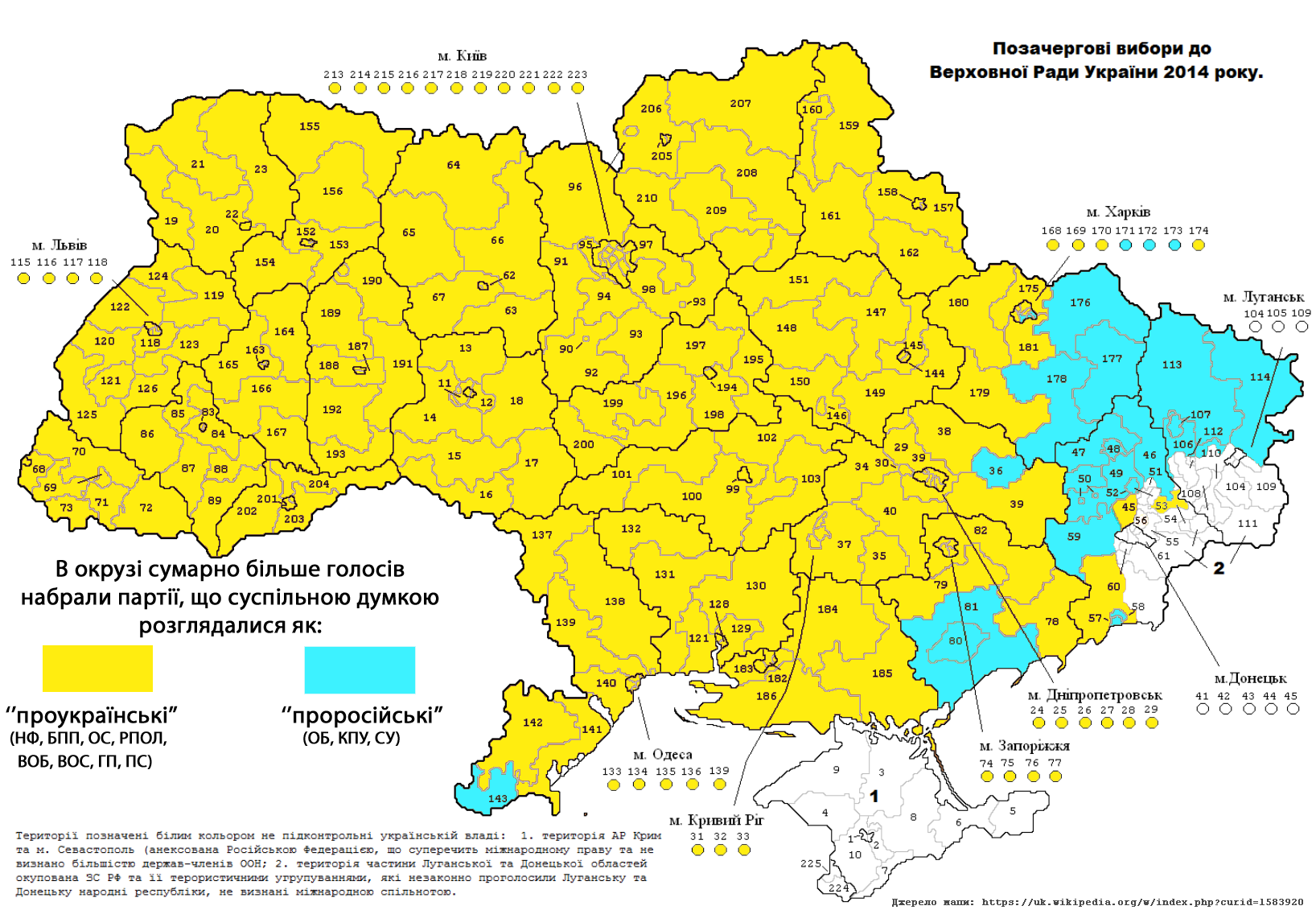
Resultatet av 2014 års ukrainska parlamentsval. Gul valdistrikt vanns av "proukrainska" partier, ljusblå valdistrikt av partier kritiska till Euromajdan och den proeuropeiska politiken.

I februari/mars 2014, kort efter att Janukovytj avsatts som president började beväpnade separatister inta lokala regeringsbyggnader på Krim-halvön. Senare skulle det visa sig att det i själva verket till stor del rörde sig om medlemmar ur ryska militära specialförband i anonyma gröna uniformer. Efter en illegal folkomröstning annekterade Ryska federationen hela halvön i vad som betecknas som Krimkrisen. För första gången sedan andra världskriget hade en europeisk stat erövrat och införlivat en del av ett annat land. Omvärlden reagerade starkt på annekteringen. Ryssland anklagades både för att ha brutit mot folkrätten och för brott mot flera internationella avtal.
Efter att Ryssland annekterat Krim intog proryska separatister lokala regeringbyggnader i flera större städer i östra Ukraina, däribland Sloviansk och Donetsk, och sedermera utropades separatistiska republiker i Donetsk oblast och Luhansk oblast. Separatisterna stöddes av Ryssland. En av de ledande rebellerna, Igor "Strelkov" Girkin, var rysk medborgare, tidigare militär, som lämnat ryska säkerhetstjänster en kort tid innan oroligheterna i östra Ukraina inleddes. Ryssland samlade militära trupper längs Rysslands gräns mot östra Ukraina och utgjorde därmed ett hot mot de ukrainska styrkor som försökte återta kontrollen i de städer och områden där separatister tagit kontrollen. Konflikten pågick lågintensivt under flera månader under våren 2014. 
I juli 2014 intensifierades konfliket när Ukrainsk militär inledde en större offensiv i syfte att återta kontrollen i de östra delarna av landet. Separatisterna fortsatte att åtnjuta Rysslands stöd och försågs med alltmer avancerade vapen, bland annat luftvärnsrobotar. 17 juli sköts Malaysia Airlines flight 17 ner över den rebellkontrollerade delen av området med en rysk luftvärnsrobot, vilket resulterade i att samtliga ombordvarande 298 personer miste livet. I augusti invaderade ryska mekaniserade pansartrupper östra Ukraina och tryckte tillbaka ukrainska styrkor.
Ukrainas militär förmådde inte säkra gränsen mot Ryssland. Från rysk sida kom under augusti och september "frivilliga", förnödenheter och vapen (det senare dock förnekat av Ryssland). Resultatet blev att de ryskstödda separatisterna åter etablerade full kontroll över städerna Donetsk och Luhansk samt det starkt industrialiserade området sydöst om städerna. Dessutom avancerade man i söder mer än halvvägs mot Mariupol. Ukraina höll extrautlysta parlamentsval den 26 oktober 2014. Efter striderna i Ilovaisk och Debaltseve har frontlinjen kommit att alltmer stabiliseras i något som började likna en frusen konflikt.
USA har sedan 2014 eller tidigare byggt upp en verksamhet längs Ukrainas gräns mot Ryssland. Där har CIA tränat elitstyrkor och spioner och byggt hemliga underjordiska militärbunkrar för underrättelseverksamhet. Verksamheten avslöjades av New York Times i februari 2024.
Under 2014 flydde över en halv miljon människor till Ryska federationen, undan striderna i östra Ukraina. Dessutom har kanske en halv miljon ytterligare flytt till andra delar av landet. Flyktingarna till Ryssland välkomnades med lättade formaliteter, i tydlig kontrast mot vad som sker med invandrare/flyktingar i Ryssland med annat etniskt ursprung.
1 januari 2016 började frihandelsavtalet mellan Ukraina och Europeiska unionen (engelska: Deep and Comprehensive Free Trade Area – DCFTA) att gälla. Resten av associationsavtalet mellan Ukraina och EU var då redan etablerad sedan november 2014. Samtidigt sade Ryska federationen upp sitt och Ukrainas ömsesidiga frihandelsavtal, vilket gällt sedan 2011. Rysslands beslut om uppsägning motiverades med att Ukraina inte samtidigt kan vara del av två olika frihandelsområden, men det sker också i ljuset av att Ukraina inlett en ekonomisk blockad mot Republiken Krim (ockuperat och annekterat av Ryssland i mars 2014).
Efter oroligheterna i Ukraina som började 2013 har många ukrainare lämnat landet. Ukrainare var således 2015 den nationalitet som fick flest uppehållstillstånd i EU. Ukrainare som arbetar i Polen ligger i topp när det gäller vilka icke-EU-medborgare som gavs ett första uppehållstillstånd i EU under 2015. 75 procent av ukrainarna fick sitt uppehållstillstånd på grund av arbete inom EU – framför allt i Polen, som gett lov till 430 000 ukrainare att stanna i minst tre månader.

### Ny fas i rysk-ukrainska konflikten 2021–2022
Hösten 2021 placerade Ryssland ut större militära styrkor nära gränsen till Ukraina, på det annekterade Krim samt genom samarbete med Belarus även i det landet. Den officiella orsaken var militärövningar, men kritik kom snart från ett antal västländer omkring ett ökat hot för rysk invasion av (hela) Ukraina. Parallellt krävde Ryssland garantier från Nato om att Ukraina aldrig skulle kunna bli del av den försvarsalliansen. Den 21 februari 2022 meddelade Rysslands president Putin att Ryssland erkände den nationella suveräniteten hos de ukrainska utbrytarrepublikerna Donetsk och Lugansk; samtidigt placerade man ut ryska trupper i de båda självutnämnda folkrepublikerna, med motivet att verka som "fredsbevarande" trupper. Detta erkännande skedde nästan på dagen åtta år efter etablerandet av den liknande utbrytarrepubliken på Krim, även detta direkt efter att ett vinter-OS avslutats. Utbrytarrepublikerna hade sedan tidigare fungerat som ryska protektorat.
Stark kritik mot Rysslands agerande kom från Nato, som skickat vapen till Ukrainas försvar och som lovat att försvara varje tum av Natos territorium (där Ukraina inte ingår). Rysk invasion av Ukraina skulle bland annat medföra att gasledningen Nord Stream 2 inte kommer att kunna färdigställas. 24 februari 2022 inledde Ryssland en invasion av Ukraina bortom utbrytarrepublikerna.
Invasionen ansågs av Sveriges statsminister vara oprovocerad, olaglig och oförsvarlig. Staters och internationella organisationers sanktioner mot Ryssland tillsammans med avståndstagande av både det internationella näringslivet och civilsamhället, resulterade i att Ryssland i hög grad isolerades från större delen av världen, medan länder som Brasilien, Indien, Kina och Mexiko valde att avstå från att vidta ekonomiska sanktioner mot landet. Rysslands agerande kallades av Europeiska rådets ordförande Charles Michel för "geopolitisk terrorism".
Trots sanktioner fortgår dock omvärldens handel med till exempel rysk gas och olja. Bland annat har ryska banker som faciliterar handeln med rysk gas och olja undantagits från exkludering från det internationella betalningssystemet SWIFT.

### Judarnas historia i Ukraina

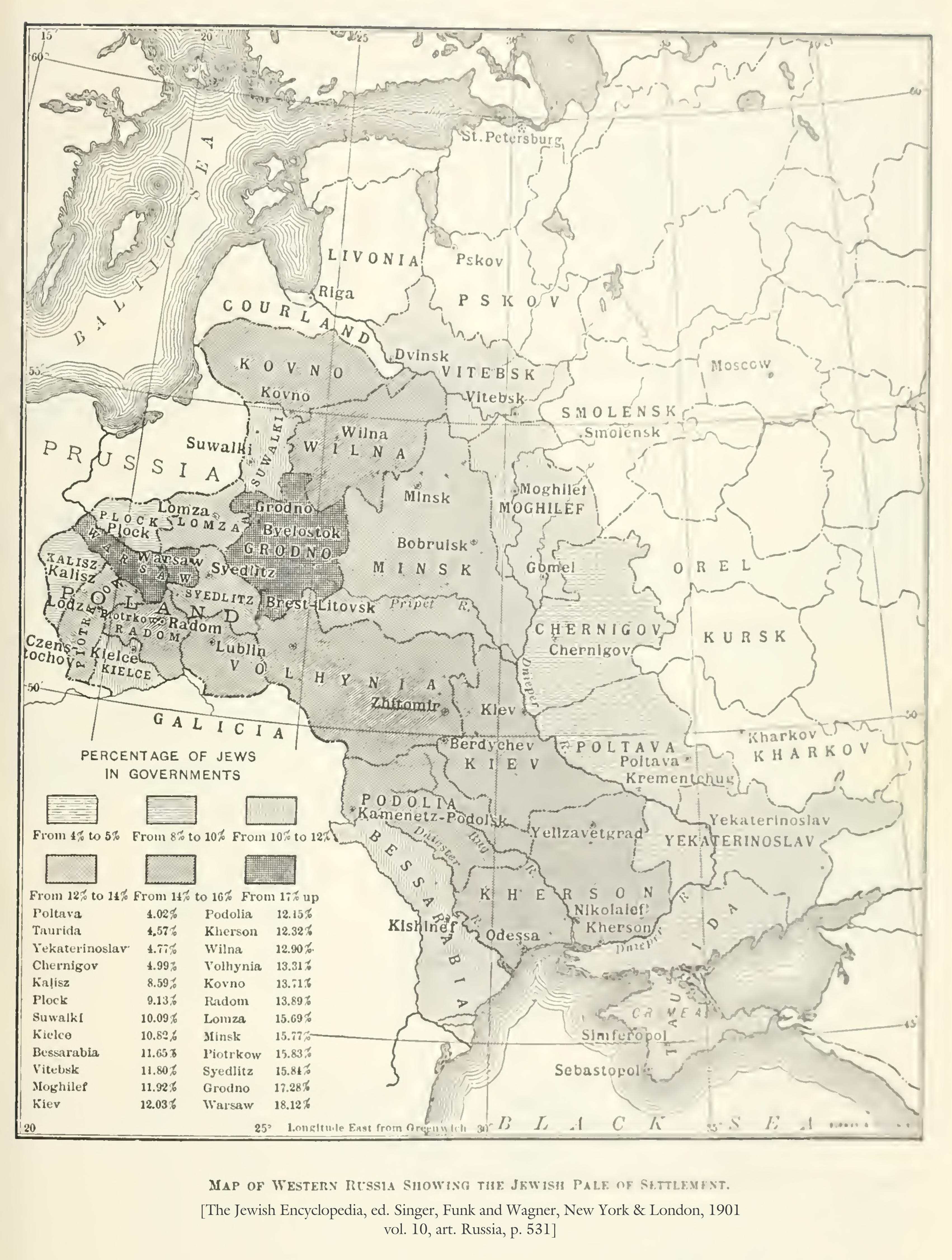
Bosättningsområdet för judar i Kejsardömet Ryssland (röd linje) och den ryska lydstaten Kongresspolen. Karta från Jewish Encyclopedia 1901–1906. Markeringarna anger den judiska befolkningen i procent av hela befolkningen i varje oblast. Det ljusaste betyder omkring 5 %, det mörkaste över 17 %.

Judar har varit bosatta i det som i dag är Ukraina sedan 1000-talet, något som en av Kievrus' stadsportar påminner om. Den kallas judiska porten.  Judarna har en lång historia av förföljelse i området. På 1500-talet blev judar överfallna av kosacker och i mitten av 1600-talet fick de fly från Chmelnitskijs massakrer när kosackledaren mördade judar och polacker i lokalbefolkningen. På 1700-talet utsattes judarna för attacker från det pro-ukrainska paramilitära kosackförbandet Haidamaka. När kosacken Maksim Zalizniaks styrkor härjade under på 1760-talet, blev då många judar dödade att den judiska befolkningen minskade kraftigt.

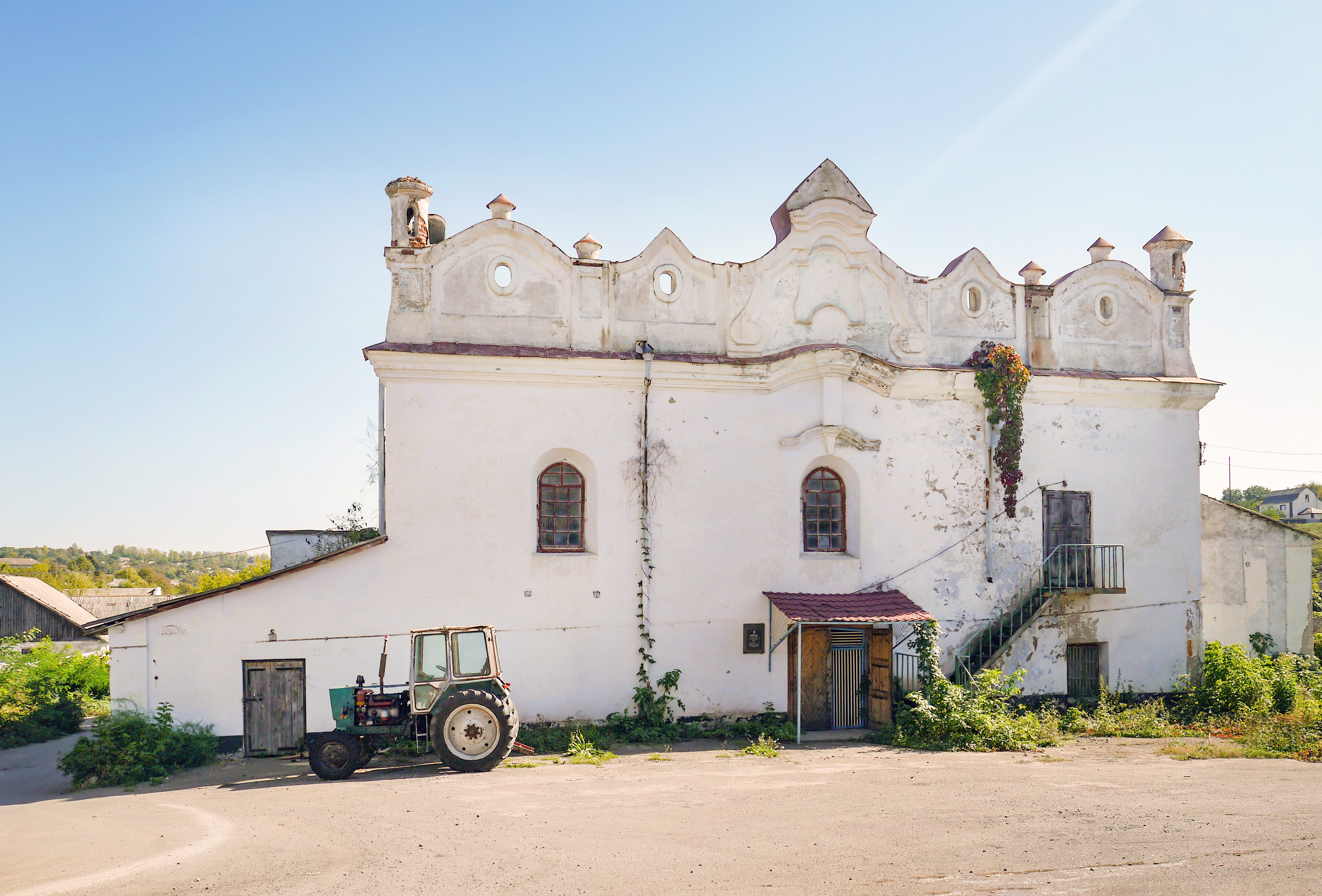
Synagoga i Shargorod (Vinnytsia oblast), byggd 1589.

Katarina den stora tillät först judarna att bosätta sig i flera lillryska städer, men från 1791 var judar under en tid förbjudna att bo i flera av städerna och dessutom förbjudna att arbeta inom handel eller att äga fast egendom. Kort därefter blev Lillryssland en del av det ryska imperiet. Lillryssland låg i det judiska bosättningsområdet i Kejsardömet Ryssland, som sträckte sig som en bred korridor från Östersjön i norr till Svarta havet i söder. Endast med särskilda tillstånd kunde judar bo och verka utanför detta område.

#### Pogromerna på 1800- och 1900-talet
De judiska församlingarna började på 1800-talet åter att blomstra och många städer fick judiska skolor och synagogor. 
Under två perioder, 1881-84 och 1903-06, skakades bosättningsområdena av våldsamma pogromer. Judar misshandlades och dödades, judiska hem plundrades och byggnader sattes i brand. Förföljelser och trakasserier ledde till att många ryska judar emigrerade mellan 1881 och 1914. Majoriteten emigrerade till USA.
Judarna drabbades hårt under inbördeskriget i Ryssland (1917-1921). I början av 1917 blev Torahn förbjuden och myndigheterna begränsade rabbinernas aktiviteter och den judiska undervisningen. Många judar misshandlades och dödades i pogromerna 1919 av hetmanen Nikifor Grigorjevs soldater från Symon Petljuras Ukrainska folkrepublikens armé. Många judar blev samma år dödade av Anton Denikins vita armé. Inbördeskrigets våld mot judar ledde till en ny emigration av judar.

#### Andra världskriget

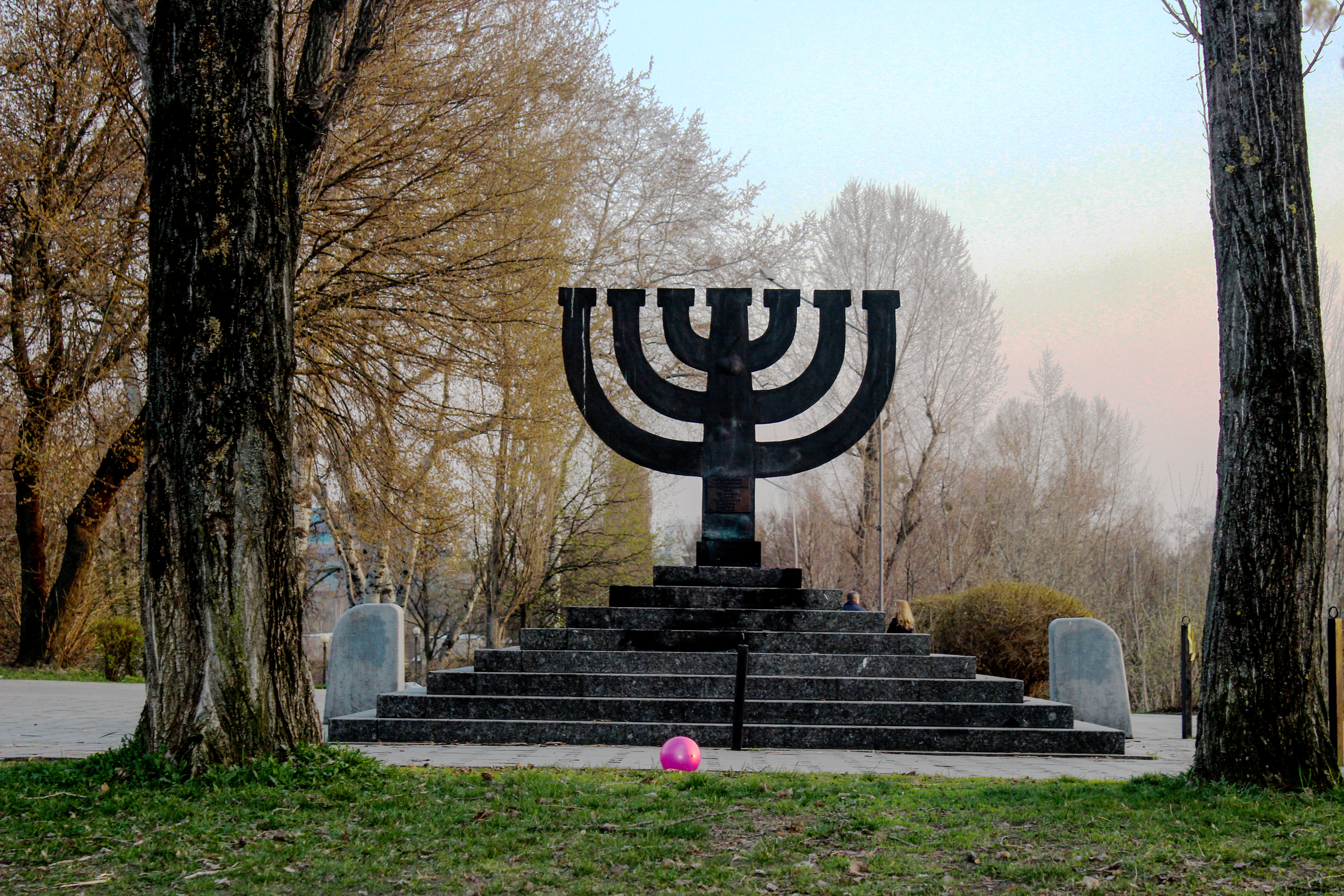
Minnesmärke i Babij Jar, där 33 000 judar mördades den 29–30 september 1941.

Under Andra världskriget utsattes den judiska befolkningen för de tyska SS-Einsatzgrupperna och ukrainska nationalisters massmord och massakrer. Över en miljon av Ukrainas cirka 2,7 miljoner judar dödades.

#### Efter Ukrainas självständighet
Den sovjetiska folkräkningen 1989 visade att 487 000 judar bodde i Ukrainska SSR.
Efter Sovjetunionens kollaps grundades nya judiska kulturcentra och judiska föreningar godkändes av myndigheterna. Judisk församlingar grundades och man invigde nya synagogor och judiska skolor. Ett stort antal judar lämnade landet åren omedelbart efter Ukrainas självständighet, i synnerhet till Israel och USA som hade frikostiga visumbestämmelser för det forna Sovjetunionens judar. Många judar lämnade också Ukraina i samband med oroligheterna i Ukraina 2014 då förföljelser och trakasserier åter drabbade den judiska befolkningen. Enligt World Jewish Congress, är det judiska samhället i Ukraina med 360 000-400 000 personer Europas tredje största och det femte största i världen. Majoriteten, 83 procent, av judarna i Ukraina är rysktalande. Huvuddelen bor i landets största städer: Kiev 110 000, Dnipropetrovsk 60 000, Odessa 45 000 och Charkiv 45 000. På ungefär 25 år av ukrainsk självständighet har den judiska befolkningen i Ukraina minskat med 85 000–125 000 invånare.

## Geografi
Ukraina är Europas näst största land, efter Ryssland. Det gränsar till Ryssland i öst, Belarus i norr samt Polen, Slovakien, Ungern, Rumänien och Moldavien i väst. I söder har landet kust mot Svarta havet. I sydväst bildar Donaudeltat gräns mot Rumänien.

### Topografi och hydrografi

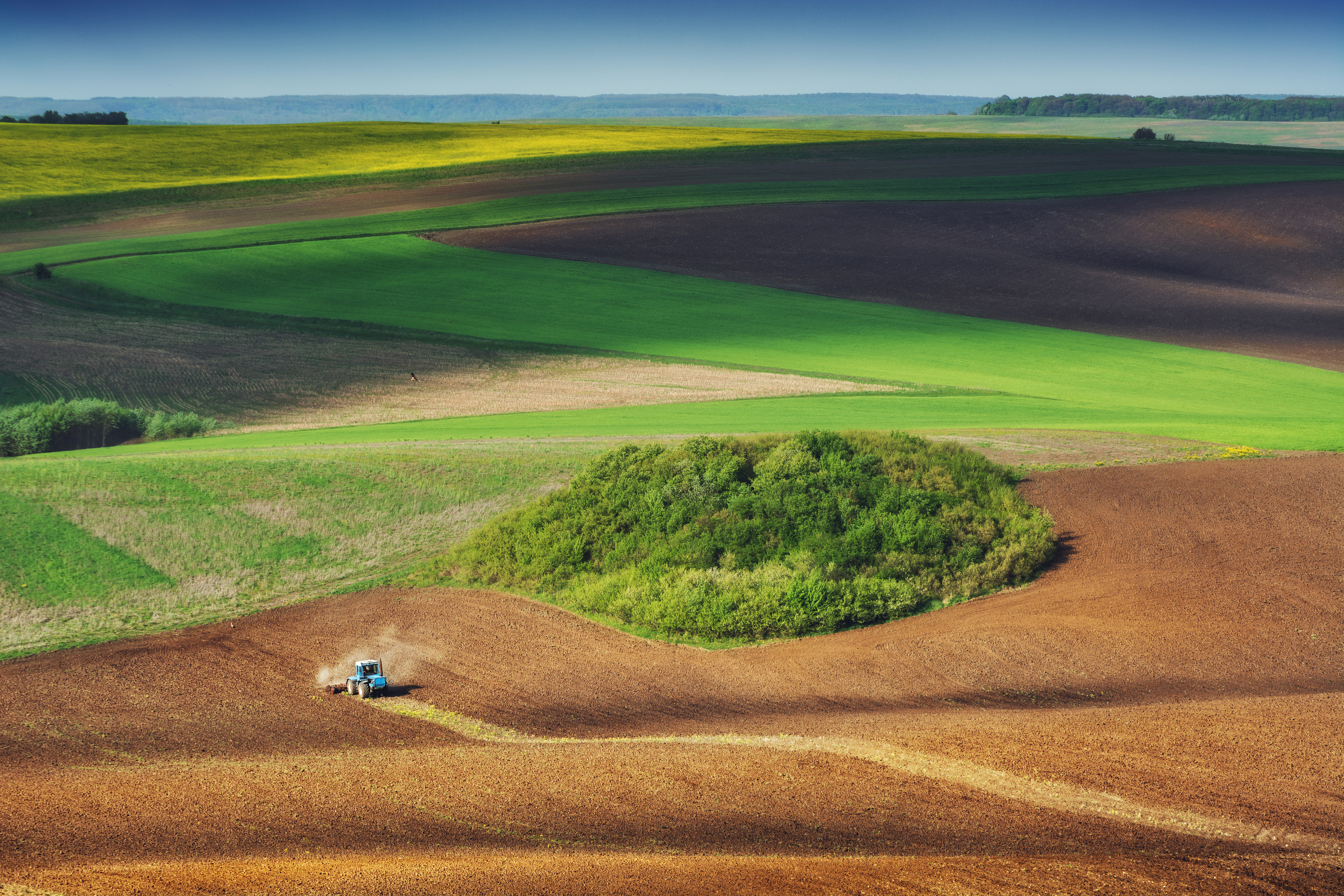
Jordbruksarbeten i Ivano-Frankivsk oblast.

Det ukrainska landskapet är mestadels ett platt, fruktbart slättland och högland som delas upp av många floder, så som Dnepr (ukrainska: Dnipro), Donets, Dnestr (Dnister) och Bug (Buh), som rinner söderut och mynnar i Svarta havet eller det mindre Azovska havet i söder. Ukraina är ett bördigt land med svartjord och många floder, och är således en viktig jordbruksexportör för övriga Europa. Mot Belarus finns skogsmarker. De enda bergsområdena är Karpaterna i väst som når upp till 2 061 meter över havet vid dess topp (Hoverla), samt de mindre Jajlabergen på Krims sydkust mot Svarta havet i söder. Den viktigaste floden är Dnepr (Dnipro) som rinner genom landet från norr till söder, där den mynnar i Svarta havet vid Cherson strax norr om Krimhalvön.

### Klimat

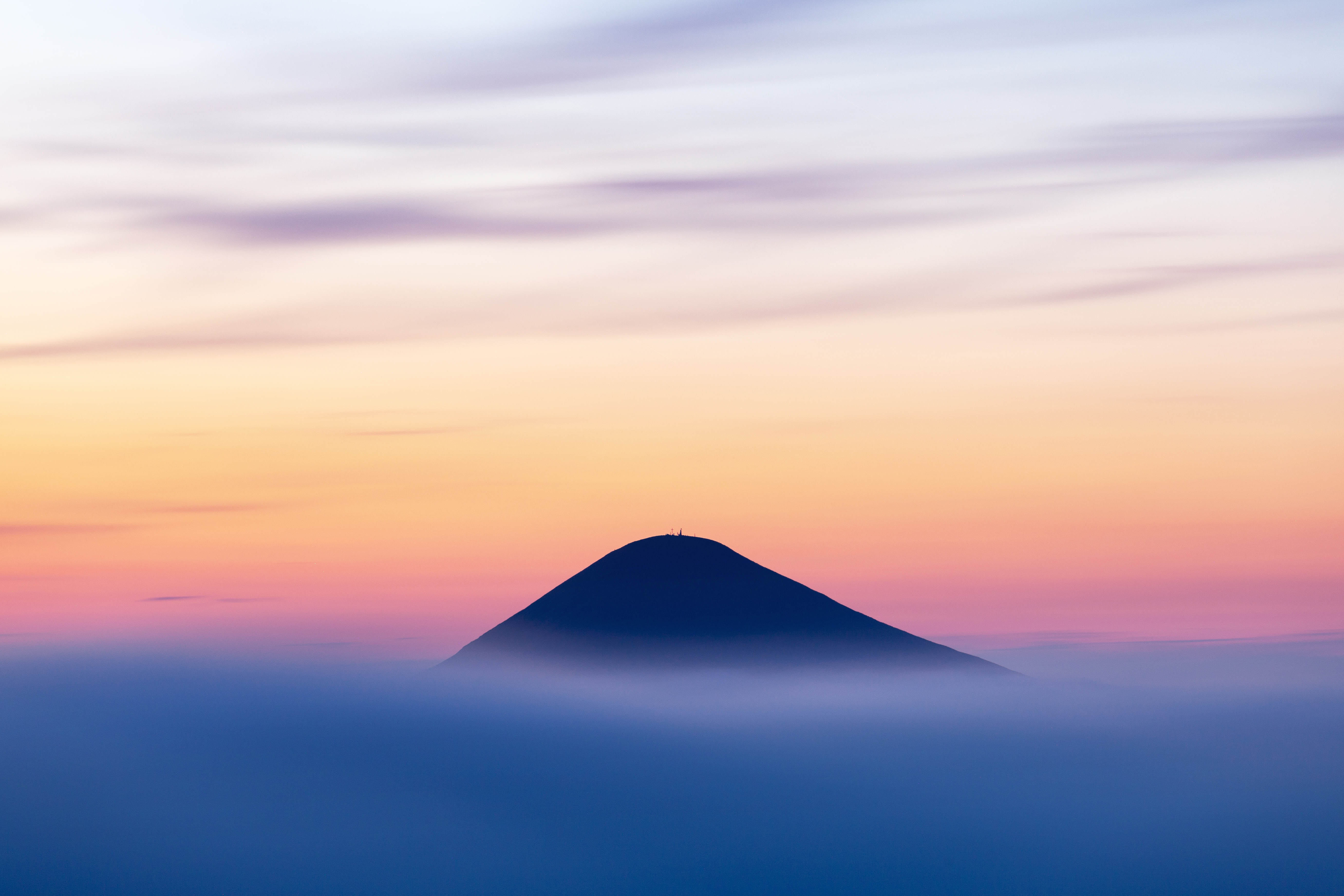
Hoverla.

Ukraina har för det mesta ett tempererat kontinentalklimat, men snarare med medelhavsklimat längs Krims sydkust i söder. Nederbörden är ojämnt fördelad, med mest i väst och norr, och mindre i öst och sydöst. Vintertemperaturen varierar från kyligt vid Svarta havet till kallt i inlandet. Somrarna är varma över största delen av landet, men i regel med mer värme i syd.

### Naturskydd
Ukraina drabbas normalt inte av jordbävningar, och även andra naturkatastrofer är sällsynta. Skogsbränder kan förekomma i östra och södra Ukraina under de varmaste sommarmånaderna juli och augusti. Risk för snöskred kan finnas i Karpaterna på vintern. Översvämningar förekommer i synnerhet på våren.

## Styre och politik

### Författning och styre

Bild av hur Ukrainas författning fungerar.

Ukraina är en demokratisk republik där lagstiftande, utövande och dömande makt är åtskilda. Presidenten nominerar premiärministern men parlamentet (Verchovna Rada, "Stora rådet") stadfäster valet. Presidenten är folkvald och sitter på fem år. Efter självständigheten från Sovjetunionen 1991 har den ukrainska politiken dominerats av omfattande statlig och byråkratisk kontroll. Maktdelningen mellan president och premiärminister har varit besvärlig och Ukraina har präglats av politiska gräl och kriser i flera år. Ukrainas parlamentariska läge är ofta instabilt, med återkommande regeringskriser.

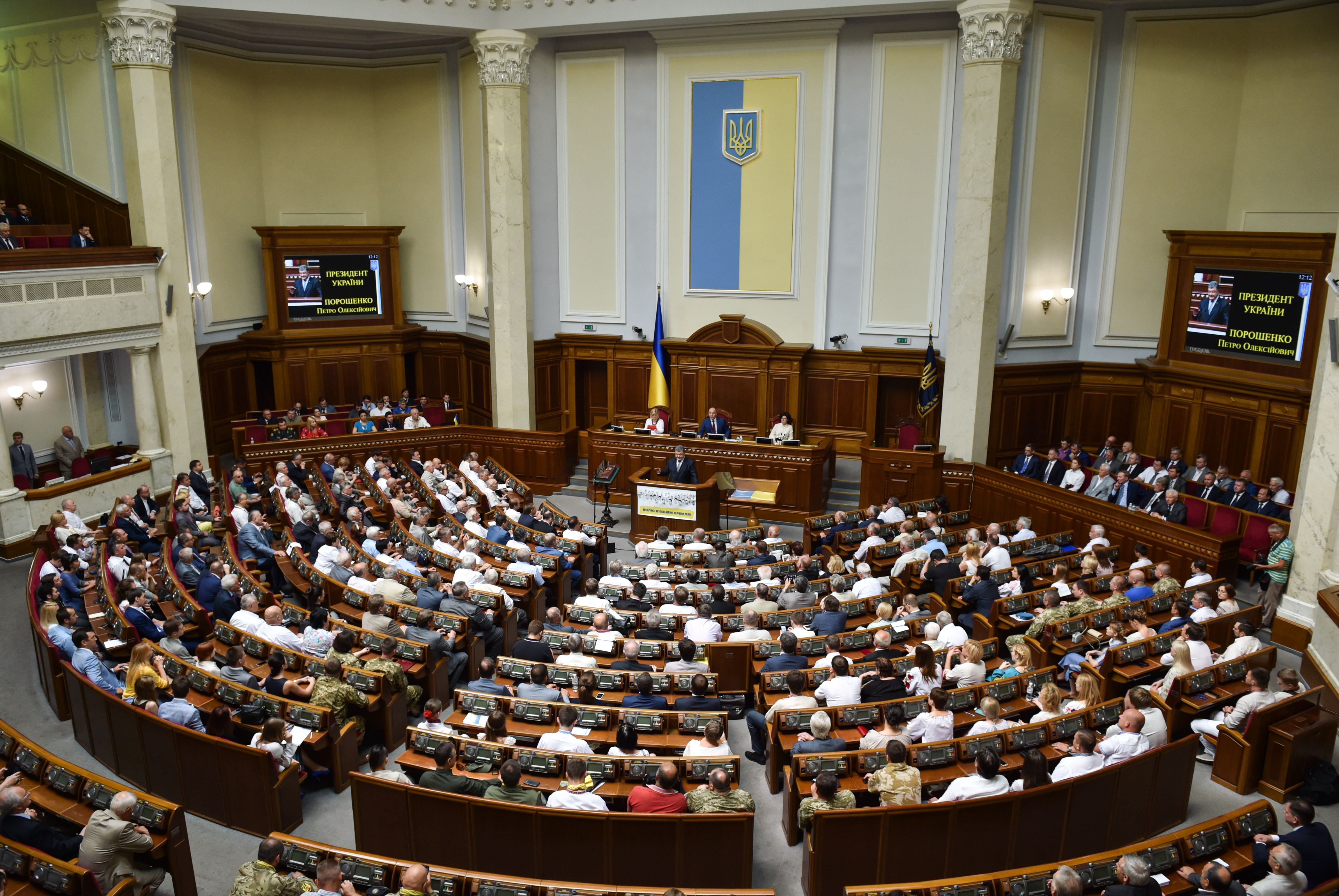
Stora rådet.

En viktig om inte den viktigaste skiljelinjen i ukrainsk politik går mellan de östra och västra delarna av landet. I de ryskspråkiga områdena i öster är de ryssvänliga grupperna starka. De västvänliga och nationalistiska grupperna är starkare i väst.

### Administrativ indelning

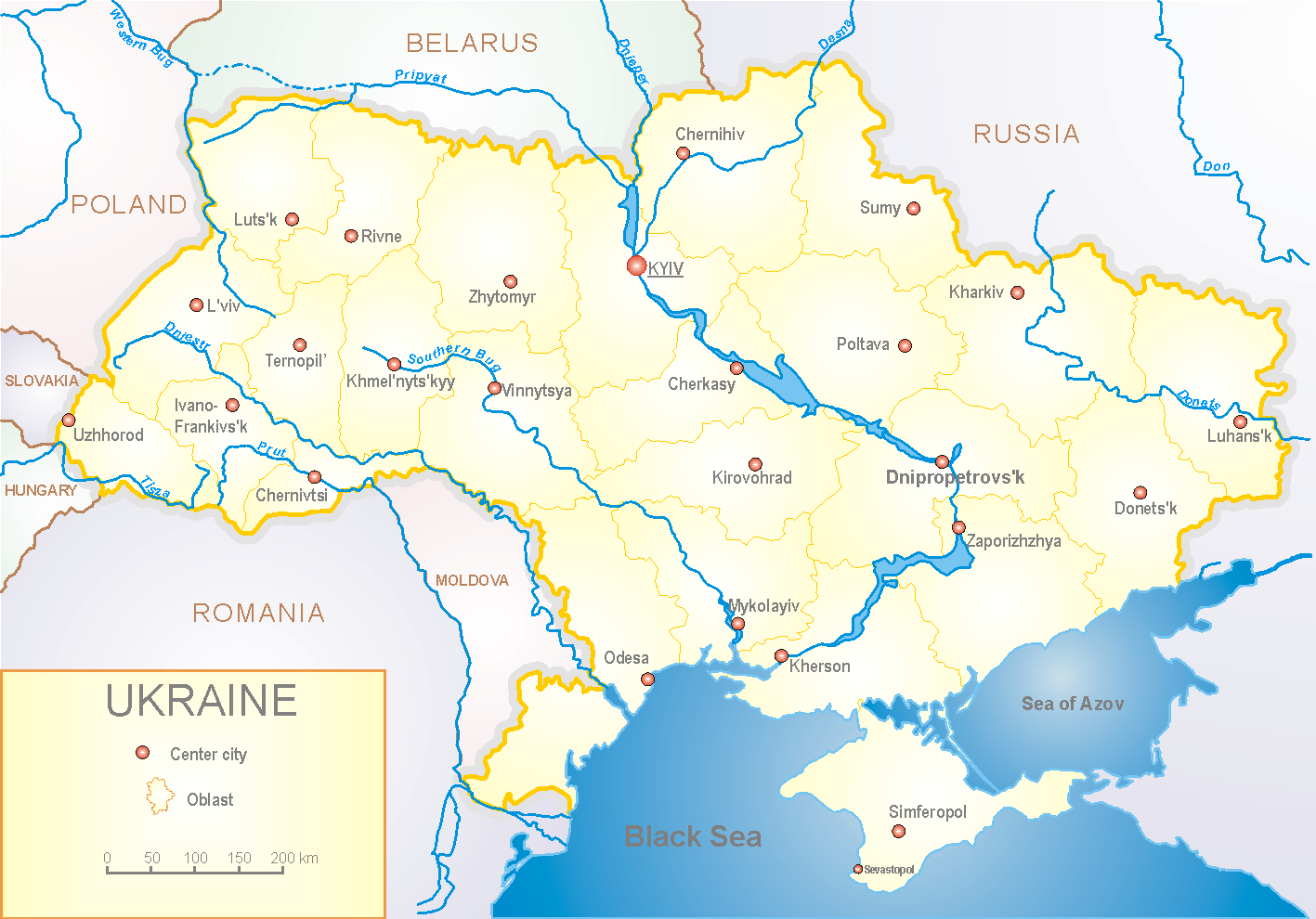
Engelskspråkig karta över Ukraina med politisk indelning.

Ukraina är indelat i 25 oblast och en autonom republik. Oblasten är i sin tur uppdelade i rajoner. Krim deklarerade sin självständighet 11 mars 2014 och annekterades en vecka senare av Ryssland,  men detta är inte internationellt erkänt.
| Oblast                 | Huvudstad       |
| ---------------------- | --------------- |
| Charkiv oblast         | Charkiv         |
| Cherson oblast         | Cherson         |
| Chmelnytskyj oblast    | Chmelnytskyj    |
| Dnipropetrovsk oblast  | Dnipro          |
| Donetsk oblast         | Donetsk         |
| Ivano-Frankivsk oblast | Ivano-Frankivsk |
| Kiev oblast            | Kiev            |
| Kirovohrad oblast      | Kropyvnytskyj   |
| Luhansk oblast         | Luhansk         |
| Lviv oblast            | Lviv            |
| Mykolajiv oblast       | Mykolajiv       |
| Odessa oblast          | Odessa          |
| Poltava oblast         | Poltava         |
| Rivne oblast           | Rivne           |
| Sumy oblast            | Sumy            |
| Ternopil oblast        | Ternopil        |
| Tjerkasy oblast        | Tjerkasy        |
| Tjernihiv oblast       | Tjernihiv       |
| Tjernivtsi oblast      | Tjernivtsi      |
| Vinnytsia oblast       | Vinnytsia       |
| Volyn oblast           | Lutsk           |
| Zakarpattia oblast     | Uzjhorod        |
| Zaporizjzja oblast     | Zaporizjzja     |
| Zjytomyr oblast        | Zjytomyr        |

### Politik
Efter orangea revolutionen 2004 och innan Viktor Janukovitj blev president 2010 var situationen för demokrati i Ukraina bättre än i de flesta tidigare sovjetrepubliker, och rättskipningen effektivare och mindre korrupt enligt Freedom House, men har därefter försämrats allvarligt.
Ukraina har ett stort antal småpartier, vilka dock i stor utsträckning samarbetar i olika partiblock. I valet 2002 blev den nationaldemokratiska och liberala koalitionen Vårt Ukraina – Folkets självförvarsblock, lett av Viktor Jusjtjenko, det största blocket och bildade kärnan i oppositionen. Koalitionen består av tio mindre partier. Där finns liberaler och kristdemokrater, men även extrema nationalister. Julia Tymosjenkos block hör också hemma på den liberala sidan men är mer socialliberalt och har en mindre nationalistisk framtoning. Blocket leds av premiärminister Julia Tymosjenko som mer och mer framstod som Ukrainas reella ledare efter de vidtagna begränsningarna i president Viktor Jusjtjenkos makt och hans vikande popularitet bland befolkningen.
Ukrainas största parti är Regionernas parti, ett ryssvänligt mitten-vänster-parti med största väljarstödet i de ryskspråkiga områdena i öst. Partiet leds av Viktor Janukovytj. Regionernas parti stöds av Lytvynblocket, som består av Arbeterpartiet och Folkpartiet.
Den största partiet på vänsterkanten är Ukrainas kommunistiska parti som leds av Petro Symonenko. Partiet hade en stark ställning på 1990-talet; under 2000-talets början försvagades partiet men vid parlamentsvalet 2007 bröt partiet förlusttrenden. Man fick då över 1 miljon röster, 5,39 procent av rösterna. Till vänstern räknas också Ukrainas socialistparti som leds av Oleksandr Moroz. Partiet har samarbetat i många frågor med liberalerna och inträdde 2005 i Julia Tymosjenkos koalitionsregering. Partiet har inte kommit in i parlamentet då de ramlade ur i valet 2007.[källa behövs]

### Korruption
Ukraina är ett land som är hårt drabbat av korruption. År 2021 låg Ukraina på plats 122 av 180 på antikorruptionsinstitutet Transparency Internationals lista. 2016 angav 23 procent av befolkningen i en undersökning att de hade betalt en muta under det senaste året.
Enligt SVT:s Uppdrag granskning förskingrade president Janukovytj och kretsen kring honom upp emot 200 miljarder kronor från ukrainska folket innan han flydde till Ryssland 2014. Janukovytj fälldes i januari 2019 i sin frånvaro för landsförräderi.

### Internationella relationer
En stor utrikespolitisk fråga är Ukrainas förhållande till Ryssland. Relationerna mellan länderna har under lång tid varit spända. Den främsta tvistefrågan har varit flottbasen i Sevastopol på Krim, men under Viktor Jusjtjenkos presidentperiod var även gaskrisen bidragande till kyliga relationer mellan de två länderna. Ukrainas utrikespolitik under president Viktor Jusjtjenko syftade till att åstadkomma ett så nära samarbete med väst som möjligt.

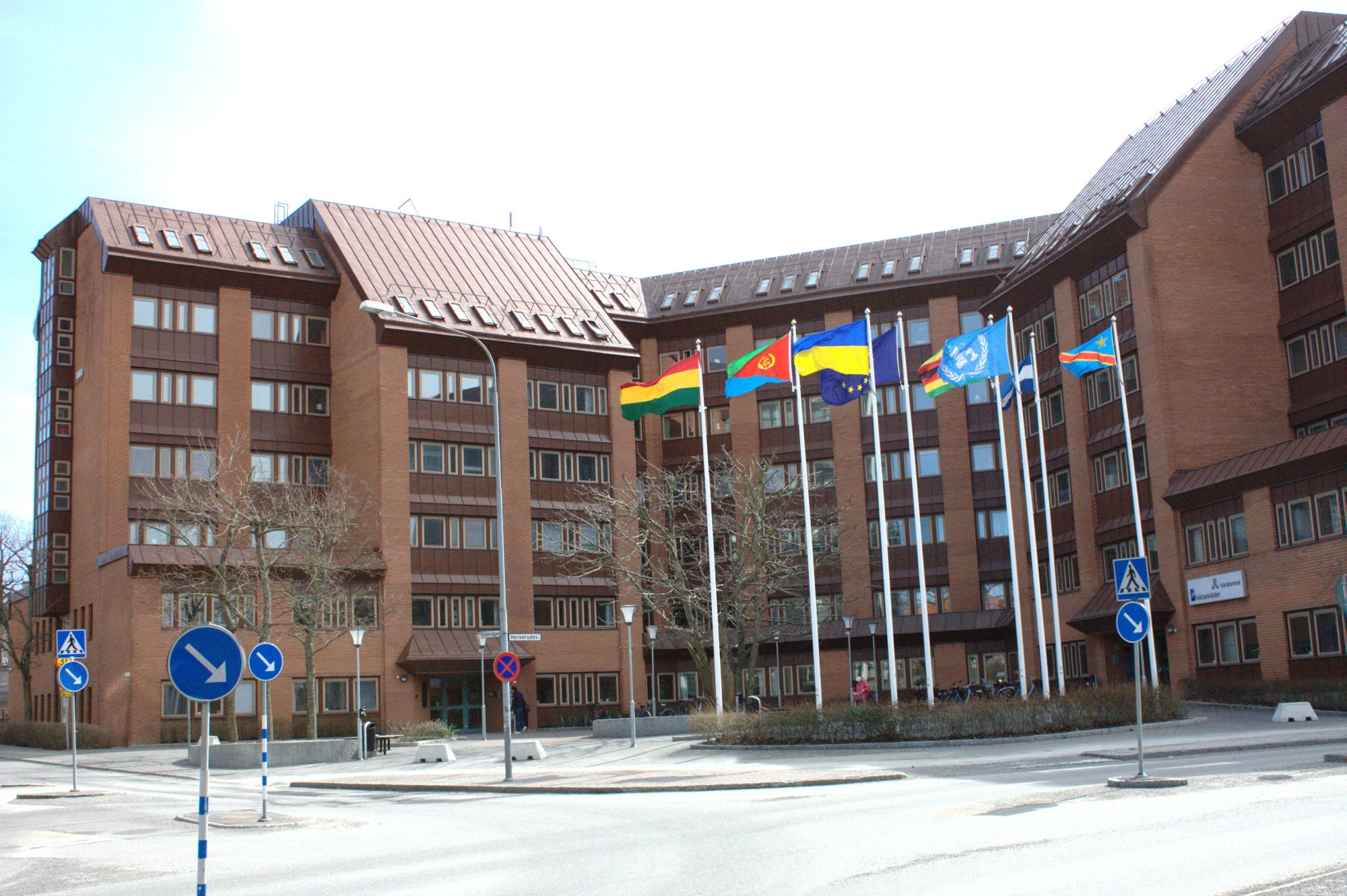
Ukrainas ambassad i Stockholm.

Ett medlemskap i Europeiska unionen har bland de västvänliga varit ett långsiktigt mål, och redan i juni 1994 undertecknades ett partnerskaps- och samarbetsavtal med EU. Landet är medlem i världshandelsorganisationen WTO.[källa behövs]
Ukraina anslöt sig 1994 som första forna Sovjetstat i Natos Partnerskap för fred. Frågan om Ukrainas medlemskap i Nato har varit en konfliktfylld fråga i landet och för relationen med Ryssland. 2005 inledde president Justjenko en dialog med Nato om ett eventuellt framtida medlemskap för Ukraina. Befolkningens inställning till Natomedlemskap har varierat över tid och påverkats av sittande president och regering. Nato-frågan har orsakat motsättningar mellan olika delar av landet. Efter Krimkrisen och konflikten i Donbass-regionen 2014 har det dock funnits stöd hos en majoritet av befolkningen för Nato-medlemskap. Ukrainas närmande till Nato har av Ryssland utpekats som avgörande för deras bristande respekt för Ukrainas suveränitet.
Bland de västeuropeiska länderna har framförallt Tyskland täta förbindelser med Ukraina, inte minst på det ekonomiska området. USA uppfattas allmänt som Ukrainas viktigaste politiska samarbetspartner. Kontakterna mellan länderna är täta och Ukraina är efter Israel och Egypten det land som får mest bistånd från USA. Ukraina har också ett särskilt förhållande till Kanada som har den största kolonin av ukrainare utomlands, cirka 1,5 miljoner.
Ukrainas förhållande till sina centraleuropeiska grannar är i allmänhet gott. Enda undantaget har varit Rumänien som har gjort anspråk på vissa sjöområden i Ukraina. Av ekonomiska skäl pågår det en utvidgning av samarbete med Turkiet och länderna kring Svarta havet och Iran.
I sitt installationstal som president 23 februari 2010 sade Viktor Janukovytj att han betraktar Ukraina som en europeisk alliansfri stat och att han vill att detta ska vara grunden för den ukrainska utrikespolitiken. Han sade att han vill se Ukraina "...som en bro mellan öst och väst och samtidigt en integrerad del av både Europa och det forna Sovjetunionen kommer Ukraina att välja en utrikespolitik som låter vårt land dra maximal nytta av jämställda och ömsesidigt gynnsamma relationer med Ryska federationen, EU, USA och andra länder som påverkar världslägets utveckling". Hans första utlandsresa som president gick till Bryssel, först därefter fortsatte han till Moskva.

### Krim

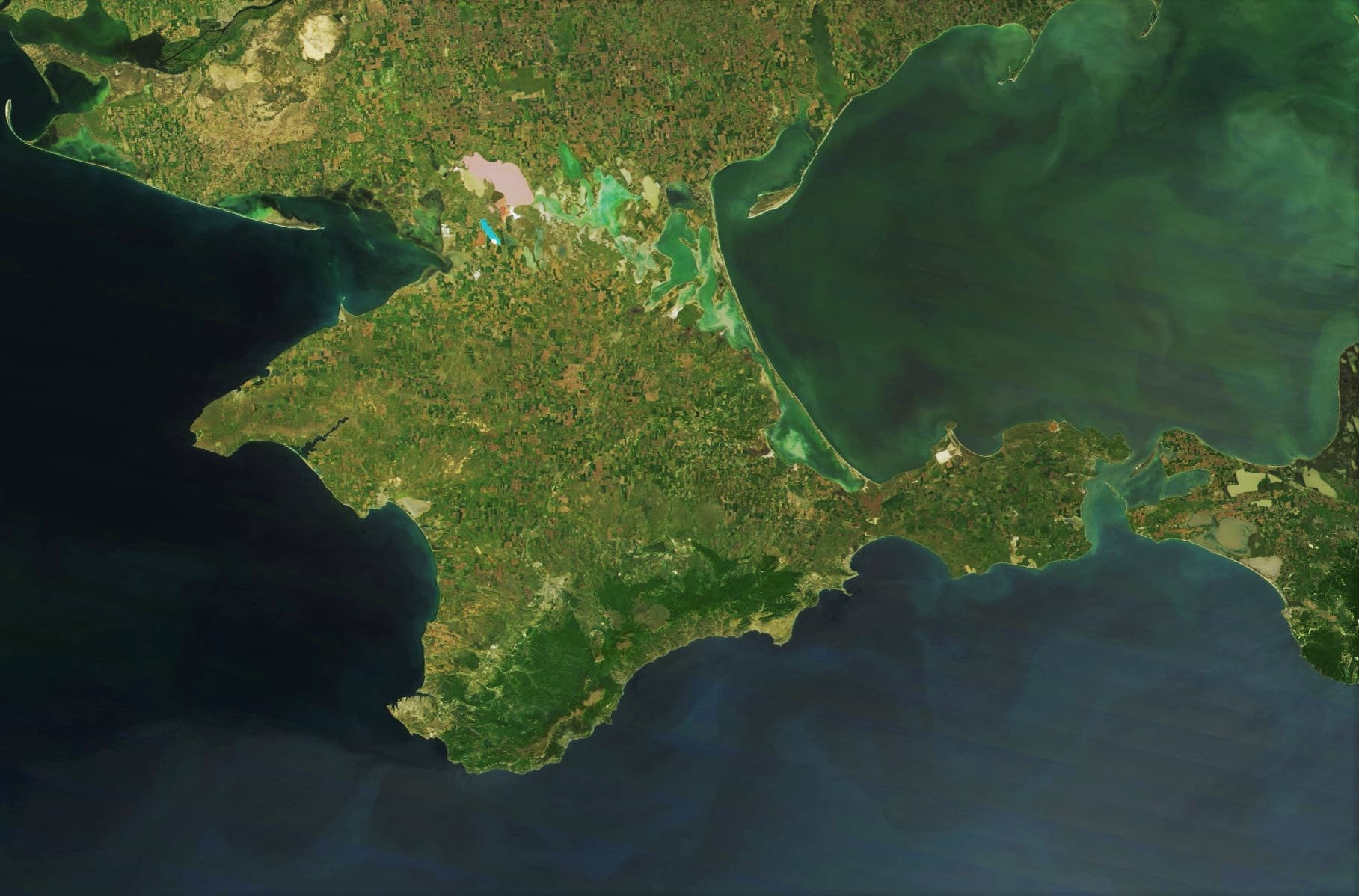
Krim.

Halvön Krim ligger i norra delen av Svarta havet. Området erövrades från Bysantiska riket år 988. När Ukraina hade koloniserats av Kejsardömet Rysslands Katarina II, erövrades Krim från Osmanska riket 1783. Krim blev 1954 en del av Ukrainska SSR enligt ett dekret från Sovjetunionens högsta sovjet, på grund av geografisk, ekonomisk och kulturell närhet till Ukraina. Överlåtelsen presenterades av sovjetledaren Nikita Chrusjtjov, som själv var från Ukraina, som en gåva till landet på årsdagen 300 år efter fördraget i Perejaslav 1654. Det var året då kosackstaten begärde beskydd av Tsarryssland för att undgå förföljelserna från polska katoliker och herremän. Intressant nog omfattades Krimhalvön inte av fördraget i Perejaslav och halvön kom inte att kontrolleras av Ryssland förrän 130 år senare, 1783. 
Ryssland arrenderade fram till 2014 mark i Sevastopol på Krim för sin svartahavsflotta, i det som tidigare hade varit den sovjetiska flottbasen. 
2014 (se Krimkrisen) annekterades Krim av Ryssland i strid mot folkrätten. Annekteringen och inlemmandet av halvön i Ryssland skedde efter en olaglig folkomröstning. Annekteringen emotsattes av FN och majoriteten av dess medlemsstater, som fortfarande ser Krim som del av Ukraina. Trots ekonomiska sanktioner och politiska påtryckningar sedan 2014 har inte Ryssland ändrat ståndpunkt.

### Försvar

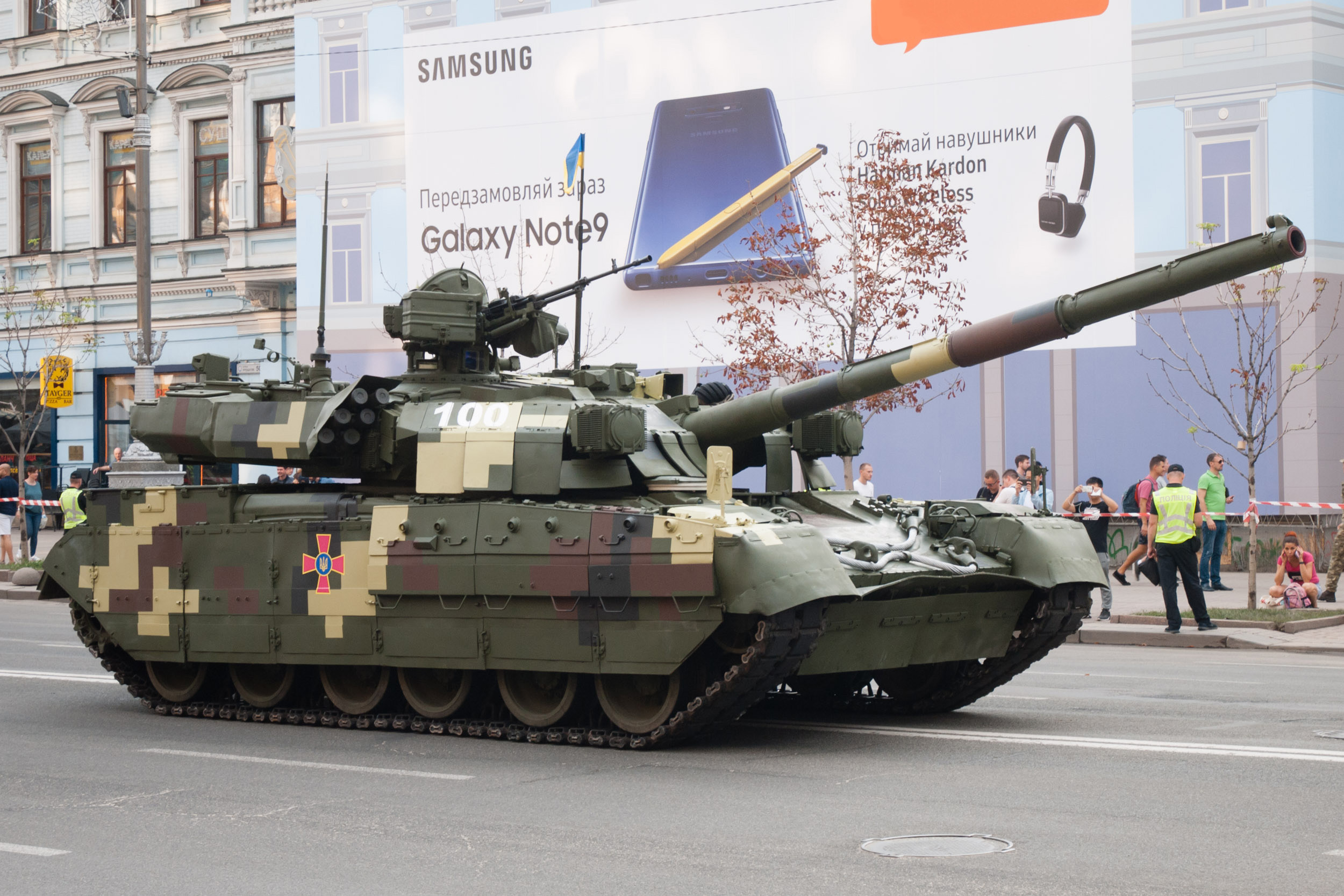
En ukrainsk stridsvagn av modellen T-84 under en militärparad i Kiev, 2018.

I samband med utbrottet av konflikten i Östra Ukraina år 2014 återinfördes allmän värnplikt i Ukraina, med en tjänstgöringstid på 12 månader. År 2022 meddelades att värnplikten ska avskaffas år 2024. Kvinnor kan bli kallade att delta i värnplikten och sedan år 2016 kan kvinnor även delta i strid.
Ukraina hade per år 2022 regionens näst största försvar, näst efter Ryssland, och de väpnade styrkorna omfattar armé, marin, luftvärn och luftburna styrkor, specialstyrkor och stödavdelningar (inklusive logistik och sanitet) och en ny cybersäkerhetsstyrka. Ukrainas försvar har genomgått en större omstrukturering i slutet av 2010-talet. Ledningsstrukturen reformerades år 2020 och liknar den som används av Nato.
Armén hade år 2018 en aktiv styrka omfattande 145 000 personal. Materielen inkluderade stridsvagnar, spaningsfordon, stormstridsvagnar, pansarvagnar och självgående artilleri. Dessutom hade armén tungt artilleri, kortdistans ballistiska missiler, långdistansluftvärnsmissiler, luftvärnsartilleri och helikoptrar.
Flygvapnet hade samma år en aktiv styrka omfattande cirka 40 000 personal. Materielen omfattade stridsflygplan, bombflygplan, attackflygplan, övervaknings- och spaningsflygplan, transportflygplan, utbildningsflygplan och helikoptrar. Flygvapnet hade också långväga luftvärnsmissiler. Dessutom fanns luftburna styrkor omfattande omkring 8 000 aktiv personal, utrustade med bland annat stormstridsvagnar och pansarfordon.
Marinen hade 2018 en aktiv styrka på cirka 12 000. Materielen omfattade en fregatt, en korvett, patrullfartyg, minsvepare, landningsfartyg och hjälpfartyg. Dessutom hade marinen en luftkomponent med helikoptrar.

## Ekonomi och infrastruktur

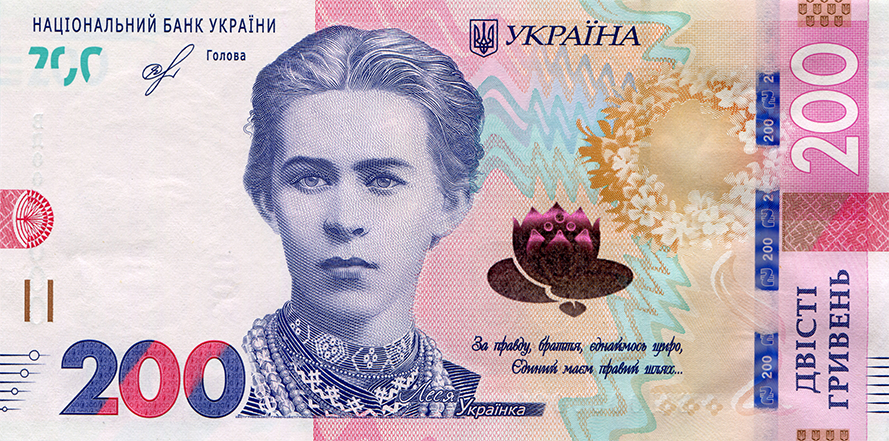
Hryvnia är den valuta som används i Ukraina.

Ukraina har haft en tuff väg i omvandlingen från planekonomi till marknadsekonomi. Under 1990-talet sjönk BNP stadigt från 81,394 miljarder till 31,581 miljarder år 2000, en minskning på ungefär 70 %. Ekonomin följde med i Rysslands ekonomiska djupdykning under 1990-talet, och år 2003 levde uppskattningsvis 29 % av befolkningen i fattigdom och under existensminimum, vilket motsvarade cirka 700 svenska kronor per månad. Ekonomin gjorde dock en kraftig uppgång från år 2000 till år 2008 till 188,111 miljarder. Men globala finanskrisen år 2008 drabbade Ukraina hårt. Omkring 3 procent av befolkningen var arbetslösa år 2007, men den siffran steg till drygt 10 procent år 2009. Problemen för den hårt trängda ekonomin blev akuta, i synnerhet för landets banksystem, eftersom världsmarknadspriset på landets främsta exportvara stål fallit samtidigt som kreditmarknaden hamnat i kris. IMF beviljade då Ukraina ett lån på 16,4 miljarder dollar (motsvarande 127 miljarder kronor). Pengarna behövdes för att stabilisera landets ekonomi och dess finanssektor, som skakats av den globala finanskrisen. IMF hoppades att den tvååriga plan som upprättats tillsammans med Ukraina skulle begränsa inflationen och rädda vacklande banker. I början av november 2014 tvingades Ukrainas centralbank att överge den fasta valutakursen på grund av att banken saknar tillräckliga reserver för att försvara valutan, därefter sjunk hryvnjan ytterligare mot dollarn. 7 februari införde Ukrainas centralbank en ny rekordlåg riktkurs för landets valuta på cirka 25 hryvnja per dollar, sedan centralbanken tvingades sluta stödköpa hryvnja på valutamarknaden. Därmed tappade hryvnjan ytterligare 38 procent av sitt värde. Kursfallet medförde en hyperinflation som slog hårt mot köpkraften för ukrainska hushåll och företag. Ukrainas inflation i årstakt var i januari 2015 28,5 procent. Landets ekonomin var sönderslagen och statskassan tom efter skenande militärutgifter och en återbetald gasskuld till Ryssland. De reformer som IMF ställde som villkor för att ge Ukraina ett stödpaket i april fullföljdes inte. Kreditvärderingsföretaget Fitch sänkte i februari 2015 kreditbetyget för Ukrainas långsiktiga upplåning till CC, från tidigare CCC.
Från år 2015 till 2020 återhämtade sig ekonomin, trots ekonomiska blockaden mot utbrytarregioner från och med år 2017. Utbetalningar från IMF ställdes in i samband med att landet samtidigt drabbades av corona-pandemin. När Rysslands invasionen var ett faktum i början av år 2022 var ekonomin ändå i ett bättre läge än år 2014. Dessutom har västvärlden kraftsamlat och bistår landet både ekonomiskt och militärt.

### Näringsliv
Ukrainas näringsliv styrs i stor utsträckning av ett fåtal entreprenörer och deras familjer – "oligarkerna". Maktkoncentrationen inom det ukrainska näringslivet anses förhindra ett effektivt reformerande och moderniserande av landets ekonomi.
| Sektor   | Andel av BNP  | Andel av arbetskraften |
| -------- | ------------- | ---------------------- |
| Jordbruk | 12,2 % (2017) | 5,8 % (2014)           |
| Industri | 28,6 % (2017) | 26,5 % (2014)          |
| Service  | 60 % (2017)   | 67,8 % (2014)          |

#### Jord- och skogsbruk, fiske
Spannmål, potatis, sockerbetor, frukt och grönsaker är Ukrainas viktigaste grödor. Det finns potential för att exportera, och redan under den ryska tsartiden var Ukraina en stor producent av vete. Enligt uppgifter från år 2013 var Ukraina världens största producent av solrosfrö med 9,6 miljoner ton.
Jordbruket har varit en viktig del av Ukrainas ekonomi under lång tid. Ungefär hälften av landets areal är lämpligt för jordbruk och en stor del av marken är också uppodlad. Även klimatet är lämpat för odling.
Större delen av 1900-talet fanns problem med låg produktion inom jordbruket, vilket till största del förklaras av organisationen. Exempelvis kan nämnas att när Sovjetunionen föll bestod 70 % av den odlade arealen av kooperativa jordbruk och 22 % av statsägda jordbruk. Resterande odlade arealen bestod av små, privata jordbruk. Privatiseringsprocessen kom inte igång förrän under 2000-talet och privat, familjebaserat jordbruk är tillåtet även om det förekommit både administrativa, tekniska och ekonomiska svårigheter.
De viktigaste fiskeplatserna finns i Svarta havet, men fångsterna har minskat som en följd av utfiskning och miljöförstöring. Inlandsfisket har till stora delar slagits ut som en följd av föroreningar och miljögifter.

#### Energi och råvaror
Hela befolkningen har tillgång till elektricitet. Majoriteten av den energi som produceras kommer från fossila bränslen och en betydande del från kärnkraft. Enligt uppgifter från år 2017 producerades runt 11 % av landets energi med hjälp av vattenkraft eller andra förnybara energikällor. En stor andel av energibehovet behöver importeras, då främst kol, naturgas och oljeprodukter. Naturgas och olja har historiskt importerats från Ryssland. I landet finns världens största vattenreservoar, Krementjukreservoaren. Landet har fem kärnkraftverk och har fått uppleva riskerna med kärnkraftverk i och med Tjernobylolyckan år 1986.

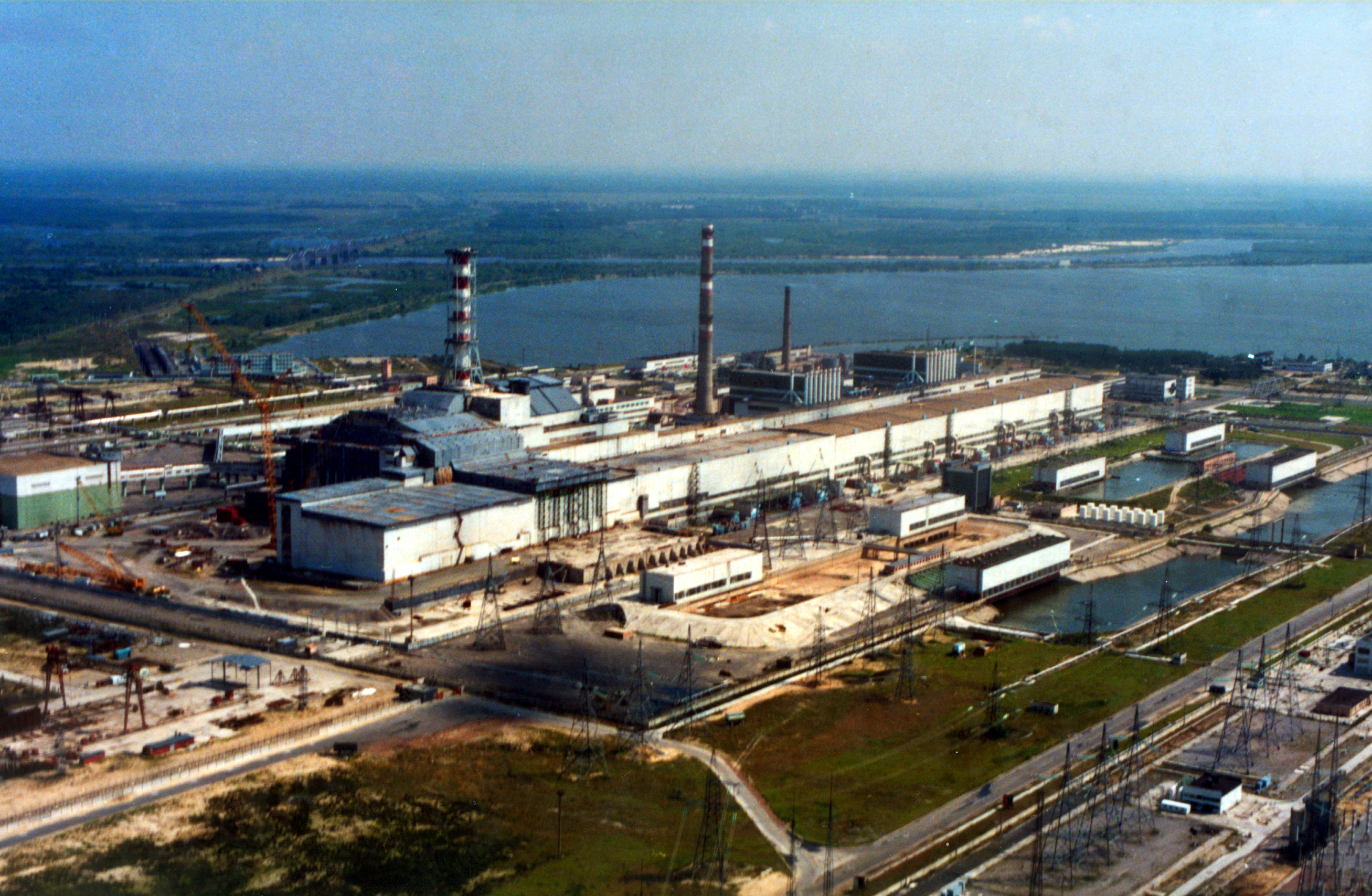
Flygfoto över Tjernobyl kärnkraftverk med sarkofag år 2007.

I Ukraina finns naturtillgångar i form av järnmalm, kol, mangan, naturgas, olja, salt, svavel, grafit, titan, magnesium, kaolin, nickel, kvicksilver, timmer och åkermark.

#### Industri
Landet har ett brett spektrum av industrier som byggdes upp under tiden då landet var en del av Sovjetunionen. Under den perioden var den stora metallindustrin liksom tillverkningen av elektronik, fordon och militärmateriel ekonomiskt viktig för Sovjetunionen. När Sovjetunionen föll sysselsatte industrin 35 procent av befolkningen och utgjorde 60 procent av BNP. Problem uppstod med exporten då de producerade varorna inte höll tillräcklig standard för att konkurrera med omvärlden och dessutom subventionerades inte längre  energin som behövdes för tillverkningen.
I början av 2020-talet var industrin teknologiskt föråldrad och fysiskt nedsliten, i synnerhet vid anläggningarna för tillverkning av stål, kemikalier och byggnadsmaterial. Dessutom har år av ekonomiska och politiska förändringar ändrat förutsättningarna för industrin.
Verkstadsindustrin har traditionellt varit Ukrainas viktigaste industri. Där tillverkas bland annat vapen och försvarsmateriel, men även stål, fartyg och transporter. Den näst viktigaste industrin, traditionellt, har varit livsmedelsindustrin. Tillverkningen är fokuserad på förädling av jordbruksprodukter. Den kemiska industrin producerar konstgödsel, konstfibrer och läkemedel men arbetar också med oljeraffinaderier samt kol- och gasfyndigheter.

#### Tjänster och turism
Sedan 1 januari 2008 kräver Ukraina inte längre visum för EU-medborgare vid turistbesök. År 2010 hade Ukraina ungefär 21 miljoner turister på besök, och turistnäringen utvecklades starkt under 00-talet. Majoriteten av turisterna är från Ryssland men de västeuropeiska besökarna har blivit fler. Många väljer att semestra vid Svarta havet där det subtropiska klimatet gör det gästvänligt året runt. Badorterna Jalta på Krim och Odessa är de mest berömda badorterna, men det finns även historiska stadskärnor i flera städer som lockar turister. I synnerhet Kiev med sevärdheter som Sofiakatedralen och Mariapalatset.

### Handel
År 2000 visade bruttonationalprodukten en tillväxt i exporten på 6 %. Detta var den första registrerade tillväxten sedan självständigheten 1991. Samtidigt växte industriproduktionen med 13 %. Denna tillväxt fortsatte 2001, då BNP ökade med 9 % och industriproduktionen med över 14 %.[källa behövs]
I början av år 2014 rasade landets import med 20 procent, jämfört med samma period året innan. För bilimporten var nedgången 70 procent i april jämfört med samma månad år 2013, medan livsmedelsimporten samtidigt rasade med 34 procent. Ukrainas köpkraft minskade drastiskt till följd av den politiska turbulensen, som bland annat medfört att den ukrainska valutan, hryvnjan, tappat en tredjedel av sitt värde. Exporten föll med 8,4 procent under samma period. Sammantaget decimerades Ukrainas underskott och bytesbalansen krympte till 442 miljoner dollar, från 4,2 miljarder dollar ett år tidigare. Ukraina är en av världens tio största exportörer av spannmål, men förlorade 2014 15 procent av sin spannmålsskörd på grund av striderna med de proryska separatisterna och den ryska annekteringen av halvön Krim.[källa behövs]

### Infrastruktur

#### Transporter
| Transportnät | Antal             | Varav                    |
| ------------ | ----------------- | ------------------------ |
| Flygplatser  | 215 st (2018)     | 108 var asfalterade      |
| Järnväg      | 21 733 km (2014)  |                          |
| Vägnät       | 169 694 km (2012) | 166 095 var asfalterade. |

Biltätheten i Ukraina är ganska låg, men håller på att växa sig allt starkare. Persontransporter görs fortfarande kollektivt av merparten. Det är även järnvägen som är den viktigaste godstransportvägen. Ukraina har spårvidden 1520 mm, vilken även används i Ryssland och andra före detta sovjetstater. Tunnelbana finns i Charkiv, Dnipro, Kiev och premetro i Kryvyj Rih.
Rörledningar går från Ryssland till Ukraina och används import av olja och gas. Totalt finns det i Ukraina cirka 4 400 kilometer vattenvägar i form av floder och kanaler. Dnepr är den viktigaste vattenvägen för transport i landet. Det finns flera hamnar i landet, bland annat i Odessa, Mykolajiv, Cherson, Kertj och Mariupil. Den största  internationella flygplatsen finns i Kiev.

#### Utbildning och forskning

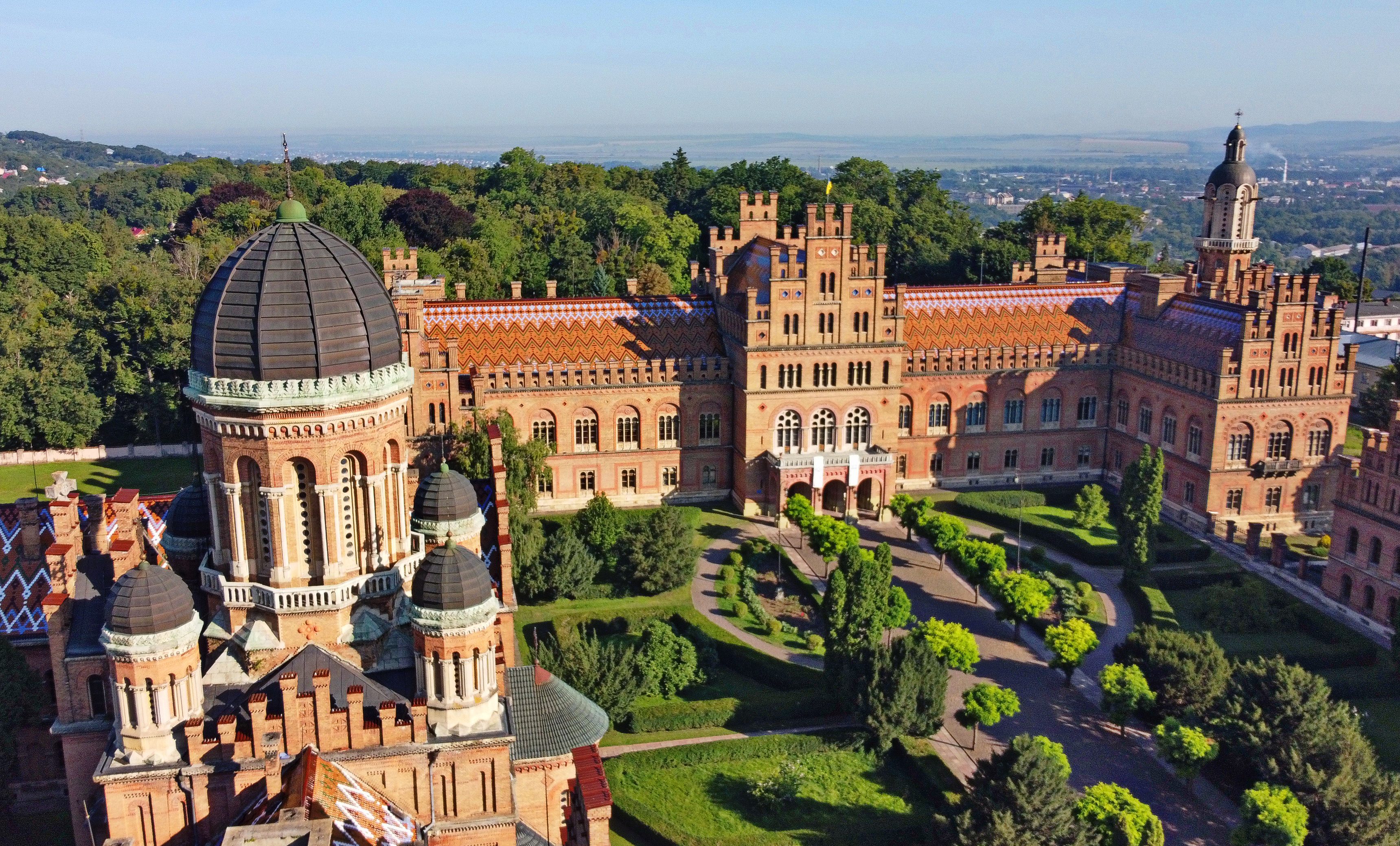
Tjernivtsis universitet.

Efter landets självständighet genomfördes reformer i Ukrainas utbildningssystem, som därefter fick en starkare ukrainsk prägel. Under den sovjetiska efterkrigstiden minskade andelen ukrainskspråkiga klasser, men denna utveckling bröts tvärt. Idag är grundutbildning på ukrainska obligatorisk, och både ukrainsk historia och ukrainsk litteratur lyfts fram i undervisningen.
Barn har obligatorisk skolplikt från 7 till 15 års ålder. Efter grundskolan finns olika slags gymnasieutbildningar. Förutom det statliga skolsystemet finns numera även ett antal skolor som antingen är privata eller med konfessionell inriktning. Vissa skolor har också undervisning helt eller delvis på minoritetsspråken ryska, polska, ungerska, rumänska och bulgariska. På enstaka orter finns också skolor särskilt för romer.
Antalet högre utbildningsinstitutioner ökade i slutet på 1990-talet, och år 2002 fanns 309 tekniska skolor, 59 akademier, 150 institut och 106 universitet. Vid sidan om Kievs universitet finns sedan 1992 en privat högskoleutbildning i staden – Kiev-Mohyla-akademin. En viss internationalisering av undervisningen har skett, och utländska lektorer finns idag på ett stort antal universitet. Högre utbildningen genomförs på ryska och/eller ukrainska, men även engelska används på vissa universitet och akademier.

## Befolkning

### Demografi

#### Urbanisering
År 2022 bodde 69,9 % av befolkningen i urbaniserade områden.

#### Större städer
De största städerna 2022 var huvudstaden Kiev med strax över 3 miljoner invånare, Charkiv med lite mer än 1,4 miljoner invånare, Odesa med ungefär en miljon invånare, Dnipro med 952 000 invånare och Donetsk med 893 000 invånare.

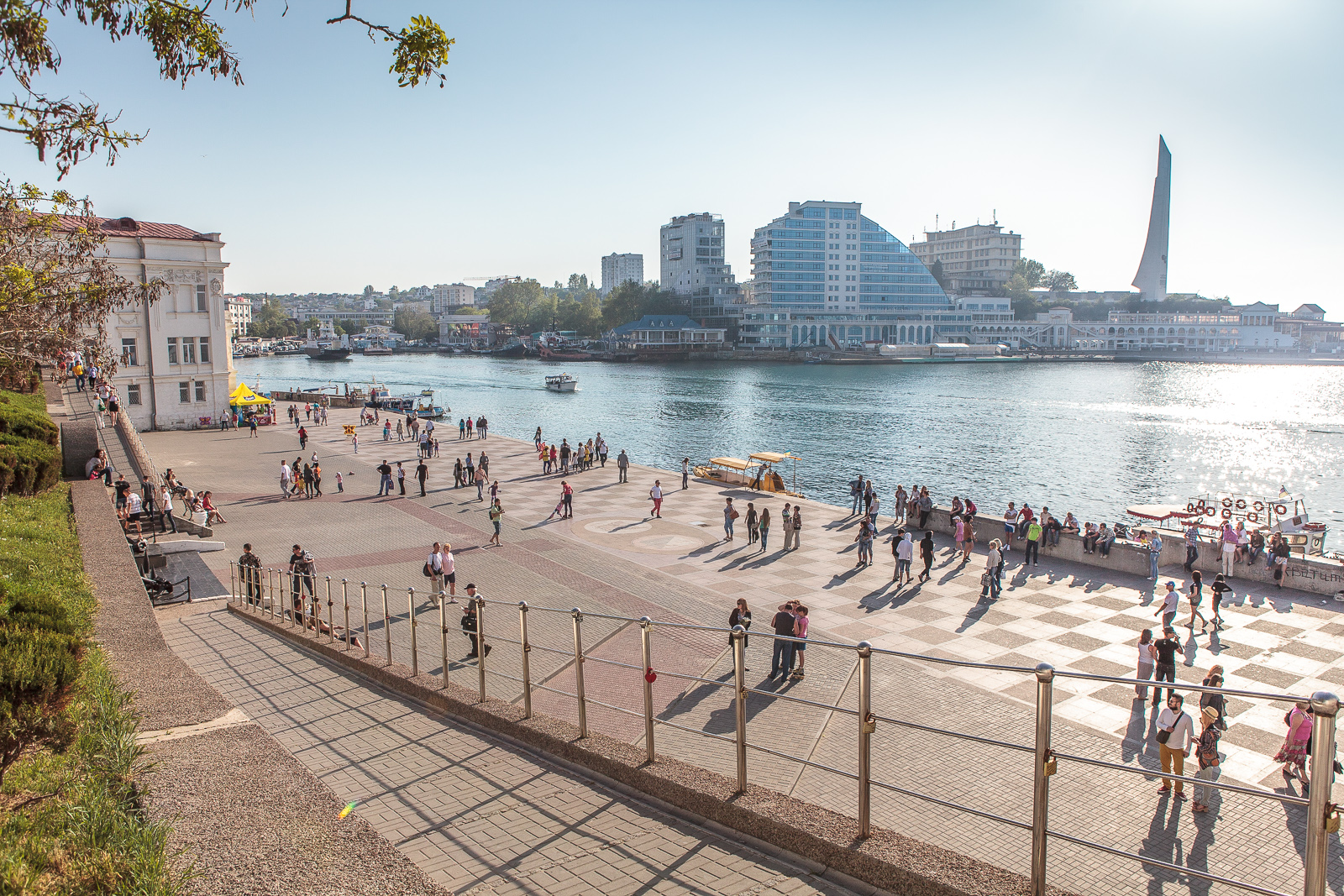
Sevastopol.

Andra större städer är:
- Cherson
- Jalta
- Kropyvnytskyj
- Kryvyj Rih
- Luhansk
- Lviv
- Makijivka
- Mariupol
- Mykolajiv
- Poltava
- Sevastopol
- Simferopol
- Sumy
- Tjerkasy
- Tjernihiv
- Vinnytsia
- Zaporizjzja
- Tjernobyl

#### Migration
En ukrainsk minoritet som utgörs av cirka 300 000 personer bor i grannlandet Rumänien och befolkar huvudsakligen samhällen som ligger i norra Rumänien. Dock väljer flera ukrainare i Rumänien att själva kalla sig för "rumäner" i folkräkningarna. Ryssland har också en stor ukrainsk minoritet. Ukraina har en rumänsk minoritet som främst bor i Bukovina (ett område som var en del av Rumänien, men som efter andra världskriget kriget delades upp och i Bukovina förblev rumäner kvar, liksom i staden Tjernivtsi). 1984 fanns det ungefär 95 000 rumäner i det ukrainska Bukovina. I västra Ukraina som hörde till Polen före andra världskriget bor 145 000 polacker.
Mellan två och tre miljoner ukrainska medborgare arbetar som säsongsarbetare i Västeuropa och Ryssland. De skickar pengar hem till sina familjer i Ukraina och bidrar därmed till en betydande ökning av köpkraften i landet.

### Språk
Officiellt språk är det östslaviska språket ukrainska, som är modersmål för 67,5 % av befolkningen enligt 2001 års folkräkning. Enligt samma statistik är ryska modersmål för 29,6 % av befolkningen, och det är framför allt i de östra och södra delarna av landet som de ryskspråkiga bor i. Bland mindre språk märks polska, slovakiska, belarusiska, ungerska, rumänska och moldaviska.
Ukrainas ryskspråkiga befolkning är den största befolkningsgruppen i Europa som på nationell nivå saknar språkliga rättigheter. Denna situation ska dock ses i ljuset av den starka position som ryska språket fortfarande har inom ukrainska massmedier och förlagsväsen. Sedan 2012 har ryskan status som officiellt språk på regional nivå. Samtidigt är närmare 4 av 5 sålda böcker i landet, de flesta av de nationella dagstidningarna samt majoriteten av TV-programmen på ryska. Språksituationen inom det ukrainska samhällslivet kan i viss mån jämföras med förhållandet mellan spanska och katalanska i Katalonien. Där kontrasteras spanskans starka eller dominerande ställning inom film, dagstidningar och förlagsväsen mot katalanskans roll som officiellt språk inom administrationen. Sedan 1980-talet har ukrainskans andel av skolundervisningen i landet ökat från 47 procent till 86 procent (2013).
Förutom Belarus, har ingen av de före detta sovjetiska delrepublikerna haft så stora möjligheter att kunna bygga en nationell identitet. I landet står politiska tendenser mot varandra, och man har en språksituation som på lång sikt är svår att förutse. Ukraina har den största etniska minoriteten av alla "dotterstaterna" till Sovjetunionen. Vid folkräkningen 2001 deklarerade sig 8,5 miljoner ukrainare som etniska ryssar – förutom de 5,5 miljoner övriga ukrainare som sade sig ha ryska som modersmål. Sedan 2012 har städer och regioner i sydöstra delen av landet infört ryska som regionalt språk; samtidigt är ukrainska landets enda officiella språk. Många ukrainare ser inte heller ryska som ett minoritetsspråk, eftersom syftet med landets författning och språklag är att motverka 300 års förryskning av samhället.
En opinionsundersökning från 2000 hävdade att drygt 50 procent av de ryskspråkiga ukrainarna inte motsade sig en expansion av ukrainska språket i olika samhällssektorer. Däremot visade undersökningen stora skillnader i åsikter mellan ryskspråkiga i olika delar av landet.
Stora delar av det ukrainska samhället har dominerats av det ryska språket – även i västra Ukraina. Det gäller affärslivet, populärlitteratur och populärvetenskap, dagstidningar, privatägda TV-stationer, biograffilm och musik. Detta har resulterat i tvåspråkighet i stora delar av landet. Dessutom har likheterna mellan de ukrainska och ryska språken lett till en utveckling av blandspråket surzjyk.
Efter Euromajdan (2013–2014), Rysslands annektering av Krim (2014) och det ryskstödda kriget i östligaste Ukraina (från 2014) har den ukrainska staten sett behov av att ytterligare stärka ukrainskans ställning i landet. Regeringen införde 2016 en lag som stipulerade att minst 25 procent (att senare ökas till minst 35 procent) av musiken i ukrainsk radio skulle vara på ukrainska; fyra år tidigare hade denna andel varit 3,4 procent. Regeringen ansåg att mer ukrainska i medierna bättre skulle motverka både (rysk) separatism inom landet och bättre kunna försvara landets medborgare mot de upplevda informationsattackerna och manipulationerna från Ryssland. På samma sätt infördes 2017 en språklag inom landets television, där minst 75 procent av programinnehållet på nationella och regionala TV-kanaler skulle vara på ukrainska, medan lokal-TV-kanaler hade ett krav på minst 60 procent. Sedan 2019 har man också inrättat en språkombudsman för att tillse att lagstiftningen efterlevs.
2019 infördes en ny nationell språklag som stärkte ukrainska som det dominerande språket. Språklagen var kontroversiell, bidrog till ökad splittring i landet och kritiserades av bland andra EU och FN. Den då nyvalde presidenten Zelenskyi kallade lagen för olycklig och utlovade en granskning av lagen. Zelenskyi gav uttryck för att de konstitutionella rättigheterna och de ukrainska medborgarnas intressen måste respekteras.
Sedan dess har lagarna om spåkundervisning i skolan och språkanvändning i radio och TV, bokhandlar, offentliga evenemang mm ändrats flera gånger. Ryskan, det största minoritetsspråket i Ukraina, saknar (juli 2024) helt och hållet officiell status och omfattas inte av rätten till skolundervisning. Ukraina motiverar det med att ryskan inte är ett EU-språk.

### Religion
Majoriteten av ukrainarna tillhör någon av de två ukrainska ortodoxa kyrkorna:
- Ukrainska ortodoxa kyrkan (Moskvapatriarkatet)
- Ortodoxa kyrkan i Ukraina

Den ortodoxa kyrkan i Ukraina bildades den 15 december 2018 genom samgående mellan Ukrainska autokefala ortodoxa kyrkan, Kiev-patriarkatet och avhoppare från Moskvapatriarkatet. Patriarken av Konstantinopel, Bartolomaios I i Istanbul, Turkiet, undertecknade ett tomos som bekräftade den förenade ukrainska ortodoxa kyrkan som autokefal.
Ungefär 60 procent av ukrainarna anser sig tillhöra den östortodoxa kristendomen. 8 procent av befolkningen, huvudsakligen hemmahörande i den västra, tidigare polskkontrollerade, delen av landet, är katoliker tillhörande den ukrainska grekisk-katolska kyrkan (unitarerna), Romersk-katolska kyrkan eller Rutenska bysantinska katolska kyrkan i Karpaterna. Rysk-ortodoxa gammalrituella kyrkan finns också i landet.[källa behövs]

Drygt 2 procent av befolkningen är protestanter. Den största protestantiska kyrkan är Ukrainas evangeliska baptistunion, med över 150 000 medlemmar och omkring 3 000 pastorer. Näst störst är pingstunionen Ukrainas kyrka för evangelisk tro med 110 000 medlemmar i över 1 500 församlingar. Men det finns även flera andra pingstgrupper och bibelskolor drivna av dem, som Lvivs teologiska seminarium och Kievs bibelinstitut. Den samlade pingströrelsen i Ukraina har över 300 000 medlemmar i över 3 000 lokala församlingar. I Ukraina finns även kalvinister, lutheraner, metodister, sjundedagsadventister och mormoner. 2016 angav 1,1 procent av befolkningen att de var sunnimuslimer. Mindre grupper judar, buddhister och nyhedningar finns även i landet. Chassidismen är en gammal judisk riktning som har historiska rötter i 1700-talets Ukraina. Den för chassidierna viktige rabbinen Nachman av Breslov begravdes i staden Uman i Tjerkasy oblast och hans grav är en viktig vallfärdsort. I Ukraina finns även en stor grupp ateister, 2016 angav 16,3 procent att de inte ansåg sig tillhöra någon särskild religiös inriktning.

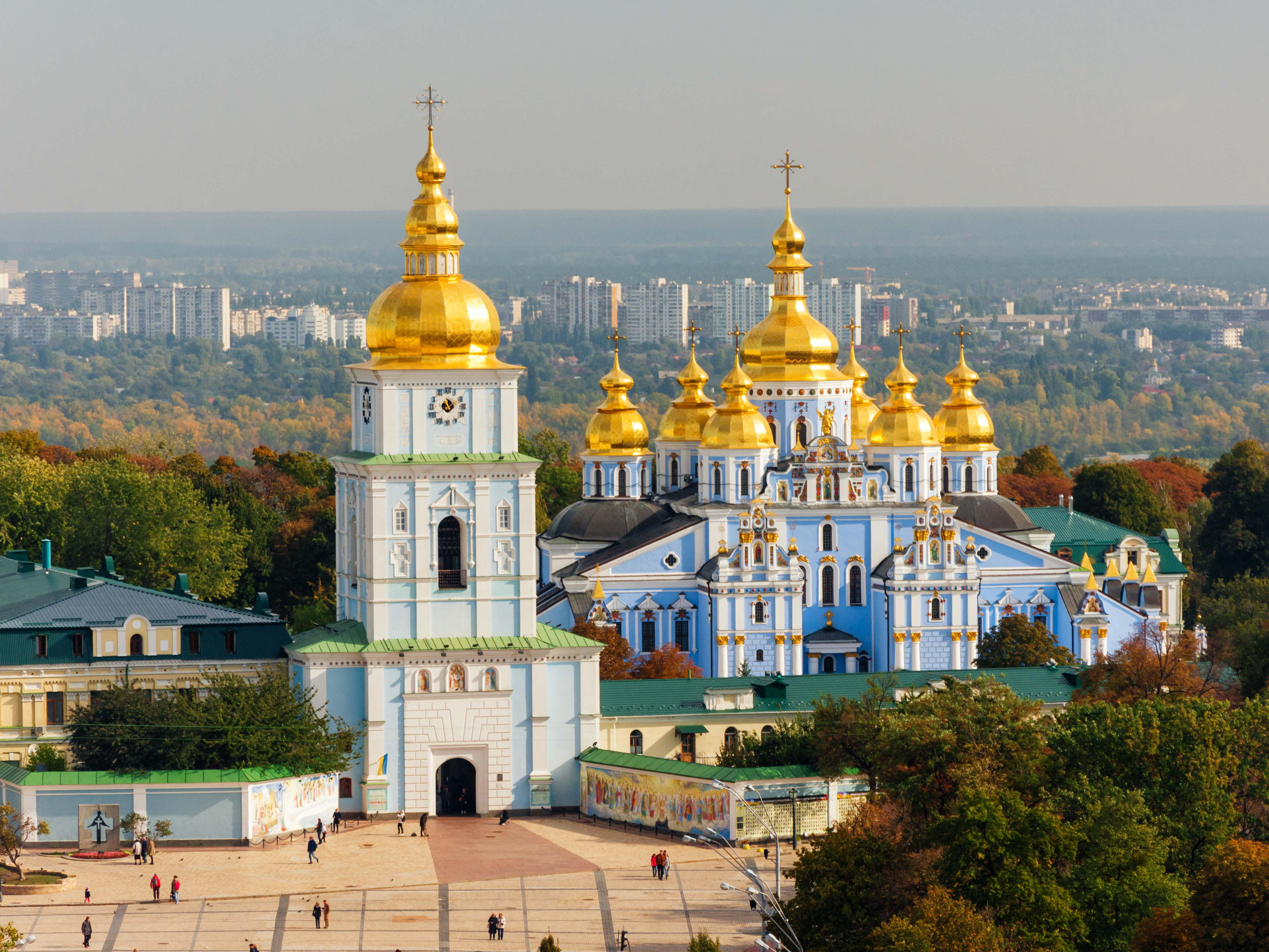
Sankt Michaelskatedralen i Kiev.
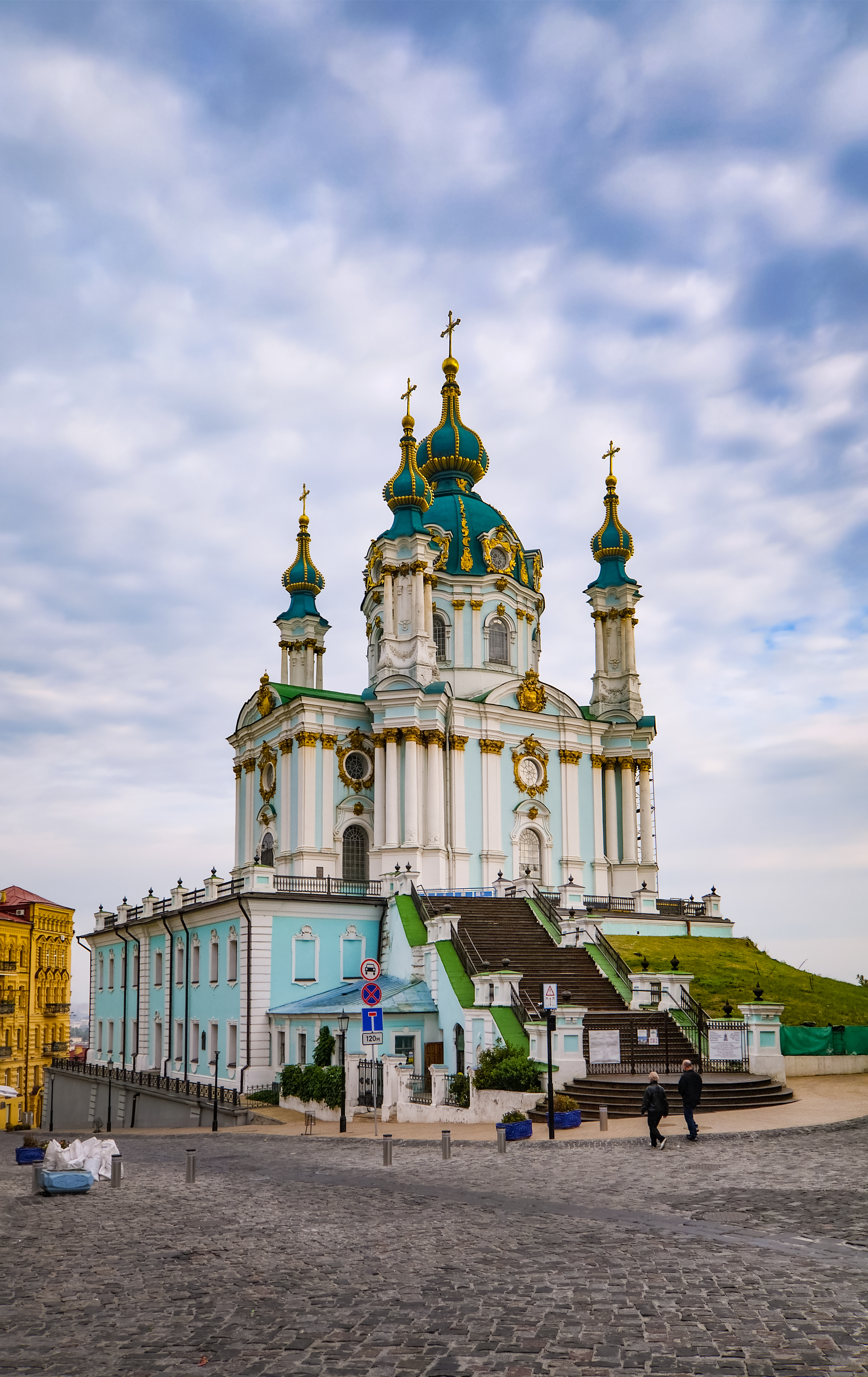
Sankt Andreas kyrka i Kiev.
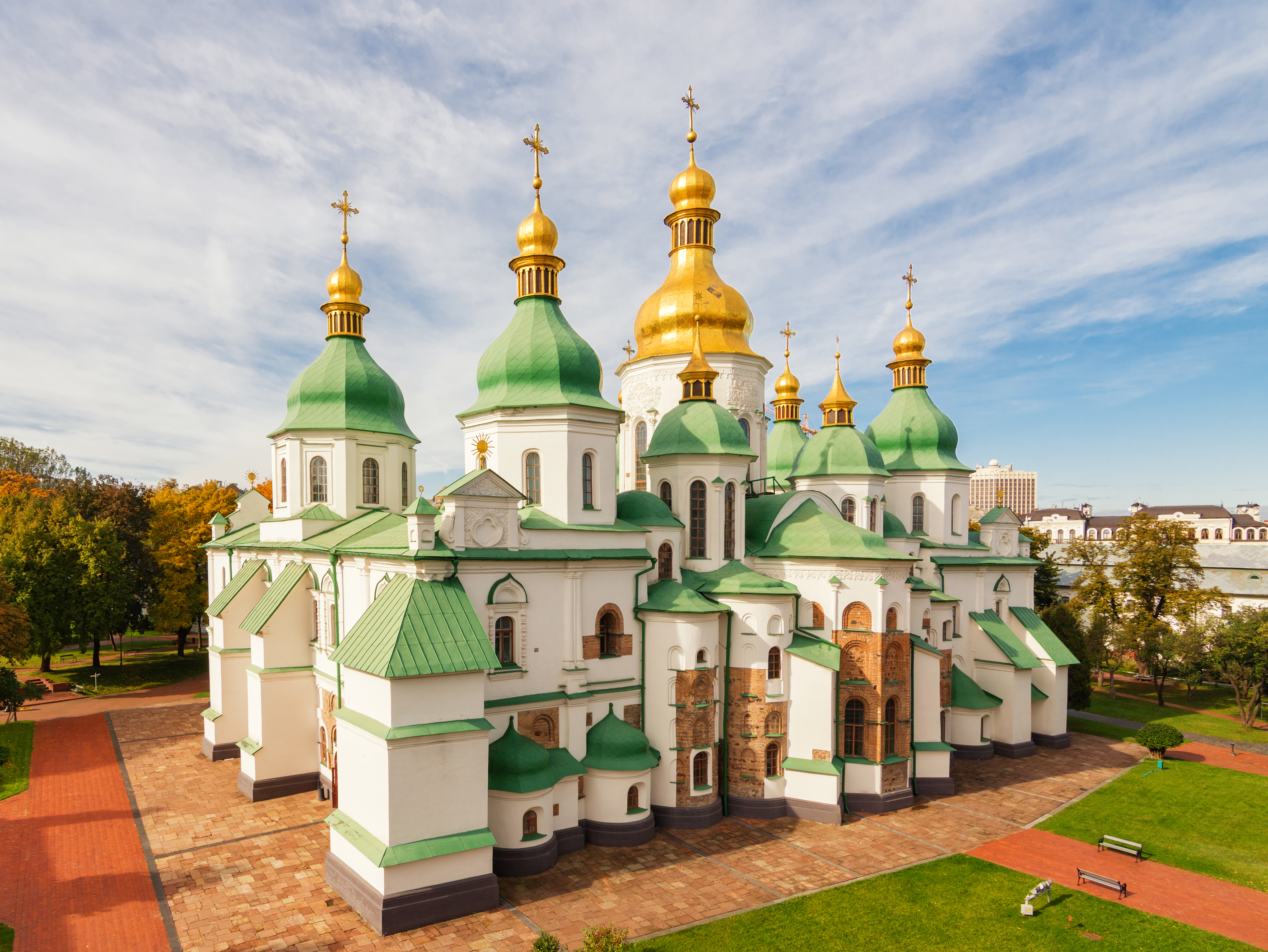
Sofiakatedralen i Kiev.
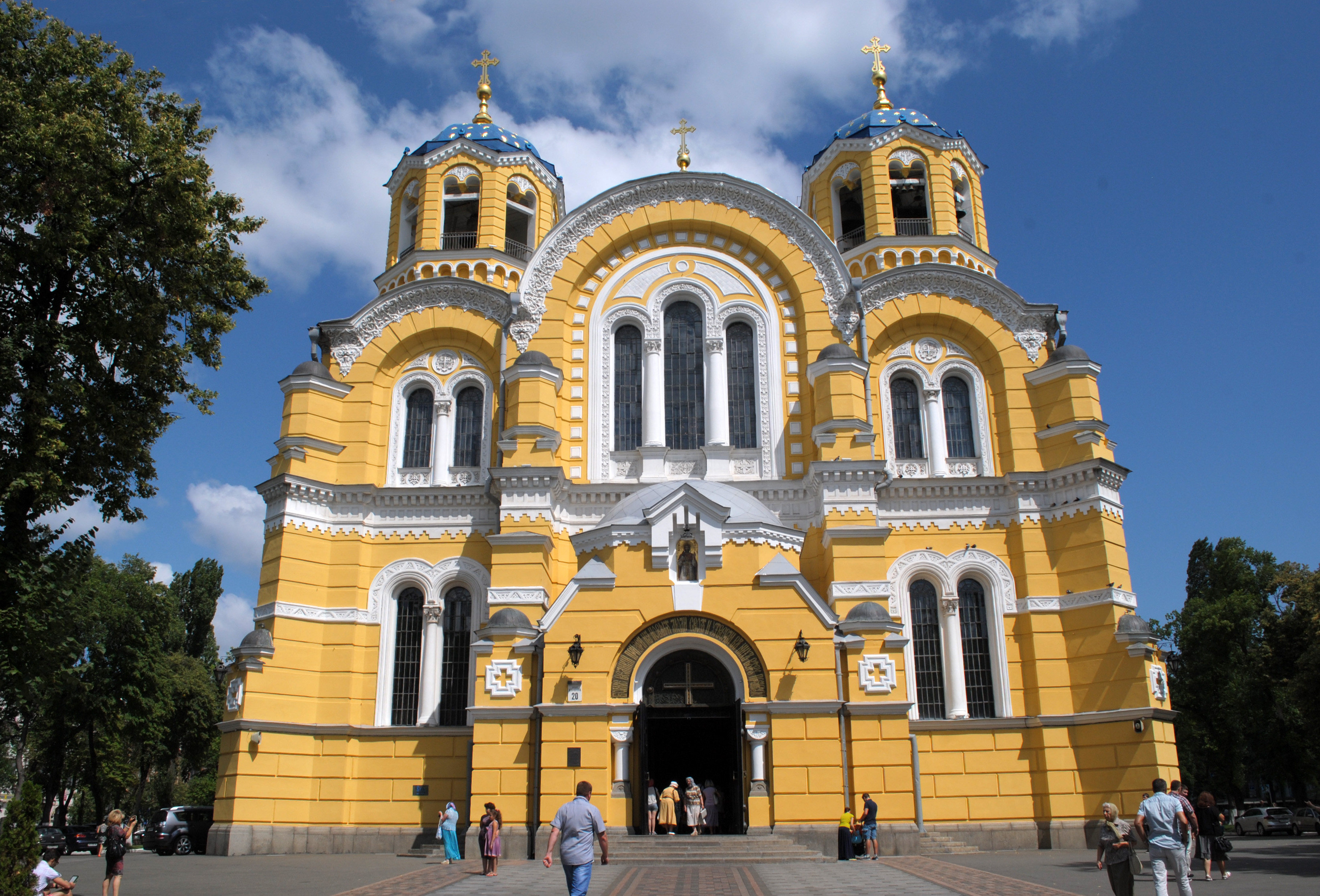
Sankt Volodymyrkatedralen.

### Sociala förhållanden
Rapporter om tortyr och misshandel utförda av polisen kvarstod emellertid 2007, liksom orimligt lång väntan på rättegång, resulterande i omänskliga förhållanden i förvar med fulla celler, fruktansvärda sanitära förhållanden och brist på lämplig medicinsk vård. Flera gruppsjälvmordsförsök ägde rum i straffkolonier.

Ukraina är ett ursprungs-, transit- och destinationsland för ett stort antal offer för människohandel och sexuellt utnyttjande, främst kvinnor och barn, och dess regeringar har kritiserats för otillräckliga åtgärder. Människohandel är olagligt, men de flesta dömda människohandlare 2006 fick skyddstillsyn i stället för fängelsestraff.

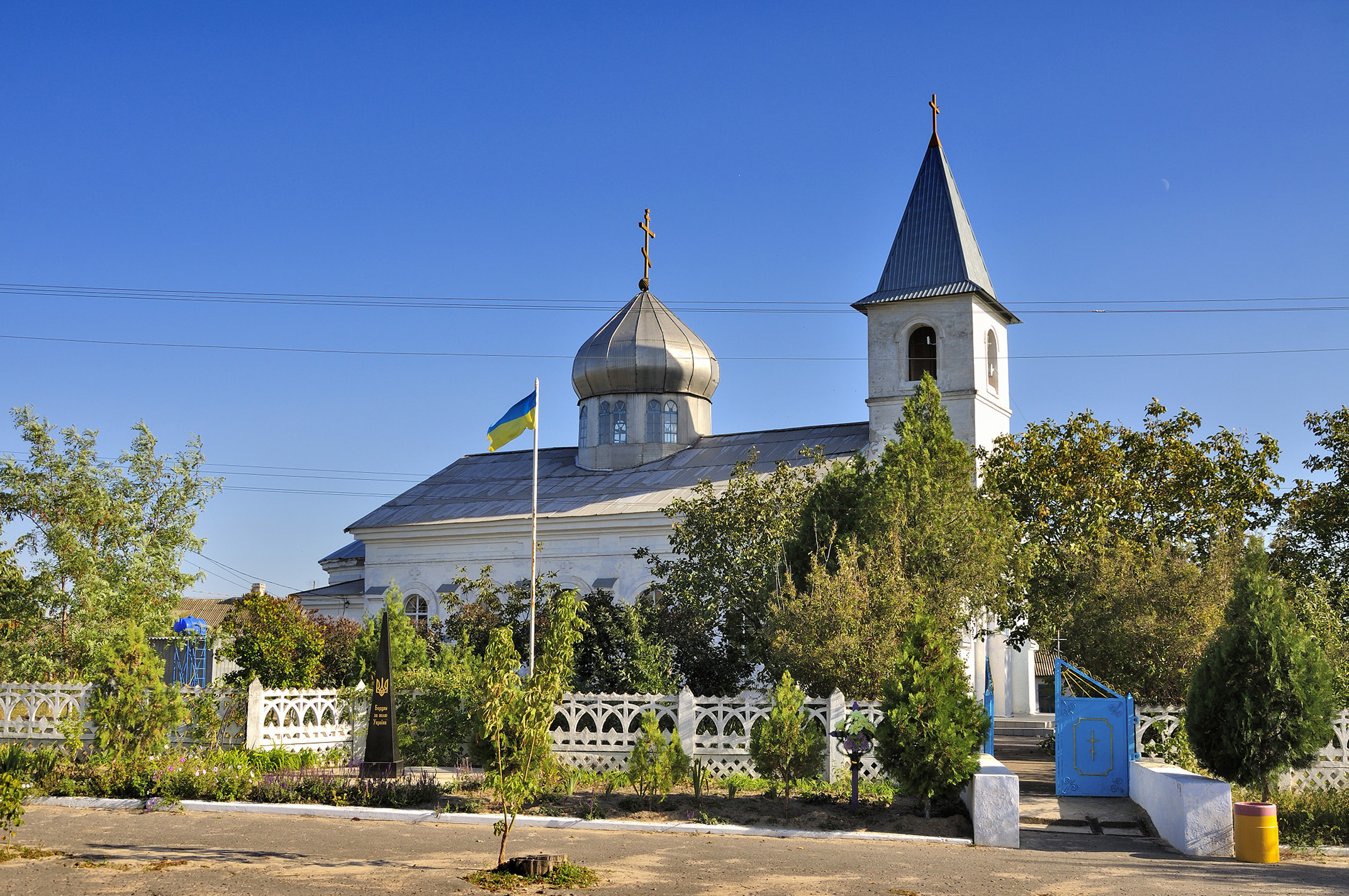
Gammalsvenskby i Cherson oblast.

Freedom House angav landets status år 2009 som "fritt" men nedgraderade det till "delvis fritt" under 2011, 2012 och 2013. Organisationen skriver 2011 att "Ukraina under president Janukovitj har blivit mindre demokratiskt och om den nuvarande trenden fortsätter, kan landet gå mot envälde och kleptokrati. ...  en mer restriktiv miljö för medierna, selektiva åtal mot oppositionella, oroande intrång av Ukrainas säkerhetstjänst, de mycket kritiserade lokalvalen i oktober 2010 ... och yttrandefriheten nedmonteras." Amnesty har också signalerat en betydande försämring i respekten för de mänskliga rättigheterna i Ukraina under 2011, genom "en ökning av antalet anklagelser om tortyr och misshandel i polisarrest, inskränkningar i yttrandefriheten och mötesfriheten samt ett stort antal främlingsfientliga yttranden". I Reportrar utan gränsers pressfrihetsindex 2010 hade Ukraina fallit från 89:e plats till 131, International Federation for Human Rights beskrev i december 2011 Ukraina som "ett av de länder der vi ser de mest allvarliga brotten mot människorättsaktivister".
De allvarligaste problemen för mänskliga rättigheter under 2012 var enligt US Department of State ökat statligt tryck på medier, däribland statlig tolerans för ökat våld mot journalister, (2) intensifierat tryck på det civila samhället, icke-statliga organisationer (NGO) och civila aktivister samt (3) politiskt motiverade åtal och kvarhållanden. Andra problem med mänskliga rättigheter var: missbruk av personer i förvar, bland annat misshandel och påstådda tortyren av fångar; hårda och ohälsosamma förhållanden i fängelser och häkten; en ineffektiv och korrupt rättsväsende; otillräckligt skydd av asylsökande; genomträngande korruption i all statlig verksamhet; samhälleligt våld mot kvinnor och utnyttjande av barn; samhällelig diskriminering och trakasserier av etniska minoriteter; människohandel; diskriminering och våld mot homosexuella, bisexuella och transpersoner (HBTQ-personer); diskriminering mot personer med HIV/aids vilket hotade deras möjligheter för behandling; begränsningar av arbetstagarnas strejkrätt; samt tvångsarbete.
Specialstyrkan Berkut använde batonger och andra former av fysiskt våld den 30 november 2013 för att rensa demonstranter från Kievs Självständighetstorget som hade samlats för att uttrycka missnöje med regeringen. Parlamentsvalet i oktober 2012 och fyllnadsvalet i december 2012 uppfyllde inte internationella normer för rättvisa och öppenhet.
Den 17 jan 2013 förlorade Ukraina alla sina 211 ärenden i Europadomstolen mot Ukrainska medborgare, bland annat gällande att specialstyrkor med våld och förnedring stoppade en hungerstrejk av 17 fångar.
Enligt FN:s övervakningsmission för mänskliga rättigheter i Ukraina (HRMMU) och Amnesty har hundratals personer kidnappats i östra Ukraina sedan det proryska upproret inleddes i april 2014. Många av dem har utsatts för omfattande tortyr. Proryska separatister står enligt HRMMU och Amnesty för majoritet av kidnappningarna som huvudsakligen inträffar i regionerna Luhansk och Donetsk, men också Kievtrogna grupper har fört bort personer.

### Hälsa
I mitten av 00-talet minskade Ukrainas befolkning med mellan 0,3 och 0,6 % per år, till följd av låg fertilitet, betydande emigration och hög dödlighet i alkoholism, hiv/aids, tuberkulos. Ukraina var det land där näst flest människor dog i hjärt- och kärlsjukdomar. Spädbarnsdödligheten var ovanligt hög jämfört med andra länder, vilket i kombination med den låga nativiteten beräknades kunna leda till framtida demografiska problem.

### Övriga befolkningsdata
Medellivslängden sjönk kraftigt efter år 1989, från 70,5 år till 66,7 år 1995. Därefter har den siffran, över tid, stigit. Sammantaget har folkmängden i landet minskat med nästan 20 % mellan åren 1993 och 2021. Från 52 179 200 invånare till 43 745 640 invånare.

## Kultur

### Massmedier

#### Press och förlag
Det som idag är Ukraina hade fram till 1820-talet endast tidningar utgivna på ryska, med bas i Ryssland, och Österrike-Ungern, på tyska. 1819 grundades den ryskspråkiga Charkovskije Izvestija, som den första lokaltidningen. I västra Ukraina startades efter 1830 flera olika tidskrifter och tidningar tryckta på ukrainska, inklusive dagstidningen Zorja Halytska. Den ukrainska pressen sammankopplades med olika ukrainska frihetsrörelser, vilket 1863 ledde till ett förbud mot all utgivning på det ukrainska språket. Efter Ryska revolutionen 1905 tilläts tidningar på ukrainska återigen tryckas, vilket påverkade den nationella frigörelsen 1918. Bolsjevikerna stödde fram till 1927 en "ukrainisering" av pressen, vilket därefter vändes i sin motsats. Under den sovjetiska tiden stod Ukrainas massmedier helt under kommunistpartiets kontroll.
1992 antogs en lag om pressfrihet, och därefter har Ukrainas medielandskap upplevt drastiska förändringar. 1996 utkom i landet 44 dagstidningar, och majoriteten av de större tidningarna är fortfarande 2012 tryckta på ryska. 1999 var de regeringsstödda Fakty i Kommentarii och Segodnja de största dagstidningarna, var och en tryckta i över 1,1 miljoner exemplar. De viktigaste vänsterpolitiska tidningarna var då Silski Visti (tryckt på ukrainska) och Tovarisjtj. Komsomolskaja Pravda och Argumenty i Fakty är två av de stora ryska (med ägare i Ryssland) tidningarna som etablerats i landet, kompletterade med bilagor med lokalt ukrainskt material.

#### Radio och television
De första radiosändningarna i Ukraina påbörjades 1926. TV började sända 1952. Av tre nationella TV-kanaler tillhör två det statliga bolaget Ukrainska Derzjavna Teleradiokompanija. Därutöver finns privata TV-bolag som Inter, Kanal 1+1 och Studija 1+1, samt ett nät av regionala TV-bolag. 2012 utgjorde drygt hälften av sändningstiden på de stora TV-kanalerna av program på ryska. Därefter har flera ryska tv-kanaler tagits bort från utbudet hos de större leverantörerna av kabel-TV, vilket skett i samband med den censur som konflikterna 2014-2015 har resulterat i. Den 25 mars 2014 var de fyra ryska tv-kanalerna - Första kanalen, RTR-Planeta, Ryssland 24 och NTV-Mir blockerade av 443 av 703 ukrainska teleoperatörer. Censur riktad mot ryska tv-kanaler förekom även under Viktor Jusjtjenkos tid som president. Befolkningen fortsätter emellertid att titta på rysk tv med hjälp av parabolantenner.
Dagens radioutbud är i hög grad kommersialiserat. I landet fanns år 2000 889 radio- och 456 TV-mottagare per 1 000 invånare.
Ukrainas tio mest populära TV-kanaler ägs av oligarker som Rinat Achmetov, Viktor Pintjuk och Ihor Kolomojskyj. Å ena sidan kan det ses som problematiskt att kanalernas ägande är så koncentrerat, å andra sidan innebär det delvis spridda ägandet att oligarkerna tävlar sinsemellan om tittarnas uppmärksamhet. Samtidigt är det en stor del av Ukrainas befolkning som får sina nyheter från teven. 2016 angav 66 % att tog del av nyheterna via TV, 68% angav sociala medier och 59 % uppgav att de läste nyheter på webben. Det är främst äldre ukrainare (46 år och äldre) som får sina nyheter via TV. 

#### Nyhetsbyråer
Ukraina har en statlig nyhetsbyrå – Ukrinform (grundad 1918, nyetablerad som självständig byrå 1990) – samt flera privatägda.  Ukrinform hade 2014 utplacerade medarbetare i Ukraina samt ytterligare elva länder, och byrån sprider nyheter på ukrainska, ryska, engelska samt tyska och spanska.
Privatägda Ukrainian News Agency (www.un.ua) grundades 1993. De säger sig vara den ledande ukrainska nyhetstjänsten och att man dagligen sprider nyheter till över 10 000 kunder. Byråns nyheter finns på ryska, ukrainska och engelska; man översätter allt sitt material till engelska. Likaså privatägda Unian är trespråkig och har separata webbdomäner för informationen på ukrainska (www.unian.info), ryska (www.unian.net) och engelska (www.unian.info). Unian tillhör den företagsgrupp som även äger TV-bolaget 1+1 och flygbolaget Aerosvit som gick i konkurs 2013. Interfaks-Ukrajina är dotterbolag till den ryska fristående nyhetsbyrån Interfax och har verkat från Kiev sedan 1992.

### Konstarter

#### Musik och dans
Den ukrainska folkmusiken är nära knuten till annan slavisk folkmusik. De äldre sångerna är förknippade med ritualer så som  jul och nyår (koljadka), våren (vesnjanka) och under skörd (zazjynky). Folkdanser är olika ringdanser med gemensam sång men modernare varianter av folkdans består av pardanser till instrumentalmusik. Bland dessa kan nämnas kozatjok, kolomyjka, hopak (se gopak), hutsulka och arkan. Under den period då Ukraina var en del av Sovjetunionen förändrades utövandet av folkmusik genom skapandet av stora folkmusikensembler.
Den kristna tron spreds från 900-talet och kom att påverka den musikaliska utvecklingen i landet. Inhemsk kyrkomusik tillkom under 1000-talet, men det dröjde ytterligare 500 år innan flerstämmiga hymner infördes. År 1615 grundades Kievakademin som utbildade framstående kyrkomusiker. Ukrainska musiker verkade från slutet av 1600-talet i Moskva och Sankt Petersburg.
Populärmusik, rock och jazz har blivit viktiga inslag i musiklivet sedan mitten av 1900-talet. Pop och rock utvecklades dramatiskt efter att landet blev självständigt, och texterna framfördes därefter allt oftare på ukrainska än ryska. Heavy metal, i synnerhet black metal, har blivit stort i Ukraina. År 2003 deltog Ukraina i Eurovision Song Contest första gången och år 2004 vann Ukraina tävlingen första gången.

#### Bildkonst
Utgångspunkten för både den ukrainska och ryska konstens utveckling härstammar från 900-talets Kievrike. Inledningsvis kom influenser från Bysantinska riket, men under senmedeltiden kom konsten istället att påverkas av västeuropa i och med unionen med Litauen och Polen. Utvecklingen märks till exempel på ikonmåleriet där de bysantinska förebilderna försvann och intryck togs från väst och lokal folkkonst.
Influenser från sarmatismen tillkom under 1600-talet och det bildades en säregen porträttradition. Många av konstnärerna som var verksamma i Sankt Petersburg under 1700- och 1800-talen hade ursprung i Ukraina.

#### Litteratur

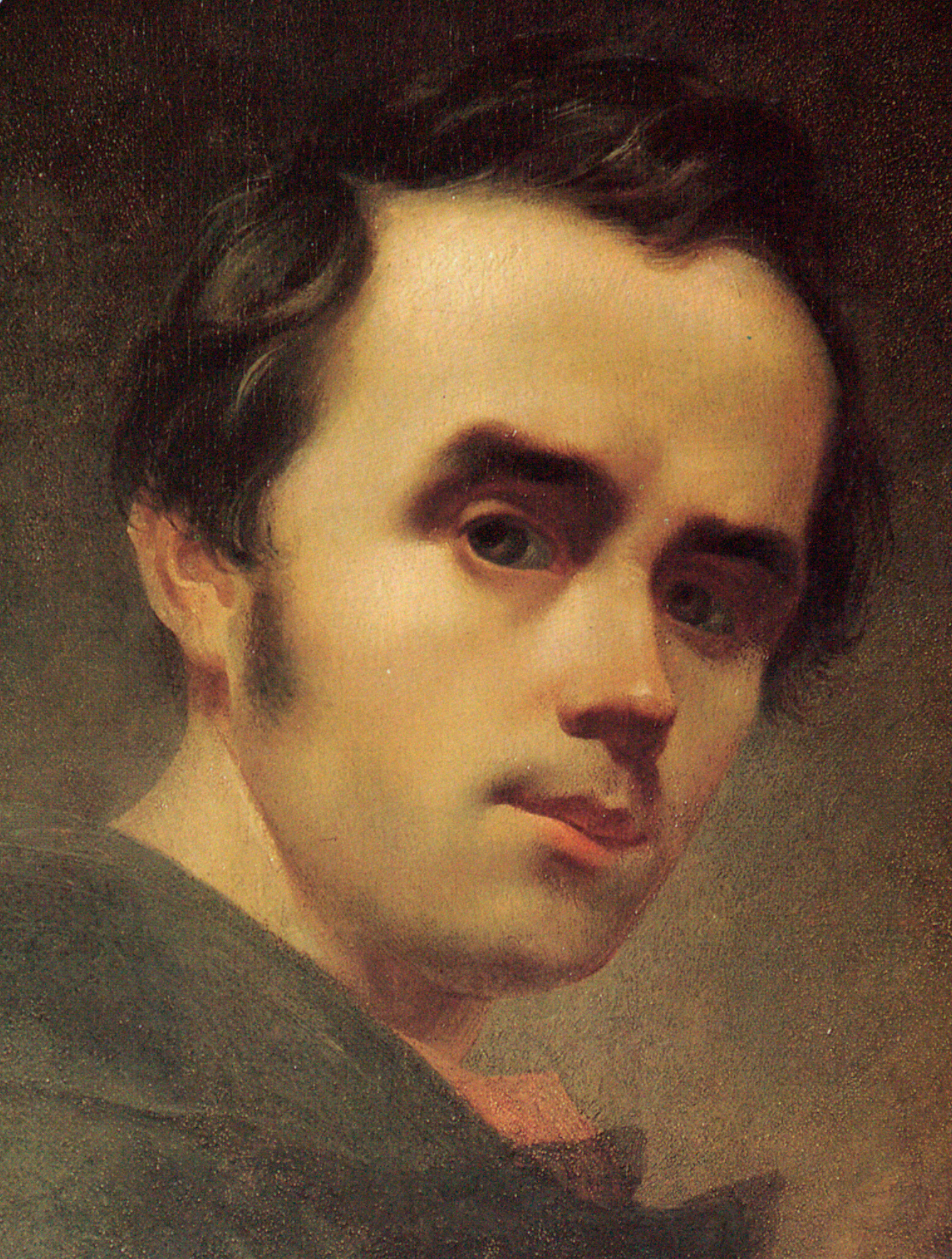
Taras Sjevtjenko.

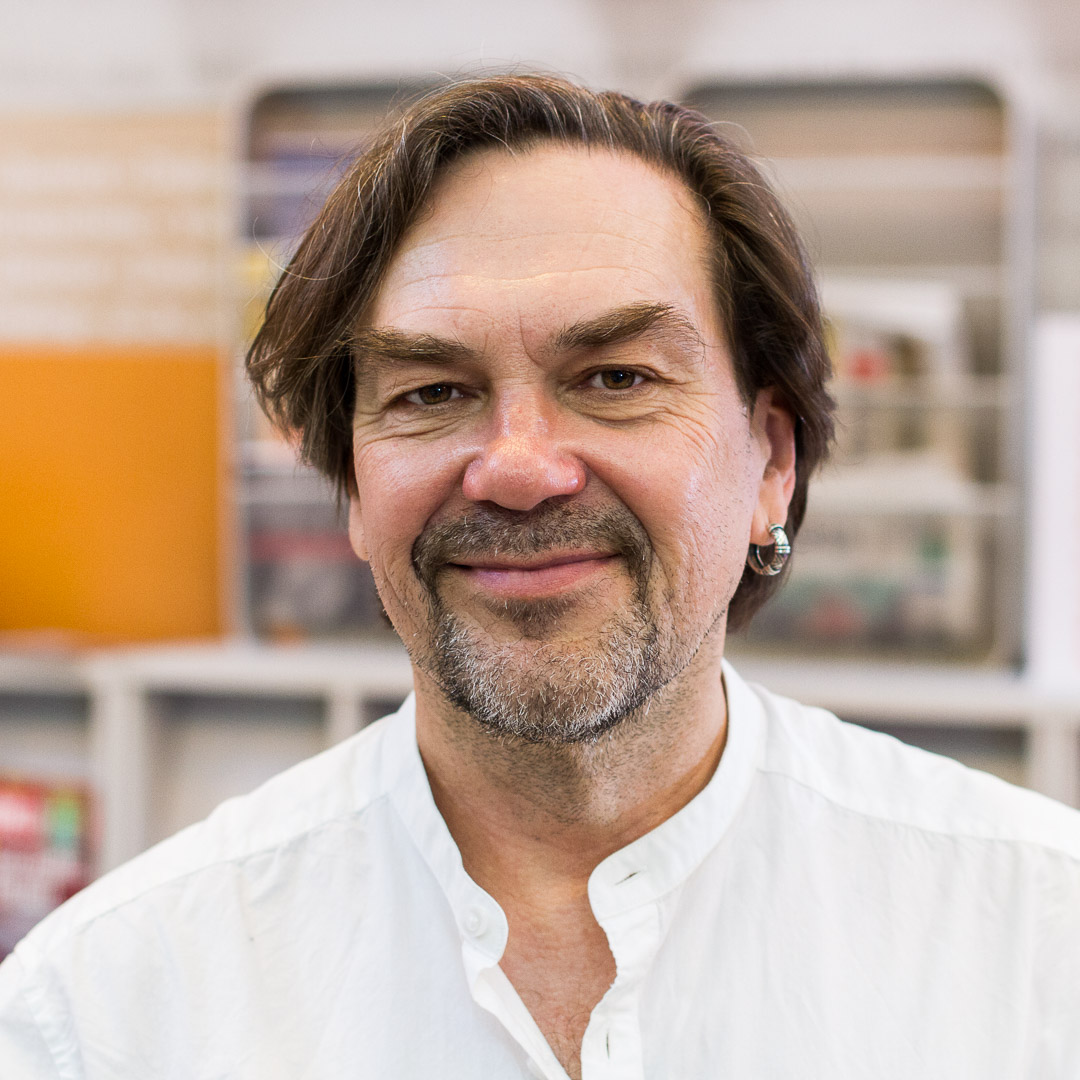
Jurij Andruchovytj.

#### Film
I början på 1900-talet började filmindustrin i Ukraina utvecklas genom den då nya filmstudion i Odessa, en lokal som senare kommit att användas som filmmuseum. År 1938 öppnade en till filmstudio, denna gång i Kiev. Filmindustrin kom sedan att kompletteras på 1960-talet med den så kallade poetiska filmskolan som under Sovjettiden hade starka relationer med Moskva. Men filmindustrin blommade aldrig ut, i stället valde många filmarbetare att söka sysselsättning i Moskva.
Under Sovjeteran censurerades filmer och delar av Ukrainas filmskapare kom inte till sin rätt förrän efter självständigheten. Ett exempel på en sådan filmskapare är Kira Muratova vars film ”Korta möten” från år 1967, var förbjuden under lång tid. Muratova tog revansch efter självständigheten och kunde då fritt spela på sin svarta humor och sitt genomtänkta bildspråk i filmer som samhällssatiren ”Det asteniska syndromet” från år 1989 och ”Try istoryï” från år 1997.
Bland senare ukrainska verk som synts på den internationella marknaden finns Igor Podolotjaks filmdebut ”Las Meninas” från år 2008 samt Sergej Loznitsas ”Min glädje” från år 2010 och Myroslav Slaboshpytskiys ”The Tribe” från år 2014.

### Traditioner

#### Helgdagar och högtider

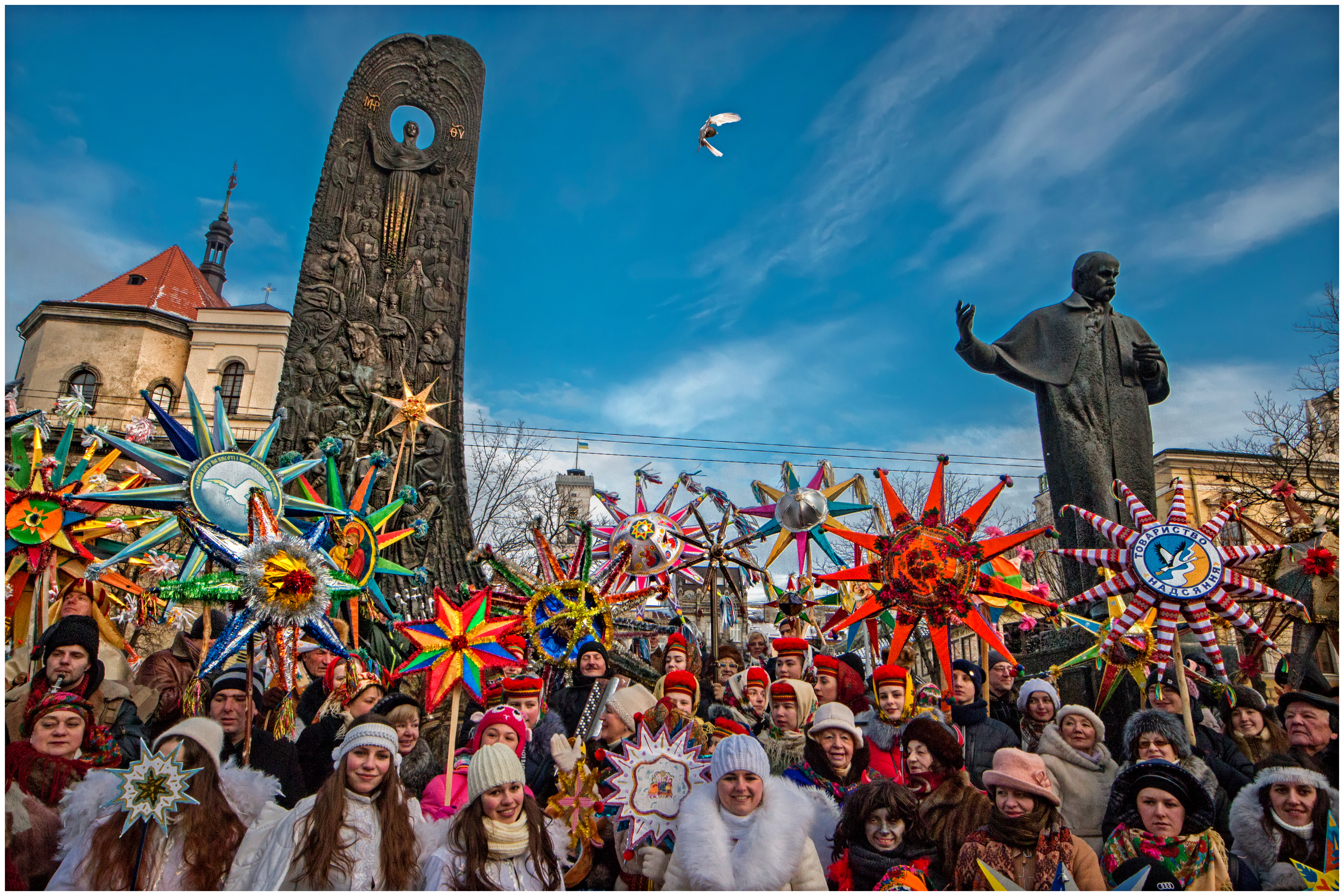
Jul i Ukraina (Lviv).

Sedan landet blev självständig har religiösa högtidsfiranden fått ett uppsving, i synnerhet de kristna. Nyårsafton firas ungefär som julafton firas i många delar av världen med klädda granar och presenter, många är lediga i tre dagar. Julafton firas enligt ortodox tradition den 7 januari, även om den 25 december också blivit en allmän helgdag. Internationella kvinnodagen är en allmän helgdag den 8 mars liksom Arbetarnas dag den 1-2 maj. Påsk och pingst följer den ortodoxa kalendern och datum varierar år till år, men påsk firas traditionsenligt med äggmålning.
Den 9 maj firas segerdagen, dagen då andra världskriget avslutades och fascismen föll. Den 28 maj firas författningsdagen till minne av Ukrainas första egna grundlag som tillkom år 1996 och den 24 augusti firas självständighetsdagen till minne av frigörelsen från Sovjetunionen år 1991. Författningsdagen och självständighetsdagen firas ofta med fyrverkerier och militärparader.

#### Matkultur
Den starka jordbrukstraditionen speglas i köket och många recept inkluderar säd. Bröd är väldigt typiskt för det ukrainska köket och används även som ingrediens i olika kött och fiskrätter till exempel i en av de rätter som kommit att få störst spridning utanför Ukraina, Kievkyckling.
Bland typiska maträtter märks Syrnyky- en typ av frukostplättar gjorda på färskost, Borsjtj- en typ av soppa som kan tillagas på en mängd olika sätt och rårakor.

### Idrott

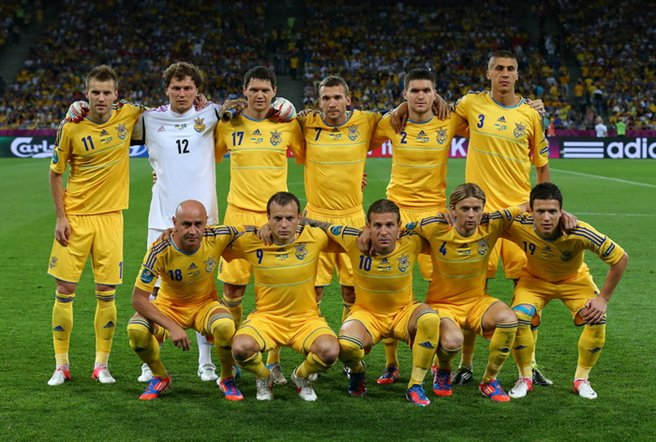
Ukrainas herrlandslag i fotboll, 2012.

En stor sport i Ukraina är fotboll. På herrelitnivå finns den nationella ligan Premjer-liha. Bland de mer framgångsrika klubbar som ofta deltar i internationella klubblagsturneringarna finns Dynamo Kiev, Sjachtar Donetsk, Dnipro Dnipropetrovsk och Metalist Charkiv. 2012 delade Ukraina värdskapet av europamästerskapet i fotboll för herrar med Polen. Ukraina är framgångsrikt inom friidrott. Bland ukrainska friidrottare som vunnit guld i internationella sammanhang (inklusive under den sovjetiska perioden) finns Sergej Bubka, Tamara Press, Anatolij Bondartjuk, Natalija Dobrynska, Inessa Kravets, Valerij Borzov och Olha Saladuha.

## Internationella rankningar
| Organisation                                | Undersökning                   | Rankning   |
| ------------------------------------------- | ------------------------------ | ---------- |
| Heritage Foundation/The Wall Street Journal | Index of Economic Freedom 2019 | 147 av 180 |
| Reportrar utan gränser                      | Pressfrihetsindex 2021         | 97 av 180  |
| Transparency International                  | Korruptionsindex 2021          | 122 av 180 |
| FN:s utvecklingsprogram                     | Human Development Index 2020   | 74 av 179  |
| The Economist                               | Democracy Index 2021           | 86 av 167  |